# Chiến tranh thế giới thứ hai
Chiến tranh thế giới thứ hai (còn được nhắc đến với các tên gọi Đệ nhị thế chiến, Thế chiến II hay Đại chiến thế giới lần thứ hai) là một cuộc chiến tranh thế giới bắt đầu từ ngày 1 tháng 9 năm 1939 và chấm dứt vào ngày 2 tháng 9 năm 1945. Cuộc chiến có sự tham gia của đại đa số các quốc gia trên thế giới — bao gồm tất cả các cường quốc — tạo thành hai liên minh quân sự đối lập: Đồng Minh và Phe Trục. Trong diện mạo một cuộc chiến tranh toàn diện, Thế chiến II có sự tham gia trực tiếp của hơn 100 triệu nhân sự từ hơn 30 quốc gia. Các bên tham chiến chính đã dồn toàn bộ nguồn lực kinh tế, công nghiệp và khoa học cho nỗ lực tham chiến, làm mờ đi ranh giới giữa nguồn lực dân sự và quân sự. Chiến tranh thế giới thứ hai là cuộc xung đột đẫm máu nhất trong lịch sử nhân loại, gây nên cái chết của 70 đến 85 triệu người, với số lượng thường dân tử vong nhiều hơn quân nhân. Hàng chục triệu người đã phải bỏ mạng trong các vụ thảm sát, diệt chủng (trong đó có Holocaust), chết vì thiếu lương thực hay vì bệnh tật. Máy bay đóng vai trò quan trọng đối với tiến trình cuộc chiến, bao gồm ném bom chiến lược vào các trung tâm dân cư, và đối với sự phát triển vũ khí hạt nhân cũng như hai lần duy nhất sử dụng loại vũ khí này trong chiến tranh.
Mặc dù có nhiều ý kiến khác nhau, nhưng chiến tranh thế giới thứ hai thường được coi là bắt đầu khi Đức phát động cuộc xâm lược Ba Lan vào ngày 1 tháng 9 năm 1939, tiếp nối với việc cả Vương quốc Anh lẫn Pháp tuyên chiến với Đức 2 ngày sau đó. Kể từ cuối năm 1939 cho tới đầu năm 1941, thông qua một loạt chiến dịch quân sự và hiệp ước, Đức đã chinh phục hoặc kiểm soát phần lớn lục địa châu Âu, đồng thời thành lập liên minh phe Trục với Ý và Nhật Bản cũng như với một số nước khác sau đó. Theo Hiệp ước Molotov – Ribbentrop được ký kết vào tháng 8 năm 1939, Đức và Liên Xô phân chia và sáp nhập lãnh thổ các nước láng giềng châu Âu bao gồm Ba Lan, Phần Lan, Romania và các nước Baltic. Sau khi các chiến dịch tại Bắc Phi và Đông Phi bắt đầu và Pháp thất thủ giữa năm 1940, chiến tranh vẫn tiếp diễn chủ yếu giữa các cường quốc Trục châu Âu và Đế quốc Anh, với chiến sự tại Balkan, Trận không chiến nước Anh (Blitz) và Trận chiến Đại Tây Dương. Vào ngày 22 tháng 6 năm 1941, Đức dẫn đầu các nước Phe Trục châu Âu tiến hành xâm lược Liên Xô, mở ra Mặt trận phía Đông. Là chiến trường trên bộ lớn nhất trong lịch sử, cuộc chiến với Liên Xô đã khiến quân đội phe Trục, mà chủ yếu là Wehrmacht của Đức, sa lầy trong một cuộc chiến tiêu hao.
Với tham vọng thống trị châu Á và Thái Bình Dương, Nhật Bản đã gây chiến với Trung Hoa Dân Quốc vào năm 1937. Vào tháng 12 năm 1941, Nhật Bản tiến hành tấn công gần như cùng lúc các lãnh thổ của Hoa Kỳ và Anh tại Đông Nam Á và Trung Thái Bình Dương, bao gồm cả cuộc tấn công nhằm vào hạm đội Mỹ đóng tại Trân Châu Cảng. Sau khi Hoa Kỳ lẫn Anh tuyên chiến với Nhật Bản, các nước phe Trục Châu Âu tuyên chiến với Hoa Kỳ theo cam kết trong hiệp ước liên minh. Nhật Bản nhanh chóng làm chủ phần lớn Tây Thái Bình Dương, nhưng bước tiến của họ đã bị chặn đứng sau khi để thua trận Midway quan trọng vào năm 1942. Không lâu sau đó, Đức và Ý bị đánh bật khỏi Bắc Phi và phải hứng chịu thất bại quyết định tại Stalingrad trước Liên Xô. Những thất bại then chốt trong năm 1943 – bao gồm một loạt thất bại của Đức trên Mặt trận phía Đông, cuộc xâm lược đảo Sicilia và lục địa Ý của Đồng Minh, cũng như cuộc tấn công của Đồng Minh ở Thái Bình Dương – đã khiến phe Trục đánh mất thế chủ động và buộc phải rút lui chiến lược trên mọi mặt trận. Năm 1944, Đồng Minh phương Tây xâm lược nước Pháp do Đức chiếm đóng, trong khi Liên Xô giành lại những lãnh thổ bị mất và đang trên đường tiến vào lãnh thổ Đức và các quốc gia Phe Trục khác. Trong suốt hai năm 1944 và 1945, chiến sự dần đảo chiều trên lục địa châu Á, trong khi quân Đồng Minh làm tê liệt lực lượng Hải quân Nhật Bản và chiếm đóng đảo quan trọng ở phía Tây Thái Bình Dương.
Sau khi giải phóng các vùng lãnh thổ do Đức chiếm đóng, Đồng Minh phương Tây và Liên Xô tiến hành xâm lược nước Đức. Chiến tranh tại châu Âu kết thúc sau cái chết của Adolf Hitler, chỉ ít lâu trước khi Berlin thất thủ vào tay quân đội Liên Xô và Đức đầu hàng vô điều kiện vào ngày 8 tháng 5 năm 1945. Sau khi Tuyên bố Potsdam của Đồng Minh vào ngày 26 tháng 7 năm 1945 bị phía Nhật Bản khước từ, Hoa Kỳ đã thả hai quả bom nguyên tử đầu tiên xuống thành phố Hiroshima vào ngày 6 và Nagasaki vào ngày 9 tháng 8 năm 1945. Đối mặt trước một cuộc xâm lược sắp xảy ra vào quần đảo Nhật Bản và việc Liên Xô tham chiến, tiến hành xâm lược Mãn Châu vào ngày 9 tháng 8, Nhật Bản tuyên bố đầu hàng vào ngày 15 tháng 8 năm 1945, ấn định chiến thắng toàn diện trên chiến trường Châu Á cho Phe Đồng Minh. Sau chiến tranh, cả Đức lẫn Nhật Bản bị chiếm đóng. Các tòa án tội ác chiến tranh được mở nhằm xét xử các nhà lãnh đạo Đức và Nhật Bản. Bất chấp tội ác chiến tranh được ghi nhận đầy đủ (chủ yếu gây ra ở Hy Lạp và Nam Tư), phần lớn các nhà lãnh đạo và tướng lĩnh Ý vẫn được ân xá nhờ vào các hoạt động ngoại giao.
Chiến tranh thế giới thứ hai thay đổi cục diện chính trị lẫn cấu trúc xã hội toàn cầu. Tổ chức Liên Hiệp Quốc (LHQ) được thành lập nhằm thúc đẩy hợp tác quốc tế và ngăn chặn các cuộc xung đột trong tương lai. Các cường quốc chiến thắng, bao gồm Trung Quốc, Pháp, Liên Xô, Vương quốc Anh và Hoa Kỳ, trở thành thành viên thường trực của Hội đồng Bảo an Liên Hợp Quốc. Liên Xô và Hoa Kỳ nổi lên như hai siêu cường đối trọng nhau, tạo tiền đề cho Chiến tranh Lạnh kéo dài gần nửa thế kỷ. Trong bối cảnh châu Âu bị tàn phá, ảnh hưởng của các cường quốc suy yếu, khởi đầu quá trình phi thực dân hóa ở châu Phi và châu Á. Hầu hết các quốc gia có ngành công nghiệp bị thiệt hại đều hướng tới việc phục hồi và mở rộng kinh tế. Sự hội nhập chính trị, đặc biệt là ở châu Âu, vốn bắt đầu như một nỗ lực ngăn chặn các hành động thù địch trong tương lai đã chấm dứt những mối thù địch trước chiến tranh và rèn luyện ý thức về bản sắc chung.

## Trình tự thời gian
Thời điểm bắt đầu cuộc chiến tại Châu Âu thường được xem là khi quân Đức tiến hành xâm lược Ba Lan vào ngày 1 tháng 9 năm 1939 và khi Vương quốc Anh và Pháp tuyên chiến với Đức hai ngày sau đó. Đối với chiến tranh Thái Bình Dương, giới học giả chưa có sự thống nhất trong việc tính ngày bắt đầu cuộc chiến. Có người tán thành thời điểm Nhật Bản xâm lược Trung Quốc vào ngày 7 tháng 7 năm 1937 trong khi một số người khác lại coi sự kiện Nhật Bản xâm lược Mãn Châu vào ngày 19 tháng 9 năm 1931 mới là ngày khởi đầu cuộc chiến.
Một số học giả khác tán thành với ý kiến của sử gia người Anh A. J. P. Taylor, cho rằng Chiến tranh Trung–Nhật cùng với chiến tranh ở châu Âu và các thuộc địa xảy ra song song cho trước khi hợp thành một cuộc chiến duy nhất vào năm 1941. Bài viết này của Wikipedia sử dụng cách tính ngày truyền thống. Một số thời điểm khác đôi khi cũng được sử dụng làm ngày bắt đầu Chiến tranh thế giới thứ hai bao gồm cuộc xâm lược Abyssinia của Ý vào ngày 3 tháng 10 năm 1935. Nhà sử học người Anh Antony Beevor xem trận Khalkhin Gol giữa Nhật Bản và Liên Xô từ tháng 5 đến tháng 9 năm 1939 là ngày khởi đầu của Thế chiến thứ hai.
Tương tự như ngày bắt đầu, ngày kết thúc chính xác của cuộc chiến cũng không được các học giả thống nhất rộng rãi. Một số người chấp nhận ngày 14 tháng 8 năm 1945 khi hiệp định đình chiến giữa Nhật Bản và Đồng Minh được ký kết (Ngày V-J) là ngày chiến tranh kết thúc thay vì ngày 2 tháng 9 năm 1945 khi Nhật Bản chính thức đầu hàng, chấm dứt chiến tranh tại châu Á. Năm 1951, một hiệp ước hòa bình giữa Nhật Bản và Đồng Minh được ký kết. Năm 1990, một hiệp ước liên quan đến tương lai của Đức cho phép hai phần Đông và Tây của nước này thống nhất đã được thông qua, giải quyết hầu hết các vấn đề tồn đọng sau Thế chiến II. Cho đến khi Liên Xô giải tán, giữa hai nước Xô – Nhật không có hiệp ước hòa bình chính thức nào được ký kết.

## Bối cảnh

### Châu Âu
Nguồn cơn của chiến tranh thế giới thứ hai đến từ những nguyên do khác nhau ở những khu vực địa lý khác nhau. Tại châu Âu, Chiến tranh thế giới thứ hai thường được xem là sự tiếp nối của Chiến tranh thế giới thứ nhất, vốn đã làm thay đổi hoàn toàn bản đồ chính trị châu Âu với sự thất bại của các cường quốc Liên minh Trung tâm gồm Áo-Hung, Đức, Bulgaria và Đế quốc Ottoman và việc người Bolshevik lên nắm quyền ở Nga và thành lập nên Liên bang Xô Viết vào năm 1917. Các Đồng Minh giành chiến thắng trong Chiến tranh thế giới thứ nhất như Pháp, Bỉ, Ý, Romania và Hy Lạp, đều giành thêm đất đai. Nhiều quốc gia dân tộc mới được thành lập sau sự sụp đổ của Áo-Hung, Đế quốc Ottoman và Đế quốc Nga.

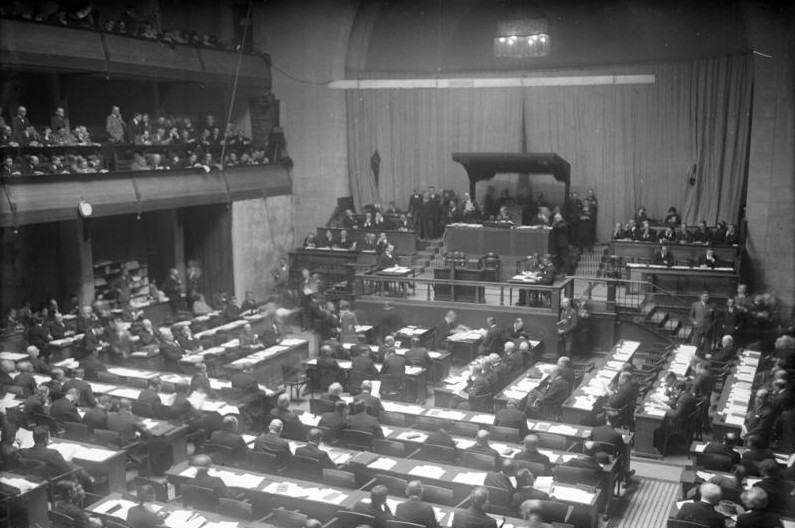
Hội nghị Hội Quốc Liên tổ chức tại Geneva, Thụy Sĩ, năm 1930

Để ngăn chặn một cuộc chiến tranh thế giới mới trong tương lai, Hội Quốc Liên được thành lập trong Hội nghị Hòa bình Paris năm 1919. Hội Quốc Liên có nhiệm vụ chủ yếu là duy trì hòa bình thế giới với những mục tiêu chính bao gồm ngăn ngừa chiến tranh thông qua an ninh tập thể và giải trừ quân bị, và giải quyết những tranh chấp quốc tế thông qua đàm phán và trọng tài.
Bất chấp xu hướng chuộng hòa bình phát triển mạnh mẽ sau Thế chiến I, chủ nghĩa báo thù dân tộc và chủ nghĩa xét lại đã nổi lên tại một số quốc gia châu Âu trong cùng thời kỳ. Xu hướng này đặc biệt phát triển mạnh mẽ tại Đức bởi những tổn thất đáng kể về lãnh thổ, thuộc địa và tài chính mà Hòa ước Versailles áp đặt. Đức mất khoảng 13% lãnh thổ quê nhà và toàn bộ thuộc địa ở hải ngoại. Đức bị ngăn cấm sáp nhập các quốc gia khác, bị buộc phải trả những khoản bồi thường khổng lồ. Quân đội bị giới hạn về quy mô và khả năng chiến đấu.
Đế quốc Đức bị giải thể trong Cách mạng Đức 1918–1919. Một chính phủ dân chủ, sử gọi là Cộng hòa Weimar, được thành lập. Thời kỳ giữa hai cuộc chiến chứng kiến sự xung đột giữa những người ủng hộ nền cộng hòa non trẻ và những người chống đối không nhân nhượng ở cả cánh hữu lẫn cánh tả. Ý với tư cách là một đồng minh của phe Entente đã giành được một số vùng lãnh thổ sau chiến tranh. Tuy nhiên, những người theo chủ nghĩa dân tộc Ý đã tức giận vì những lời hứa của Vương quốc Anh và Pháp khi thuyết phục nước này tham chiến đã không được thực hiện. Từ năm 1922 đến năm 1925, phong trào Phát xít do Benito Mussolini lãnh đạo đã lên cầm quyền tại Ý, áp dụng chủ nghĩa dân tộc, chế độ toàn trị và cộng tác giai cấp, xóa bỏ nền dân chủ đại nghị, đàn áp các lực lượng xã hội chủ nghĩa, cánh tả và tự do, đồng thời theo đuổi chính sách đối ngoại bành trướng hung hãn nhằm vào đưa Ý trở thành một cường quốc trên thế giới và hứa hẹn tạo dựng một "Đế chế La Mã Mới".

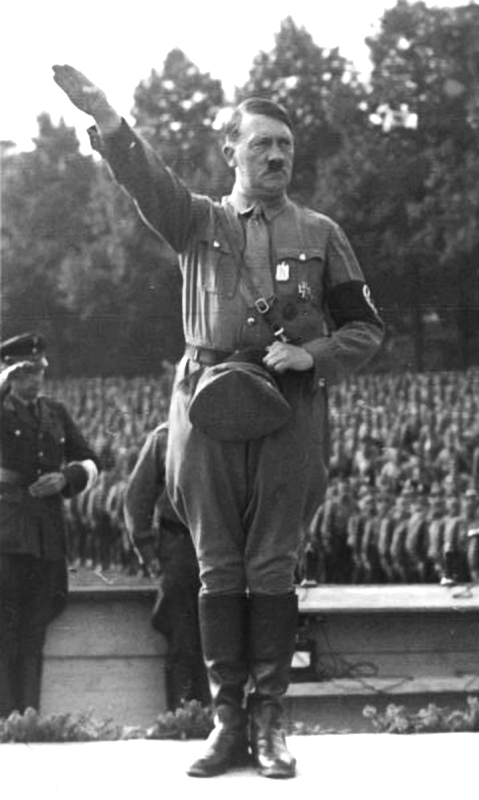
Adolf Hitler tại buổi mít tinh đảng Quốc Xã ở Nürnberg, tháng 8 năm 1933

Adolf Hitler, sau một nỗ lực bất thành nhằm lật đổ chính phủ Đức vào năm 1923, đã trở thành Thủ tướng Đức vào năm 1933. Ông ta bãi bỏ chế độ dân chủ, tham vọng sửa đổi trật tự thế giới một cách triệt để và mang động cơ chủng tộc. Nước Đức nhanh chóng bắt đầu một chiến dịch tái vũ trang quy mô lớn. Trong khi đó, vì muốn đảm bảo liên minh, Pháp để cho Ý tùy ý hành động ở Ethiopia, quốc gia mà Ý muốn biến thành thuộc địa của họ. Tình hình trở nên trầm trọng hơn vào đầu năm 1935 khi Lãnh thổ lưu vực Saar được thống nhất hợp pháp với Đức cùng việc Hitler đẩy nhanh tiến độ tái vũ trang và áp dụng chế độ cưỡng bách tòng quân, qua đó vi phạm Hòa ước Versailles.
Vương quốc Anh, Pháp và Ý thành lập Mặt trận Stresa vào tháng 4 năm 1935 nhằm kiềm chế Đức, một bước quan trọng đối với toàn cầu hóa quân sự. Nhưng chỉ khoảng 2 tháng sau, Vương quốc Anh đã cùng nước Đức đàm phán thỏa thuận hải quân độc lập, nới lỏng các hạn chế trước đó. Lo ngại trước những tham vọng lãnh thổ của Đức tại Đông Âu, Liên Xô đã cùng với Pháp soạn thảo một hiệp ước tương trợ. Tuy nhiên, trước khi có hiệu lực, hiệp ước Pháp–Xô bắt buộc phải được thông qua bộ máy hành chính của Hội Quốc Liên. Về phía Hoa Kỳ, do lo ngại về các diễn biến tại Châu Âu và Châu Á, Quốc hội Hoa Kỳ đã thông qua Đạo luật Trung lập vào tháng 8 cùng năm.
Hitler thách thức hiệp ước Versailles và Locarno bằng đưa quân vào vùng phi quân sự hóa Rhineland trong tháng 3 năm 1936. Nhờ vào Chính sách nhân nhượng của các nước Tây Âu, Hitler gần như không vấp phải sự phản đối nào. Tháng 10 năm 1936, Đức và Ý thành lập Trục Roma – Berlin. Một tháng sau, Đức và Nhật Bản ký Hiệp ước chống Quốc tế Cộng sản với mục tiêu ngăn chặn sự phát triển của chủ nghĩa Cộng sản. Một năm sau thì Ý cũng ký hiệp ước này.

### Châu Á
Vào giữa thập niên 1920, Trung Quốc Quốc dân Đảng (KMT) phát động chiến dịch Bắc phạt với mục tiêu thống nhất Trung Quốc vốn đã bị chia cắt sau thời kỳ Cách mạng Tân Hợi năm 1911, đồng thời tiêu diệt quyền lực của các quân phiệt cát cứ. Tuy chiến dịch kết thúc thành công và Trung Quốc đã được thống nhất, nhưng mối quan hệ căng thẳng với các đồng minh cũ khiến chính phủ của Tưởng Giới Thạch nhanh chóng rơi vào một cuộc nội chiến với Đảng Cộng sản Trung Quốc và các quân phiệt địa phương thuộc Quốc dân Đảng. Tại Nhật Bản, sự thắng thế của một số tướng lãnh quân phiệt đã khiến nước này chủ trương giải quyết các vấn đề quốc gia bằng chính phủ độc tài và chính sách xâm lược. Nhật Bản thiếu các nguồn tài nguyên một cách trầm trọng, họ buộc phải nhập khẩu các nguyên liệu như sắt, dầu mỏ và than đá vì thiếu các tài nguyên thiên nhiên ở trong nước để duy trì tăng trưởng trong ngành công nghiệp. Nhật Bản thể hiện tham vọng sáp nhập Trung Quốc và các thuộc địa lân cận vào Khối Thịnh vượng chung Đại Đông Á để thoả mãn nhu cầu tài nguyên mà đảo quốc nhỏ bé này không thể tự đáp ứng được. Người Nhật xem Trung Quốc là bước đầu tiên trong tham vọng bá chủ châu Á, dàn dựng Sự kiện Phụng Thiên để làm cái cớ tiến quân vào Mãn Châu, thiết lập nhà nước Mãn Châu Quốc bù nhìn.
Trung Quốc kêu gọi Hội Quốc Liên yêu cầu Nhật Bản dừng ngay cuộc xâm lược Mãn Châu. Sau khi bị lên án vì những hoạt động quân sự tại Mãn Châu, Nhật Bản đáp trả bằng cách rút khỏi tổ chức này. Quân đội hai nước nhanh chóng đụng vũ trang tại Thượng Hải, Nhiệt Hà và Hà Bắc. Chiến sự vẫn tiếp diễn cho đến khi Thỏa ước Đường Cô được ký kết vào năm 1933. Tuy đình chiến, các lực lượng tình nguyện Trung Quốc vẫn tiếp tục hoạt động kháng Nhật ở Mãn Châu, Sát Cáp Nhĩ và Tuy Viễn. Sau Sự kiện Tây An năm 1936, hai phía Quốc dân Đảng và Cộng sản Đảng chấp nhận ngừng chiến để thành lập một mặt trận thống nhất với mục tiêu đánh đuổi người Nhật ra khỏi Trung Quốc.

## Diễn biến cuộc chiến

### Chiến tranh bùng nổ tại Châu Âu (1939–40)

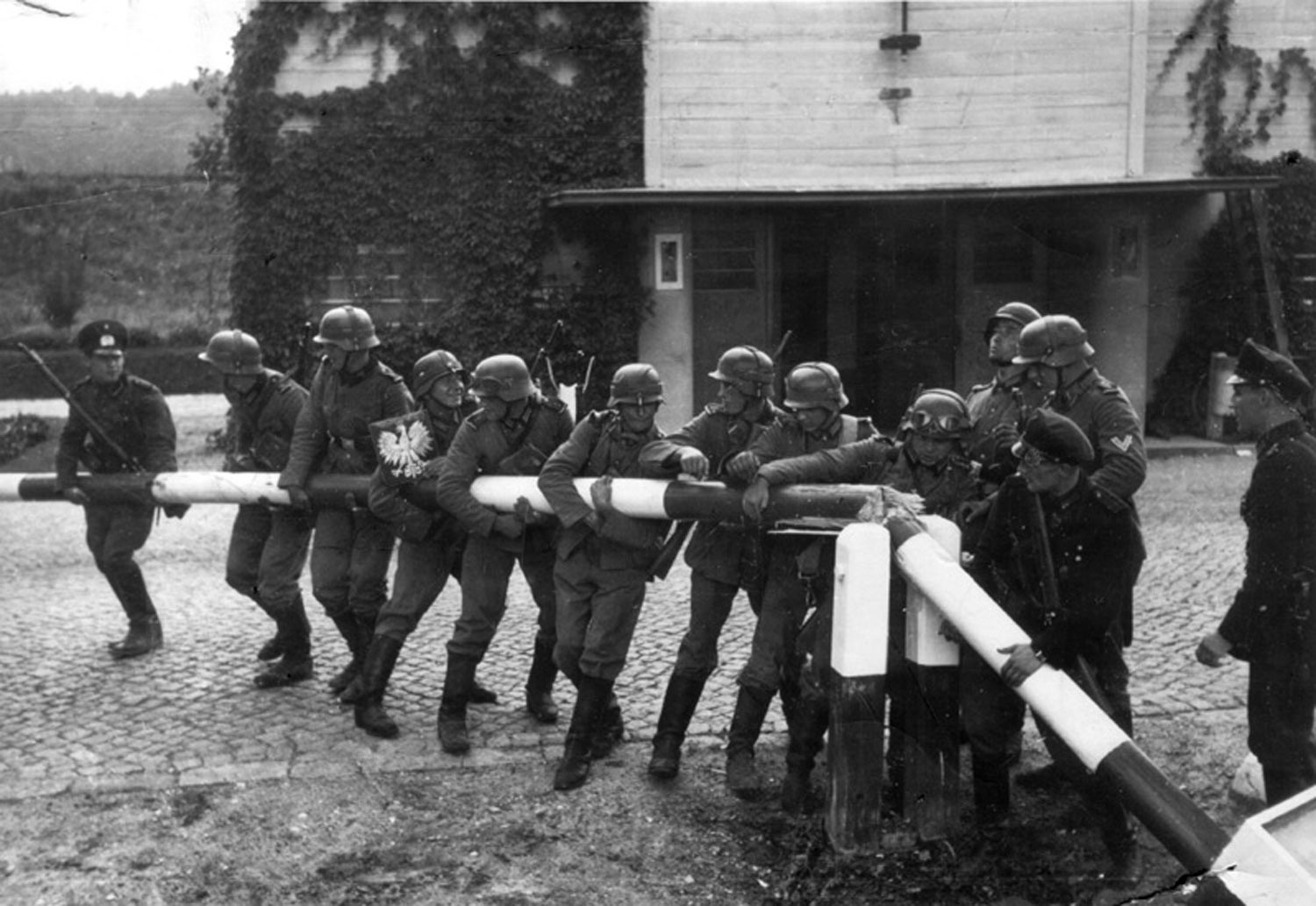
Binh lính Wehrmacht của Đức phá vỡ đường biên giới vào Ba Lan, ngày 1 tháng 9 năm 1939

Ngày 1 tháng 9 năm 1939, Đức Quốc Xã xâm lược Ba Lan sau khi dàn dựng một số vụ cờ giả, bao gồm vụ lính Ba Lan phóng hỏa đốt trụ sở cơ quan phát thanh Đức tại Gleiwitz. Cuộc tấn công đầu tiên của quân Đức trong cuộc chiến là nhằm vào hệ thống phòng thủ của Ba Lan tại Westerplatte. Trước hành động quân sự của Đức, Vương quốc Anh gửi tối hậu thư yêu cầu Đức dừng ngay cuộc tấn công. Sau khi tối hậu thư bị phía Đức bác bỏ, Pháp và Anh chính thức tuyên chiến vào ngày 3 tháng 9, kế đến là Úc, New Zealand, Nam Phi và Canada. Tuy tham chiến, phe Đồng Minh không làm gì nhiều để giúp Ba Lan. Người Pháp chỉ thực hiện duy nhất một cuộc thăm dò thận trọng vào vùng Saarland. Đồng Minh phương Tây bắt đầu một cuộc phong tỏa hải quân đối với Đức, nhằm phá hủy nền kinh tế và nỗ lực gây chiến của đất nước này. Đức đáp trả bằng cách phát động chiến tranh bằng tàu ngầm nhằm vào tàu buôn và tàu chiến của Đồng Minh. Chiến sự nhanh chóng leo thang thành Trận chiến Đại Tây Dương.

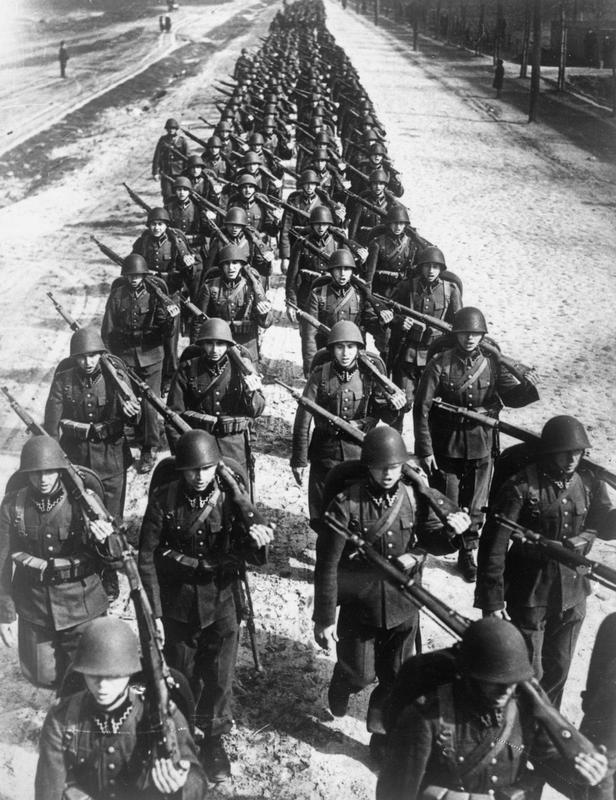
Các binh sĩ của Quân đội Ba Lan bảo vệ nước nhà, tháng 9 năm 1939

Ngày 8 tháng 9, quân đội Đức tiến đến vùng ngoại ô Warszawa. Đợt phản công của Ba Lan ở phía tây tuy cầm chân người Đức trong vài ngày, nhưng họ nhanh chóng bị Wehrmacht tấn công và bao vây. Tàn quân Ba Lan đột kích vòng vây để quay về cố thủ Warszawa, thành phố khi ấy đang bị vây rất chặt. Ngày 17 tháng 9 năm 1939, sau khi ký hiệp định đình chiến với Nhật Bản, Liên Xô lấy cớ bảo vệ dân tộc Ukraina và Belarus xâm lược miền đông Ba Lan, lập luận rằng nhà nước Ba Lan đã sụp đổ trước cuộc tấn công của người Đức và không còn có khả năng đảm bảo an ninh cho công dân của mình nữa. Ngày 27 tháng 9, các đơn vị đồn trú Warszawa đầu hàng quân Đức. Ngày 6 tháng 10, đơn vị tác chiến lớn cuối cùng của Ba Lan đầu hàng. Bất chấp thất bại về mặt quân sự, chính phủ Ba Lan đã quyết định không đầu hàng và hình thành chính phủ lưu vong. Tại Ba Lan bị chiếm đóng, một bộ máy nhà nước vẫn hoạt động ngầm. Một lượng lớn quân nhân Ba Lan di tản sang Romania và các nước Baltic. Nhiều người trong số họ về sau tiếp tục chiến đấu chống phe Trục trên các mặt trận khác.
Đức sáp nhập miền tây và chiếm đóng miền trung Ba Lan, Liên Xô sáp nhập miền đông, một phần nhỏ lãnh thổ Ba Lan được chuyển giao cho Litva và Slovakia. Ngày 6 tháng 10, Hitler bày tỏ mong muốn đàm phán hòa bình công khai với Vương quốc Anh và Pháp nhưng nhấn mạnh rằng tương lai của nhà nước Ba Lan sẽ do Đức và Liên Xô quyết định. Đề xuất bị từ chối, Hitler ra lệnh phát động tấn công Pháp ngay lập tức. Tuy nhiên, chiến dịch bị hoãn lại cho đến mùa xuân năm 1940 do điều kiện thời tiết xấu.

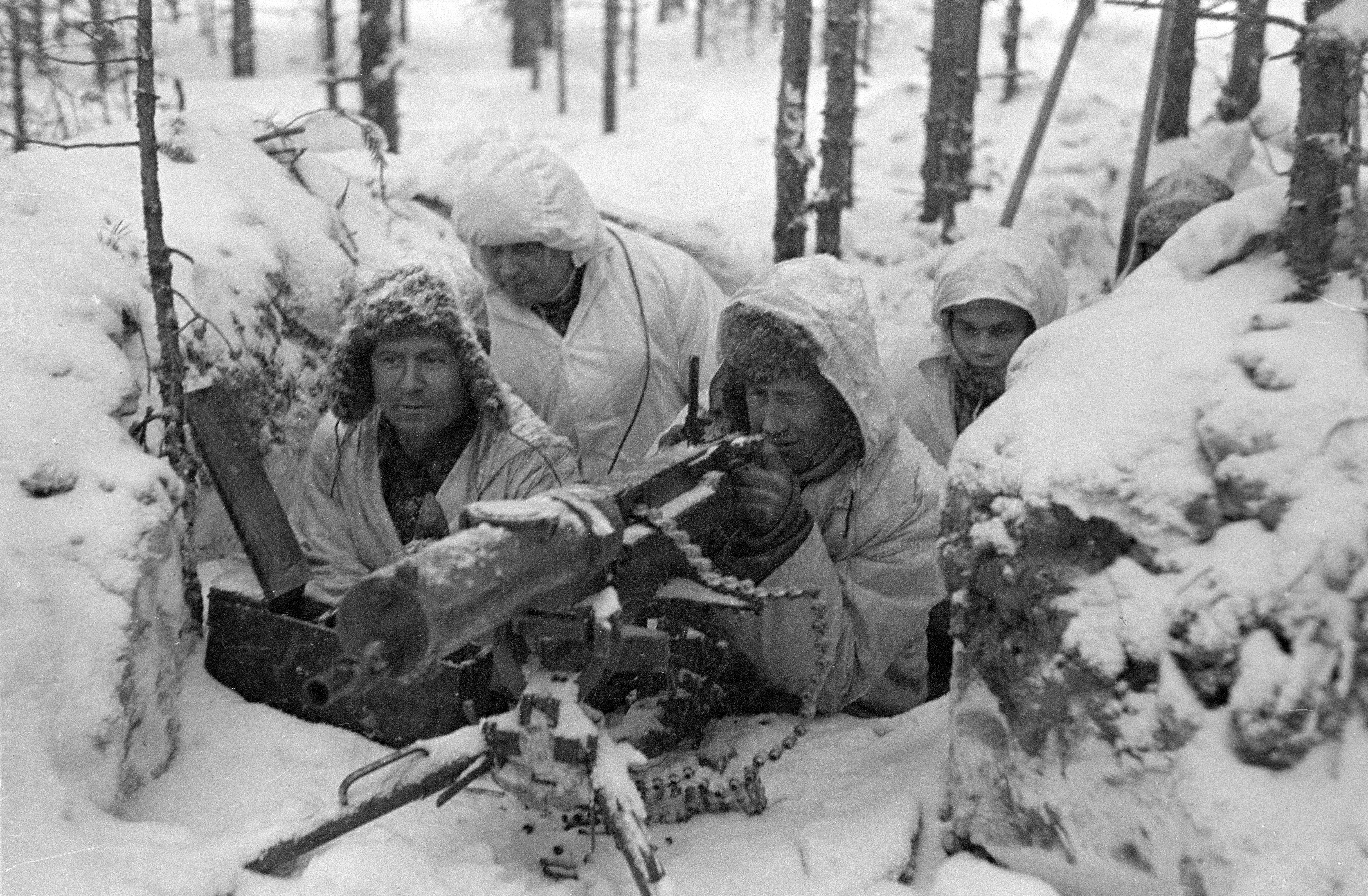
Tổ súng máy của Phần Lan nhằm vào các vị trí của Hồng quân Liên Xô trong Chiến tranh mùa đông, tháng 2 năm 1940

Liên Xô tác động lên các nước Baltic – Estonia, Latvia và Litva, vốn nằm trong "vùng ảnh hưởng" của Liên Xô theo hiệp ước Molotov–Ribbentrop – khiến họ ký "hiệp ước tương trợ" cho phép quân đội Liên Xô đóng quân trong nước. Ngay sau đó, Liên Xô đã di chuyển một lượng lớn binh sĩ tới các nước này. Vì Phần Lan khước từ việc ký một hiệp ước tương tự và từ chối nhượng một phần lãnh thổ của mình, Liên Xô đã tiến hành xâm lược nước này vào tháng 11 năm 1939. Đáp trả, Liên Xô bị trục xuất khỏi Hội Quốc Liên. Mặc dù sở hữu ưu thế vượt trội về quân số, nhưng Liên Xô chỉ đạt những thành công cực kỳ khiêm tốn về mặt quân sự. Cuộc chiến tranh Phần Lan – Liên Xô kết thúc vào tháng 3 năm 1940 khi Phần Lan cắt khu vực Karelia cho Liên Xô.
Vào tháng 6 năm 1940, Liên Xô dùng vũ lực sáp nhập Estonia, Latvia và Litva, cũng như Bessarabia, miền bắc Bukovina và Hertza, vốn là các khu vực tranh chấp với Romania. Cũng trong lúc này, khi mối quan hệ hợp tác chính trị và kinh tế giữa Đức Quốc Xã – Liên Xô dần đổ vỡ,  cả hai quốc gia bắt đầu chuẩn bị cho chiến tranh.

### Tây Âu (1940–41)

Bước tiến của Đức tại Bỉ và miền Bắc nước Pháp từ ngày 10 tháng 5 đến ngày 4 tháng 6 năm 1940, vòng qua Đường Maginot (hiển thị bằng màu đỏ sẫm)

Tháng 4 năm 1940, Đức mở Chiến dịch Weserübung xâm lược Đan Mạch và Na Uy nhằm bảo vệ con đường vận chuyển quặng sắt từ Thụy Điển tới Đức mà Đồng Minh đang cố gắng cắt đứt. Đan Mạch nhanh chóng đầu hàng chỉ sau vài giờ chiến đấu, trong khi Na Uy bị chinh phục trong vòng hai tháng bất chấp sự hỗ trợ của Đồng Minh. Thất bại trong việc cứu Na Uy dẫn đến sự bất mãn trong dân chúng Anh khiến cho Thủ tướng Anh Neville Chamberlain bị thay thế bởi Winston Churchill vào ngày 10 tháng 5 năm 1940.
Cùng ngày, Đức mở màn chiến dịch tấn công nước Pháp. Để đi vòng qua Phòng tuyến Maginot kiên cố ở biên giới Pháp–Đức, Đức đã hướng cuộc tấn công vào các quốc gia trung lập như Bỉ, Hà Lan và Luxembourg. Quân Đức đã di chuyển xuyên qua khu vực rừng Ardennes, vốn được quân Đồng Minh xem như một hàng rào tự nhiên không thể bị lực lượng thiết giáp chọc thủng. Bằng cách áp dụng thành công học thuyết chiến tranh chớp nhoáng mới, Wehrmacht nhanh chóng tiến tới eo biển Manche. Bị đánh bọc sườn, phần lớn quân đội Đồng Minh bị bao vây tại biên giới Pháp–Bỉ gần Lille. Vương quốc Anh tuy phải vứt lại gần như tất cả thiết bị của họ nhưng đã có thể di tản một lượng lớn binh sĩ khỏi lục địa châu Âu vào đầu tháng 6.
Vào ngày 10 tháng 6, Ý xâm lược Pháp, tuyên chiến với cả Pháp lẫn Vương quốc Anh. Quân Đức hướng về phía nam tấn công quân Pháp nay đã suy yếu. Paris thất thủ vào ngày 14 tháng 6. Tám ngày sau, Pháp ký hiệp định đình chiến với Đức. Nước Pháp được chia thành các khu vực chiếm đóng của Đức và Ý và một nhà nước tàn tồn dưới chế độ Vichy. Chính phủ này dù trên danh nghĩa trung lập, nhưng trên thực tế lại liên kết với Đức. Để tránh việc hạm đội của Pháp bị Đức trưng dụng để tấn công Anh, ngày 3 tháng 7 năm 1940, Anh đã tấn công hạm đội Pháp neo đậu tại cảng Mers-el-Kebir ở Algérie, đánh chìm nhiều tàu và khiến hàng ngàn người thương vong.

Luân Đôn nhìn từ Nhà thờ Thánh Phao-lô sau trận cuộc không kích Blitz của Đức, ngày 29 tháng 12 năm 1940

Trận không chiến nước Anh mở màn vào đầu tháng 7 khi Luftwaffe thực hiện một loạt các cuộc oanh tạc nhằm vào tàu bè và bến cảng của Anh. Chiến dịch chiếm kiểm soát trên không của Đức bắt đầu vào tháng 8. Tuy nhiên, do không thể đánh bại được Bộ Tư lệnh Tiêm kích cơ Không quân Hoàng gia Anh, Đức buộc phải trì hoãn vô thời hạn cuộc xâm lược Anh mang mật danh Chiến dịch Sư tử biển đã được lên kế hoạch từ trước. Đức tăng cường các cuộc không kích ban đêm nhằm vào London và các thành phố trọng điểm khác. Do không gây tác động đáng kể nỗ lực tham chiến của người Anh, chiến dịch oanh tạc của Luftwaffe gần như kết thúc hoàn toàn vào tháng 5 năm 1941.
Sử dụng các cảng mới chiếm được của Pháp, Hải quân Đức đã thành công trong việc chống lại Hải quân Hoàng gia đang phải hoạt động quá mức. Người Đức sử dụng U-boat để tấn công đội tàu của Anh ở Đại Tây Dương. Hạm đội Hoàng gia Anh ghi nhận một chiến thắng quan trọng vào ngày 27 tháng 5 năm 1941 khi đánh chìm thiết giáp hạm Bismarck của Đức.
Vào tháng 11 năm 1939, Hoa Kỳ thực hiện các biện pháp nhằm hỗ trợ Trung Quốc và các Đồng Minh phương Tây. Họ cũng sửa đổi Đạo luật Trung lập để cho phép các đơn hàng "cash and carry" của Đồng Minh. Năm 1940, sau khi Đức chiếm được Paris, quy mô của Hải quân Hoa Kỳ đã phát triển đáng kể. Tháng 9 năm đó, Hoa Kỳ đã đồng ý thêm việc mua bán các tàu khu trục đổi bằng các căn cứ của Anh. Tuy nhiên, tính tới năm 1941, phần lớn công chúng Mỹ vẫn tiếp tục phản đối bất kỳ sự can thiệp quân sự trực tiếp nào vào cuộc chiến. Tháng 12 năm 1940, Roosevelt cáo buộc Hitler lên kế hoạch chinh phục thế giới và bác bỏ mọi cuộc đàm phán là vô ích. Ông kêu gọi Hoa Kỳ trở thành một "kho vũ khí của nền dân chủ", thúc đẩy các chương trình viện trợ cho vay-cho thuê (lend-lease) nhằm hỗ trợ nước Anh tiếp tục cuộc chiến. Lúc bấy giờ, Hoa Kỳ đã bắt đầu lập kế hoạch chiến lược để chuẩn bị cho một cuộc tấn công toàn diện nhằm vào Đức.
Cuối tháng 9 năm 1940, ba nước Nhật Bản, Ý và Đức ký kết Hiệp ước Ba bên, chính thức trở thành Phe Trục. Hiệp ước Ba bên quy định rằng nếu bất kỳ quốc gia nào, ngoại trừ Liên Xô, tấn công bất kỳ quốc gia Phe Trục nào, các nước còn lại sẽ phải tham chiến. Phe Trục mở rộng vào tháng 11 năm 1940 khi Hungary, Slovakia và Romania gia nhập. Romania và Hungary về sau đã có những đóng góp to lớn trong cuộc chiến tranh chống lại Liên Xô của phe Trục. Đối với trường hợp của Romania, một trong những lý do khiến họ tham chiến là nhằm chiếm lại những lãnh thổ đã phải nhượng cho Liên Xô.

### Địa Trung Hải

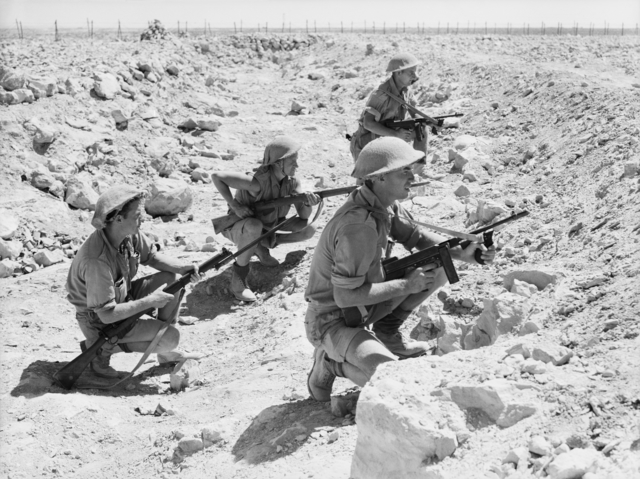
Binh sĩ Sư đoàn số 9 thuộc Quân đội Australia của Đế quốc Anh trong Cuộc vây hãm Tobruk; Chiến dịch Bắc Phi, tháng 8 năm 1941

Đầu tháng 6 năm 1940, Không quân Hoàng gia Ý tấn công và bao vây đảo Malta của Anh. Kể từ cuối hè cho đến đầu mùa thu, Ý chinh phục Somaliland thuộc Anh và đang tiến hành xâm lược Ai Cập thuộc Anh. Sang tháng 10, Ý xua quân xâm lược Hy Lạp nhưng bị đẩy lui và phải hứng chịu thương vong nặng nề. Chiến dịch Hy Lạp của Ý kết thúc trong vòng vài tháng với những thay đổi nhỏ về lãnh thổ. Để hỗ trợ Ý, Đức triển khai tấn công vào vùng Balkan nhằm ngăn chặn người Anh giành được chỗ đứng tại đây vì họ có thể sẽ trở thành mối đe dọa tiềm tàng đối với các mỏ dầu tại Romania. Nếu phe Trục chiếm được Balkan thì họ có thể sử dụng nó làm bàn đạp để tấn công lãnh địa của người Anh tại Địa Trung Hải.
Vào tháng 12 năm 1940, quân đội Đế quốc Anh phát động phản công quân đội Ý ở Ai Cập và Đông Phi thuộc Ý và đạt hiệu quả cao. Đến đầu tháng 2 năm 1941, Ý đánh mất quyền kiểm soát miền đông Libya và một lượng lớn binh sĩ bị bắt làm tù binh. Hải quân Ý cũng phải hứng chịu những thất bại nặng nề khi ba thiết giáp hạm của Ý đã bị Hải quân Hoàng gia Anh loại khỏi biên chế bằng một cuộc tấn công bằng tàu sân bay nhằm vào căn cứ hải quân tại Taranto. Người Anh tiếp đó đã vô hiệu hóa một số tàu chiến khác trong trận Mũi Matapan.

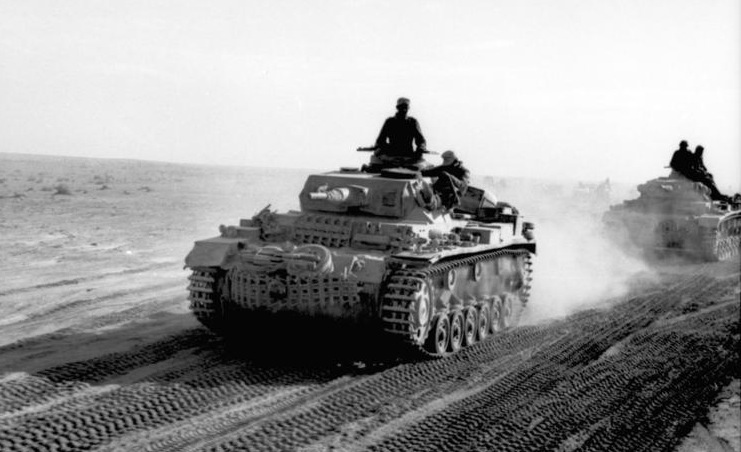
Panzer III của Afrika Korps tiến qua sa mạc Bắc Phi, 1941

Thất bại của Ý và nguy cơ phe Trục bị đánh bật khỏi toàn bộ Châu Phi buộc Đức phải cử một lực lượng viễn chinh đến Bắc Phi trợ chiến. Cuối tháng 3 năm 1941, Afrika Korps dưới sự chỉ huy của Erwin Rommel đã phát động phản công đánh lui các lực lượng của Khối thịnh vượng chung. Trong vòng chưa đầy một tháng, quân đội phe Trục đã tiến đến phía tây Ai Cập và bao vây cảng Tobruk.
Cuối tháng 3 năm 1941, Bulgaria và Nam Tư đã ký Hiệp ước Ba bên. Tuy nhiên, chính phủ thân Đức của Nam Tư đã bị lật đổ hai ngày sau đó bởi phe dân tộc chủ nghĩa thân Anh. Đức đáp trả bằng cách xâm lược cùng lúc cả Nam Tư lẫn Hy Lạp. Chiến sự bắt đầu vào ngày 6 tháng 4 năm 1941 và khi chưa hết tháng, cả hai nước này đã phải đầu hàng. Cuộc tấn công bằng đường không vào đảo Crete của Hy Lạp vào cuối tháng 5 đã hoàn thành chiến dịch Balkan của Đức. Dù phe Trục dành thắng lợi chóng vánh, nhưng người dân Nam Tư nổi dậy, tiến hành kháng chiến quy mô lớn chống lại sự chiếm đóng của phe Trục. Cuộc kháng chiến Nam Tư còn kéo dài cho đến khi chiến tranh kết thúc.
Tại Trung Đông vào tháng 5, quân Khối thịnh vượng chung đã dập tắt một cuộc nổi dậy ở Iraq được hỗ trợ bởi máy bay Đức xuất phát từ các căn cứ tại Syria đang nằm dưới quyền kiểm soát của chính phủ Vichy. Từ tháng 6 đến tháng 7, quân đội Khối thịnh vượng chung đã tiến hành xâm lược và chiếm đóng mọi lãnh địa của Pháp tại Syria và Lebanon với sự hỗ trợ của Nước Pháp Tự do.

### Phe Trục tấn công Liên Xô

Diễn biến của mặt trận Châu Âu, 1939–1945 - Màu đỏ: Đồng Minh phương Tây và Liên Xô sau năm 1941; Xanh lá cây: Liên Xô trước năm 1941; Xanh lam: Phe Trục

Sau khi tình hình châu Âu và châu Á trở nên tương đối ổn định, cả Đức, Nhật Bản lẫn Liên Xô đã có những bước chuẩn bị cho các hành động sắp tới. Nhật lúc này muốn lợi dụng chiến tranh ở Châu Âu để chiếm đoạt nguồn tài nguyên giàu có tại các thuộc địa Đông Nam Á của phương Tây. Về phía Liên Xô, cảnh giác về sự căng thẳng ngày càng gia tăng với Đức, nước này đã cùng Nhật Bản ký Điều ước bất xâm phạm vào tháng 4 năm 1941. Cũng trong thời điểm này, người Đức đã chuẩn bị đầy đủ cho cuộc chiến sắp tới với Liên Xô.
Hitler cho rằng việc Vương quốc Anh từ chối kết thúc chiến tranh là vì họ vẫn hy vọng Hoa Kỳ và Liên Xô sớm hay muộn cũng sẽ tham gia cuộc chiến chống lại Đức. Do đó, ông cố gắng thắt chặt mối quan hệ với Liên Xô. Tuy nhiên, trong trường hợp thất bại, họ sẽ phải tấn công Liên Xô. Vào tháng 11 năm 1940, Đức và Liên Xô tiến hành đàm phán song phương để xác định xem, liệu Liên Xô có tham gia Hiệp ước Ba bên hay không. Liên Xô bày tỏ sự quan tâm nhưng lại yêu cầu Phần Lan, Bulgaria, Thổ Nhĩ Kỳ và Nhật Bản phải nhượng bộ mình, một điều mà Đức cho là không thể chấp nhận được. Cuộc đàm phán đổ vỡ, Hitler ban hành chỉ thị chuẩn bị xâm lược Liên bang Xô Viết.

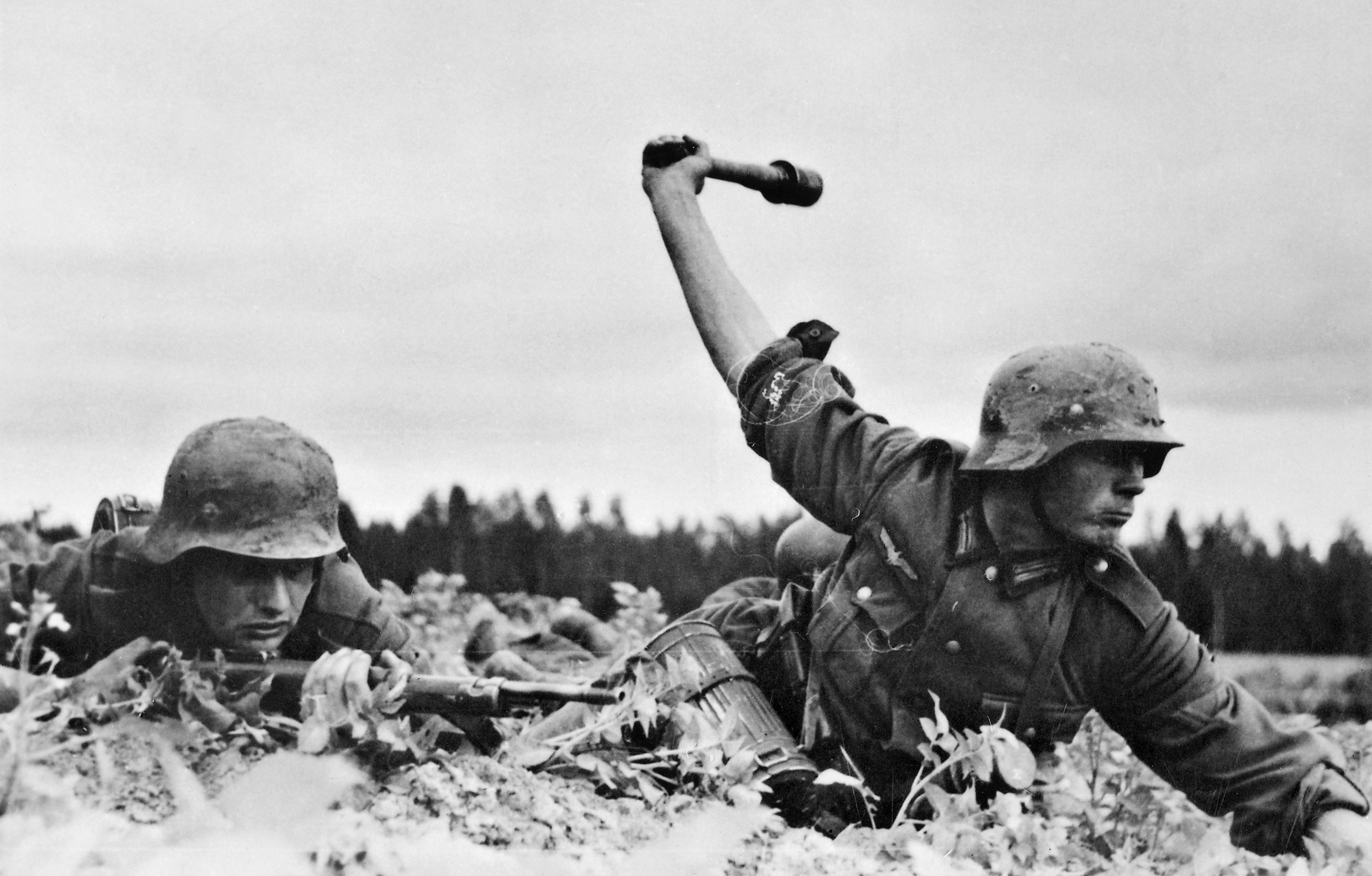
Lính Đức trong cuộc xâm lược Liên Xô, 1941

Vào ngày 22 tháng 6 năm 1941, Đức, với sự hỗ trợ của Ý và Romania, tiến hành xâm lược Liên Xô trong Chiến dịch Barbarossa, cáo buộc Liên Xô âm mưu chống lại Đức. Hai nước Phần Lan và Hungary ngay lập tức tham chiến theo phe Đức. Các mục tiêu chính của cuộc tấn công bất ngờ này là khu vực Baltic, Moskva và Ukraina, với mục tiêu cuối cùng là kết thúc chiến dịch năm 1941 tại gần Tuyến Arkhangelsk-Astrakhan, kéo dài từ Biển Caspi đến Biển Trắng. Mục tiêu của Hitler trong chiến dịch này là loại bỏ Liên Xô khỏi tư cách là một cường quốc quân sự, tiêu diệt Chủ nghĩa Cộng sản, tạo ra Lebensraum ("không gian sống") cho dân tộc Đức bằng cách trục xuất dân số bản địa và đảm bảo sự tiếp cận các nguồn lực chiến lược cần thiết để đánh bại các đối thủ còn lại của Đức.
Mặc dù Hồng quân Liên Xô đã chuẩn bị cho cuộc phản công chiến lược trước chiến tranh, chiến dịch Barbarossa đã buộc Bộ chỉ huy tối cao Liên Xô phải áp dụng phương án phòng thủ chiến lược. Trong suốt mùa hè, phe Trục đã tiến sâu vào lãnh thổ Liên Xô, gây ra tổn thất lớn cả về nhân lực và vật lực. Tuy nhiên, đến giữa tháng 8, Bộ chỉ huy tối cao quân lực Đức quyết định tạm hoãn các cuộc tấn công của Cụm tập đoàn quân Trung tâm đã mỏi mệt sau gần 2 tháng tiến quân chớp nhoáng. Người Đức điều hướng Tập đoàn thiết giáp số 2 tới miền trung Ukraina và Leningrad để tăng viện. Cuộc tấn công vào Kiev thành công rực rỡ, người Đức thành công tiêu diệt gần như hoàn toàn Phương diện quân Tây Nam của Liên Xô, làm bàn đạp để tiến sâu hơn vào Crimea và khu vực công nghiệp ở miền Đông Ukraina (Trận Kharkov lần thứ nhất).

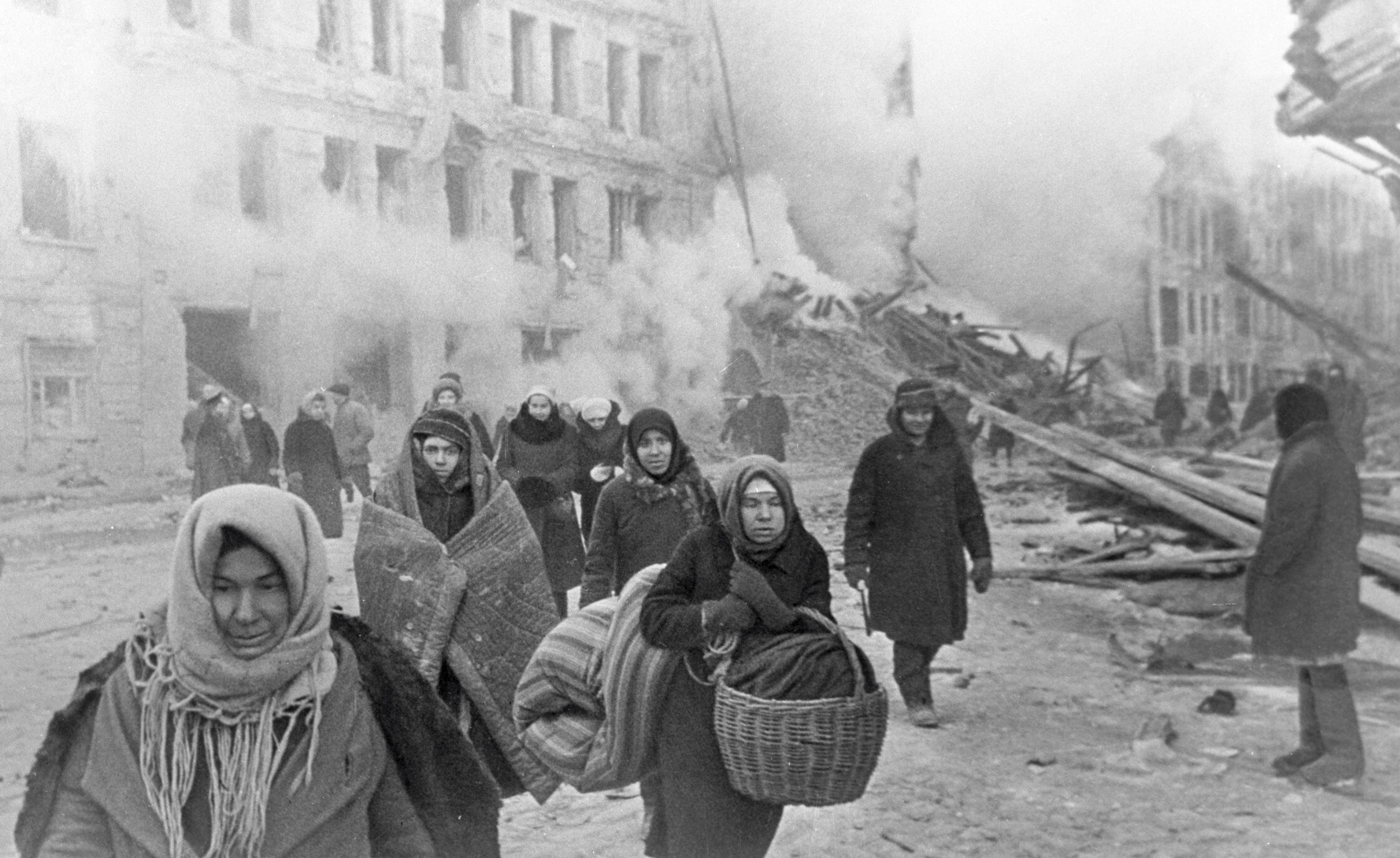
Thường dân Liên Xô rời khỏi khu nhà bị phá hủy sau trận pháo kích của Đức trong Trận Leningrad, ngày 10 tháng 12 năm 1942

Việc 3/4 lục quân và phần lớn không quân phe Trục di chuyển từ Pháp và vùng trung tâm Địa Trung Hải tới Mặt trận phía Đông đã khiến Vương quốc Anh cân nhắc lại đại chiến lược của họ. Tháng 7 năm 1941, Anh và Liên Xô thành lập liên minh quân sự chống Đức. Tháng 8, Anh và Mỹ cùng ban hành Hiến chương Đại Tây Dương, vạch ra các mục tiêu của hai nước đối với thế giới sau chiến tranh. Cuối tháng đó, Anh và Liên Xô cùng tổ chức xâm lược nước Iran trung lập nhằm đảm bảo Hành lang Ba Tư, các mỏ dầu của Iran và phòng ngừa phe Trục tiến đánh các mỏ dầu Baku hoặc Ấn Độ thuộc Anh thông qua đường Iran.
Đến tháng 10, phe Trục về cơ bản đã hoàn thành mọi mục tiêu tác chiến ở Ukraina và khu vực Baltic, chỉ còn hai cuộc bao vây Leningrad và Sevastopol là vẫn còn tiếp diễn. Với mật danh là "Bão táp", quân đội Đức tái khởi động cuộc tấn công hướng vào Moskva với hy vọng chiếm được thành phố này để triệt sĩ khí của người Liên Xô. Sau hai tháng kịch chiến trong điều kiện thời tiết ngày càng trở nên khắc nghiệt, quân đội Đức đã tiến đến ngoại ô Moskva. Tuy nhiên, quân đội Đức lúc bấy giờ đã kiệt quệ và buộc phải tạm hoãn cuộc tấn công. Phe Trục tuy giành được một vùng lãnh thổ rộng lớn, nhưng chiến dịch của họ đã không đạt được các mục tiêu chính khi mà hai thành phố trọng yếu – Moskva và Stalingrad – vẫn nằm trong tay Liên Xô. Khả năng chiến đấu của Hồng quân không bị bẻ gãy và họ vẫn bảo tồn một phần đáng kể tiềm lực quân sự. Với cuộc tấn công vào thủ đô Liên Xô thất bại, giai đoạn chiến tranh chớp nhoáng của mặt trận châu Âu đi đến hồi kết.
Đến đầu tháng 12, lực lượng quân dự bị mới được huy động cho phép Liên Xô sở hữu quân số ngang ngửa với phe Trục. Thêm vào đó, dữ liệu tình báo cho thấy chỉ cần một lượng binh lính tối thiểu ở Viễn Đông cũng đủ để chặn đứng bất kỳ cuộc tấn công nào của Đạo quân Quan Đông Nhật Bản. Hai yếu tố này cho phép Liên Xô bắt đầu một cuộc phản công lớn vào ngày 5 tháng 12 dọc theo phòng tuyến Moskva, đẩy lùi quân Đức khoảng 100–250 kilômét (62–155 mi) về phía tây.

### Chiến tranh bùng nổ tại Thái Bình Dương (1941)
Sau sự kiện Phụng Thiên do Nhật dàn dựng để làm cớ chiếm Mãn Châu năm 1931, sự kiện pháo hạm USS Panay bị người Nhật đánh chìm trên sông Trường Giang năm 1937 và Thảm sát Nam Kinh năm 1937-38, quan hệ Nhật – Mỹ trở nên xấu đi. Năm 1939, Hoa Kỳ thông báo với Nhật rằng họ sẽ không gia hạn hiệp ước thương mại song phương. Việc dư luận phản đối chủ nghĩa bành trướng của Nhật Bản dẫn đến Hoa Kỳ thực hiện một loạt biện pháp trừng phạt kinh tế lên Nhật Bản. Chính phủ Hoa Kỳ ban hành Đạo luật Kiểm soát Xuất khẩu, chấm dứt hoạt động xuất khẩu hóa chất, khoảng sản và các bộ phận dùng để chế tạo vũ khí sang Nhật Bản, đồng thời gia tăng áp lực kinh tế lên chính quyền nước này. Năm 1939, Nhật Bản phát động cuộc tấn công đầu tiên vào Trường Sa, một thành phố trọng điểm tại Hồ Nam, Trung Quốc, nhưng bị đẩy lui vào cuối tháng 9. Bất chấp cả hai bên tiến hành một số đợt tấn công, chiến tranh Trung – Nhật bước vào hồi bế tắc vào năm 1940. Để gia tăng sức ép đối với Trung Quốc bằng cách cắt đứt các tuyến đường tiếp tế và để bố trí quân đội trong trường hợp xảy ra chiến tranh với các cường quốc phương Tây, Nhật Bản xâm lược và chiếm đóng miền Bắc Đông Dương vào tháng 9 năm 1940.

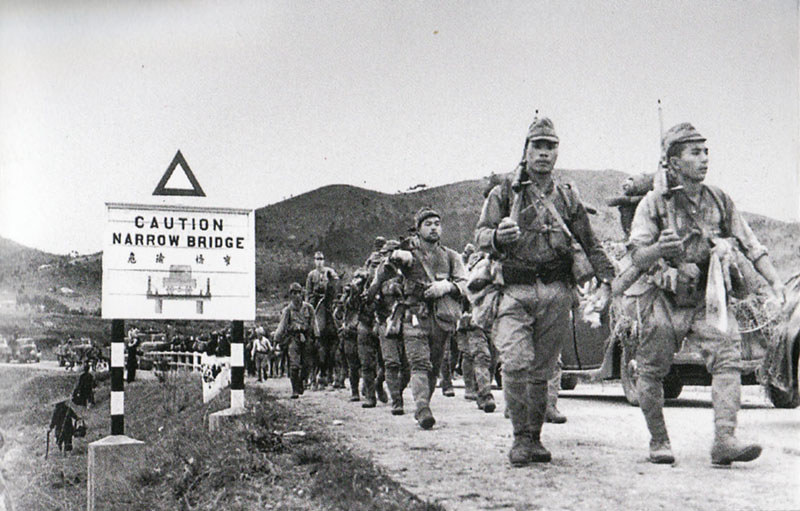
Lính Nhật tiến vào Hồng Kông, 8 tháng 12 năm 1941

Quốc dân Cách mệnh Quân Trung Quốc mở một cuộc phản công quy mô lớn vào đầu năm 1940. Vào tháng 8, Đảng Cộng sản Trung Quốc mở cuộc tấn công khác ở miền Trung Trung Quốc. Để trả đũa, Nhật Bản sử dụng biện pháp tàn bạo tại các khu vực bị chiếm đóng nhằm giảm bớt nhân lực và vật lực của quân Cộng sản. Cũng trong thời gian đó, giữa hai phe Quốc – Cộng xảy ra hiềm khích, đỉnh điểm là những cuộc đụng độ vũ trang vào tháng 1 năm 1941, chấm dứt Mặt trận thống nhất chống Nhật. Tháng 3 năm 1941, Quân đoàn 11 của Nhật tấn công sở chỉ huy Quân đoàn 19 của Trung Quốc nhưng bị đẩy lui trong trận Thượng Cao. Tháng 9, Nhật Bản một lần nữa cố gắng chiếm đánh Trường Sa và đụng độ với Quốc dân quân Trung Quốc.
Thành công của Đức ở châu Âu khuyến khích Nhật Bản gia tăng sức ép lên các chính quyền thuộc địa châu Âu ở Đông Nam Á. Chính phủ Hà Lan đồng ý cung cập một số nguồn cung dầu từ Đông Ấn thuộc Hà Lan cho Nhật Bản, nhưng những cuộc đàm phán nhằm mở rộng lượng tài nguyên xuất khẩu sang Nhật vào tháng 6 năm 1941 đã thất bại. Tháng 7 năm 1941, Nhật Bản đưa quân đến miền nam Đông Dương, đe dọa các thuộc địa của Anh và Hà Lan ở Viễn Đông. Hoa Kỳ, Vương quốc Anh và các quốc gia phương Tây khác đã phản ứng với động thái này bằng việc đóng băng mọi tài sản của Nhật Bản ở nước ngoài, đồng thời áp đặt lệnh cấm vận dầu một cách triệt để. Nhật Bản lúc bấy giờ vốn đang lên kế hoạch xâm lược vùng Viễn Đông của Liên Xô, với ý định lợi dụng việc nước này đang bận bịu chống trả cuộc xâm lược của Đức ở phía tây. Tuy nhiên, trước các lệnh trừng phạt của phương Tây, người Nhật đã phải từ bỏ ý định này.
Kể từ đầu năm 1941, hai nước Mỹ, Nhật đã ngồi vào bàn đàm phán nhằm cải thiện mối quan hệ căng thẳng song phương và chấm dứt chiến tranh ở Trung Quốc. Trong các cuộc đàm phán này, Nhật Bản đã đưa ra một số đề xuất mà người Mỹ bác bỏ vì họ cho rằng chúng không thỏa đáng. Cũng trong lúc này, ba nước Hoa Kỳ, Anh và Hà Lan tham gia thảo luận bí mật nhằm lên kế hoạch phòng vệ trong trường hợp Nhật Bản tấn công bất kỳ ai trong số họ. Roosevelt tăng cường quân lực tại Philippines (một quốc gia bảo hộ mà Mỹ dự kiến sẽ trao trả độc lập năm 1946) đồng thời cảnh báo Nhật Bản rằng Hoa Kỳ sẽ chống trả nếu Nhật Bản động binh đối với bất kỳ "quốc gia láng giềng" nào.

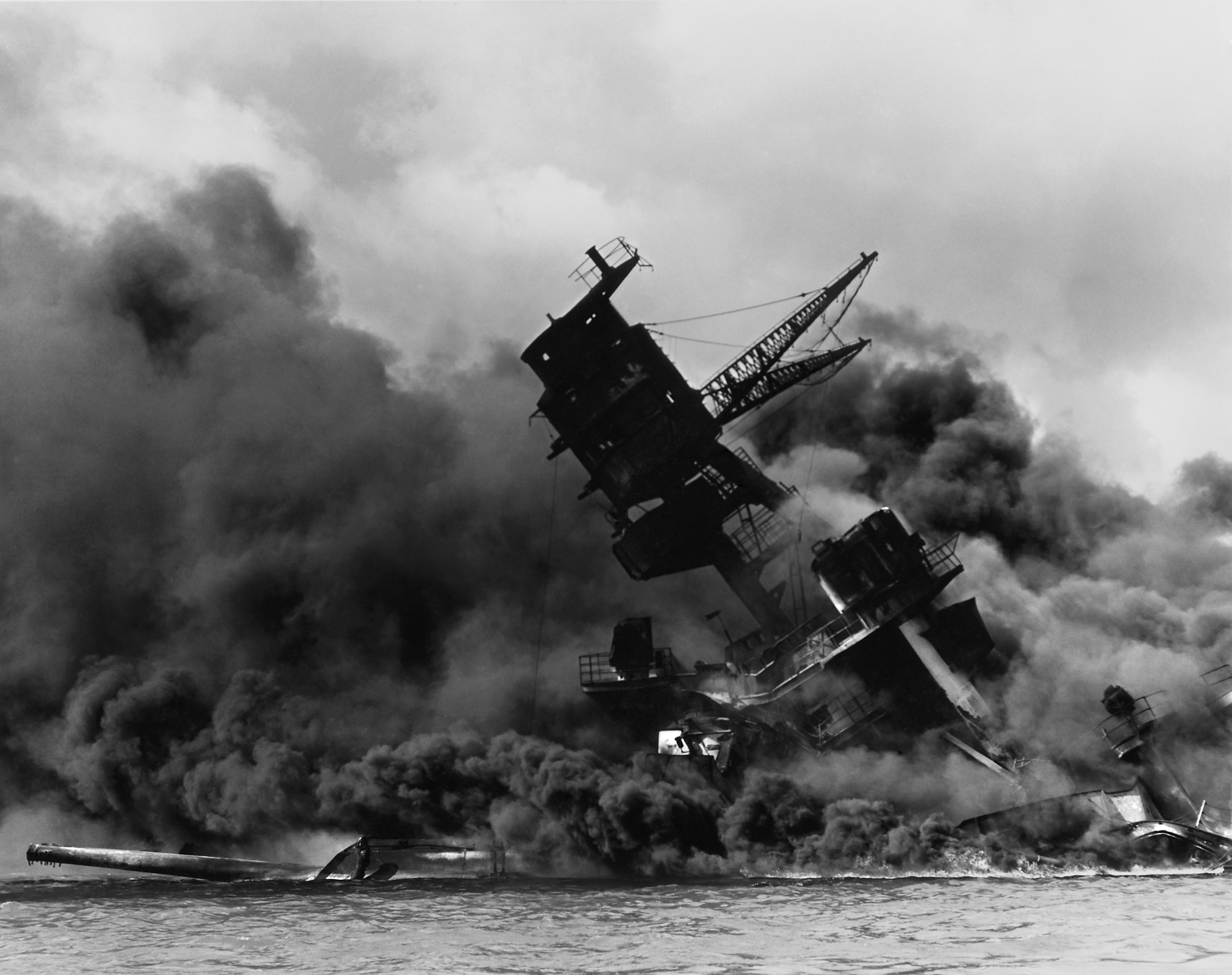
Hoa Kỳ để mất trong cuộc không kích bất ngờ của Nhật Bản nhằm vào Hạm đội Thái Bình Dương Hoa Kỳ tại căn cứ Trân Châu Cảng, chủ nhật ngày 7 tháng 9 năm 1941.

Thất vọng vì tình hình không mấy tiến triển tại Trung Quốc và cảm thấy bị chèn ép bởi các lệnh trừng phạt do Hoa Kỳ – Anh – Hà Lan áp đặt, Nhật Bản chuẩn bị cho chiến tranh. Vào ngày 20 tháng 11, nội các mới dưới quyền Tojo Hideki đưa ra đề nghị "cuối cùng", yêu cầu Hoa Kỳ chấm dứt viện trợ cho Trung Quốc, dỡ bỏ lệnh cấm vận cung cấp dầu và các nguồn tài nguyên khác cho Nhật Bản. Đổi lại, nước này hứa sẽ không nhòm ngó tới Đông Nam Á và rút quân đội ra khỏi miền nam Đông Dương. Ngày 26 tháng 11, Hoa Kỳ trả lời, yêu cầu Nhật Bản phải rút quân khỏi Trung Quốc vô điều kiện và ký kết hiệp ước bất tương xâm với tất cả cường quốc Thái Bình Dương. Lời đề nghị này đồng nghĩa với việc Nhật Bản về cơ bản buộc phải lựa chọn giữa việc từ bỏ tham vọng của mình ở Trung Quốc, hoặc chiếm các nguồn tài nguyên thiên nhiên ở Đông Ấn thuộc Hà Lan mà nước này cần bằng vũ lực. Quân đội Nhật Bản không coi lời đề nghị của Hoa Kỳ như một phương án và nhiều sĩ quan đã xem lệnh cấm vận dầu mỏ là một lời tuyên chiến bất thành văn.
Nhật Bản lên kế hoạch đánh chiếm các thuộc địa châu Á của phương Tây một cách nhanh chóng để tạo một vành đai phòng thủ lớn kéo dài đến Trung Thái Bình Dương. Theo kế hoạch, sau khi thực hiện được điều này, người Nhật sẽ có thể tự do khai thác các nguồn tài nguyên của Đông Nam Á trong khi họ sẽ lui về thế thủ và cứ thế làm kiệt quệ các nước Đồng Minh vốn phải bố trí binh sĩ trên một mặt trận rộng. Để ngăn chặn sự can thiệp của Mỹ trong khi đảm bảo vành đai phòng thủ, kế hoạch tiếp tục của Nhật là vô hiệu hóa Hạm đội Thái Bình Dương của Hoa Kỳ và sự hiện diện quân sự của Hoa Kỳ tại Philippines ngay từ đầu. Ngày 7 tháng 12 năm 1941 (ngày 8 tháng 12 theo múi giờ Châu Á), Nhật tuyên chiến với Hoa Kỳ và các nước Đồng Minh bằng việc tấn công gần như cùng lúc một số thuộc địa của các cường quốc châu Âu tại Đông Nam Á và Tây Thái Bình Dương, gồm cả cuộc tấn công bất ngờ vào Trân Châu Cảng, Philippines, Guam, đảo Wake, Mã Lai, Thái Lan và Hồng Kông.
Đối mặt với cuộc xâm lược của Nhật Bản, người Thái quyết định liên minh với người Nhật. Những cuộc tấn công của quân Nhật khiến Hoa Kỳ, Vương quốc Anh, Trung Quốc, Úc và một số quốc gia khác chính thức tuyên chiến với Nhật Bản, trong khi Liên Xô – đang sa lầy trong cuộc chiến quy mô lớn với các nước phe Trục Châu Âu – vẫn duy trì thỏa thuận trung lập với Nhật Bản. Đức, lấy lý do Roosevelt lệnh cho tàu chiến Hoa Kỳ tấn công tàu bè nước mình, đã cùng một số quốc gia phe Trục khác tuyên chiến với Hoa Kỳ theo cam kết ký với Nhật Bản.

### Chặn đứng bước tiến của phe Trục

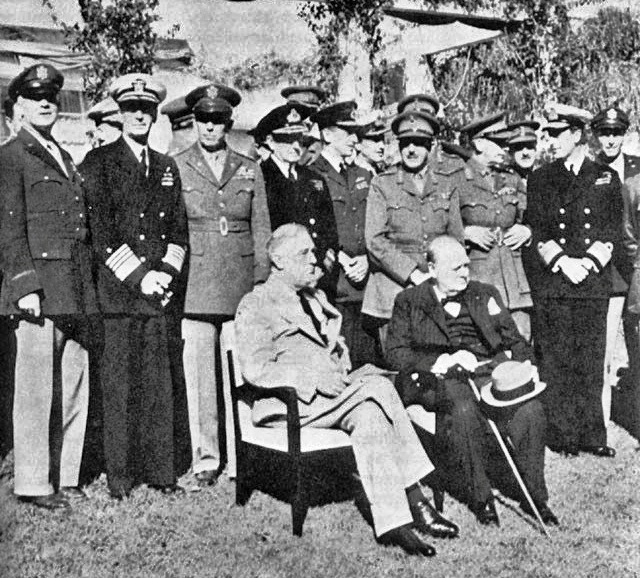
Tổng thống Hoa Kỳ Franklin D. Roosevelt và Thủ tướng Anh Winston Churchill ngồi cạnh nhau tại Hội nghị Casablanca, tháng 1 năm 1943

Vào ngày 1 tháng 1 năm 1942, Bốn ông lớn Đồng Minh – Liên Xô, Trung Quốc, Vương quốc Anh và Hoa Kỳ – và 22 chính phủ nhỏ hơn hoặc lưu vong đã cùng nhau ban hành Tuyên bố chung Liên Hiệp Quốc, qua đó xác nhận Hiến chương Đại Tây Dương và thống nhất không nước nào được phép ký hòa ước riêng biệt với các nước phe Trục.
Trong suốt năm 1942, giới quan chức Đồng Minh đã tranh luận về đại chiến lược phù hợp để theo đuổi. Tất cả đều nhất trí rằng việc đánh bại Đức là ưu tiên hàng đầu. Người Mỹ ủng hộ mở một cuộc tấn công trực diện quy mô lớn nhằm vào Đức thông qua Pháp. Liên Xô khi ấy cũng đang yêu cầu Đồng Minh phương Tây mở một mặt trận thứ hai. Ngược lại, người Anh cho rằng các nên nhắm các hoạt động quân sự vào các khu vực ngoại vi để làm hao mòn sức mạnh cũng như sĩ khí của người Đức, đồng thời hỗ trợ lực lượng kháng chiến. Bản thân nước Đức sẽ phải hứng chịu một chiến dịch không kích quy mô lớn. Tiếp đó, quân Đồng Minh sẽ phát động một cuộc tấn công chủ yếu sử dụng tăng thiết giáp thay vì sử dụng quân đội quy mô lớn. Sau tất cả, người Anh thuyết phục người Mỹ rằng việc đổ bộ vào Pháp trong thời điểm năm 1942 là bất khả thi. Thay vào đó, họ nên tập trung lực lượng để đánh bật phe Trục khỏi Bắc Phi.
Tại Hội nghị Casablanca đầu năm 1943, Đồng Minh nhắc lại các tuyên bố trong Tuyên bố năm 1942 và yêu cầu phe Trục đầu hàng vô điều kiện. Cả Anh lẫn Mỹ đồng ý tiếp tục đẩy mạnh thế chủ động Địa Trung Hải bằng cách xâm lược đảo Sicilia để đảm bảo tuyến đường tiếp tế hàng hải đi qua nơi đây. Tuy người Anh ban đầu có ý định đổ bộ vào vùng Balkan nhằm tạo áp lực lên Thổ Nhĩ Kỳ khiến nước này tham chiến, nhưng họ đã phải làm theo kế hoạch của người Mỹ và chỉ hoạt động giới hạn tại Địa Trung Hải.

#### Thái Bình Dương (1942–43)

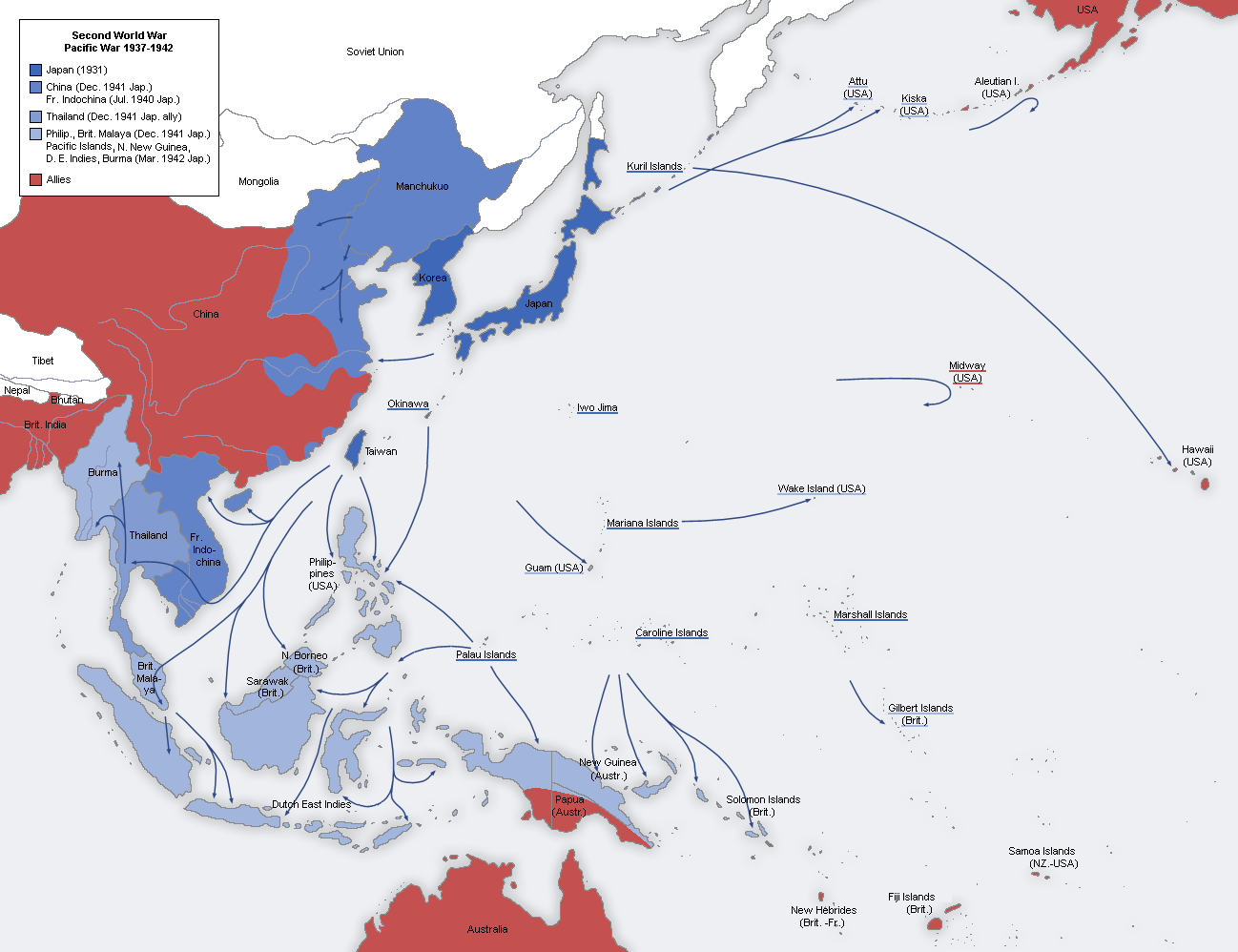
Bản đồ phạm vi bành trướng của Nhật Bản tính tới giữa năm 1942

Đến cuối tháng 4 năm 1942, Nhật Bản và đồng minh Thái Lan đã chinh phục gần như toàn bộ Miến Điện, Mã Lai, Đông Ấn thuộc Hà Lan, Singapore và Rabaul, gây tổn thất nặng nề cho quân Đồng Minh và bắt một lượng lớn tù binh. Bất chấp sự chống trả quyết liệt của quân đội Philippines và Hoa Kỳ, Thịnh vượng chung Philippines cuối cùng vẫn bị người Nhật đánh chiếm vào tháng 5 năm 1942, buộc chính quyền Manila phải lưu vong. Vào ngày 16 tháng 4, 7.000 lính Anh bị Sư đoàn 33 của Nhật bao vây trong trận Yenangyaung tại Miến Điện nhưng may mắn được Sư đoàn 38 của Trung Quốc giải cứu. Bên cạnh lục quân, Hải quân Nhật Bản giành nhiều thắng lợi trên Biển Đông, Biển Java và Ấn Độ Dương. Hạm đội Nhật gồm tàu sân bay tiến xa tới vùng biển thuộc Úc, tiến hành ném bom căn cứ hải quân của Đồng Minh tại Darwin. Suốt cả tháng 1 năm 1942, chiến thắng của Trung Quốc tại Trường Sa là thắng lợi duy nhất của Đồng Minh trước quân Nhật. Những chiến thắng dễ dàng trước các đối phương Tây không chuẩn bị trước đã khiến quân Nhật trở nên tự đắc và phân tán lực lượng quá mỏng trên khắp mọi mặt trận.
Đầu tháng 5 năm 1942, Nhật Bản lên kế hoạch đánh chiếm Cảng Moresby bằng một cuộc tấn công đổ bộ với mục tiêu cô lập hai nước Úc, New Zealand với đồng minh Hoa Kỳ bằng cách cắt đứt tuyến đường liên lạc và tiếp tế giữa các nước này. Kế hoạch xâm lược bị cản trở khi một đơn vị tác chiến đặc biệt của Đồng Minh, dẫn đầu bởi hai tàu sân bay của hạm đội Mỹ, cầm hòa hải quân Nhật Bản trong trận chiến biển San Hô. Nhằm đáp trả Cuộc không kích Doolittle, Nhật Bản lên kế hoạch chiếm Rạn san hô vòng Midway và dụ tàu sân bay Mỹ tham chiến rồi nhân cơ hội đó tiêu diệt. Để dương đông kích tây, Nhật Bản dự kiến gửi một đội hình tới chiếm quần đảo Aleutian ở Alaska. Vào giữa tháng 5, Nhật Bản khởi động chiến dịch Chiết Giang - Giang Tây ở Trung Quốc, mục đích trả thù người Trung Quốc vì đã hỗ trợ phi công Mỹ sống sót sau Cuộc không kích Doolittle. Người Nhật đối đầu với Quân đoàn 23 và 32 của Trung Quốc và phá hủy các căn cứ không quân của nước này.

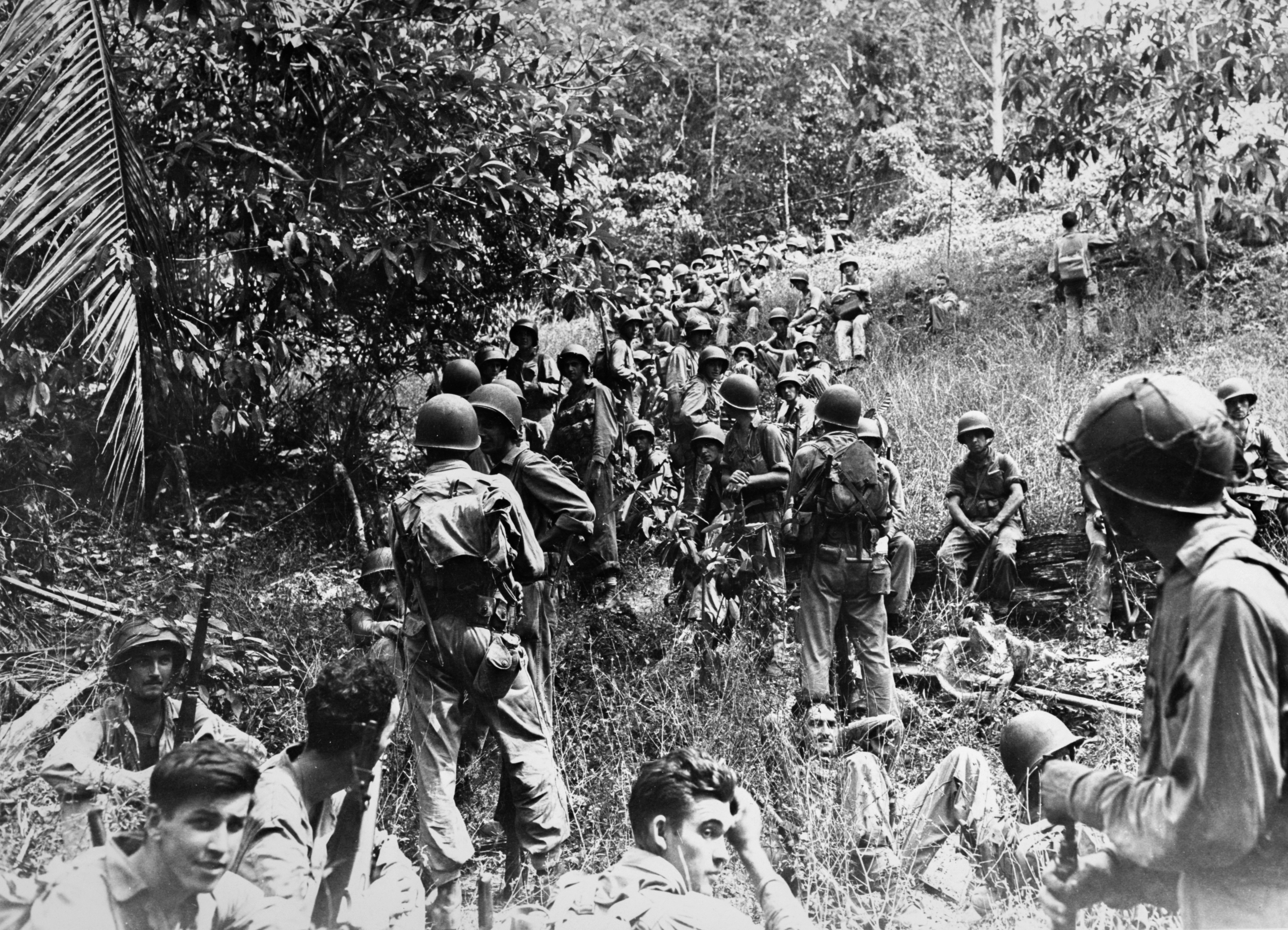
Thủy quân lục chiến Hoa Kỳ trong chiến dịch Guadalcanal, Chiến tranh Thái Bình Dương, 1942

Nhật Bản bắt đầu triển khai kế hoạch vào đầu tháng 6. Tuy nhiên, người Mỹ sau khi giải mã được các mật mã của hải quân Nhật hồi cuối tháng 5 đã nắm rõ kế hoạch cũng như trình tự tác chiến của người Nhật. Họ sử dụng khám phá này để giành chiến thắng quyết định trong trận Midway trước Hải quân Đế quốc Nhật Bản. Khả năng tác chiến của người Nhật sụt giảm đáng kể sau thất bại nặng nề này. Trong một nỗ lực muộn màng, Nhật Bản tập trung lực lượng cố gắng đánh chiếm căn cứ Port Moresby trên Lãnh thổ Papua. Người Mỹ lên kế hoạch phản công nhằm chiếm lại căn cứ tiền phương của người Nhật ở phía Nam quần đảo Solomon làm bước đầu tiên trong kế hoạch tái chiếm Rabaul – căn cứ chính của quân Nhật tại Đông Nam Á.
Cả hai kế hoạch được tiến hành vào tháng 7, nhưng đến giữa tháng 9, người Nhật vì ưu tiên Guadalcanal đã ra lệnh rút quân khỏi khu vực Port Moresby đến phần phía Bắc của đảo New Guinea. Tại đây, quân Nhật đụng độ với quân đội Úc và Hoa Kỳ trong trận Buna – Gona. Guadalcanal nhanh chóng trở thành chiến trường ác liệt, cả hai bên đều phải hứng chịu thất bại nặng nề về quân số lẫn tàu bè trong cuộc kịch chiến. Đến đầu năm 1943, quân Nhật bị đánh bại và buộc phải rút khỏi đảo. Trên đất liền Đông Nam Á, Nhật tiến nhanh vào sâu thuộc địa của Anh cho đến khi gặp phải sự kháng cự mãnh liệt tại Miến Điện. Quân đội Khối thịnh vượng chung Anh triển khai tác chiến tại vùng Arakan vào cuối năm 1942 nhưng phải rút về Ấn Độ vào tháng 5 năm 1943 sau khi thất bại thảm hại. Tháng 2 năm 1943, người Anh sử dụng lính không chính quy quấy nhiễu hậu phương của quân Nhật và thu về những kết quả khác nhau.

#### Mặt trận Xô – Đức (1942–43)

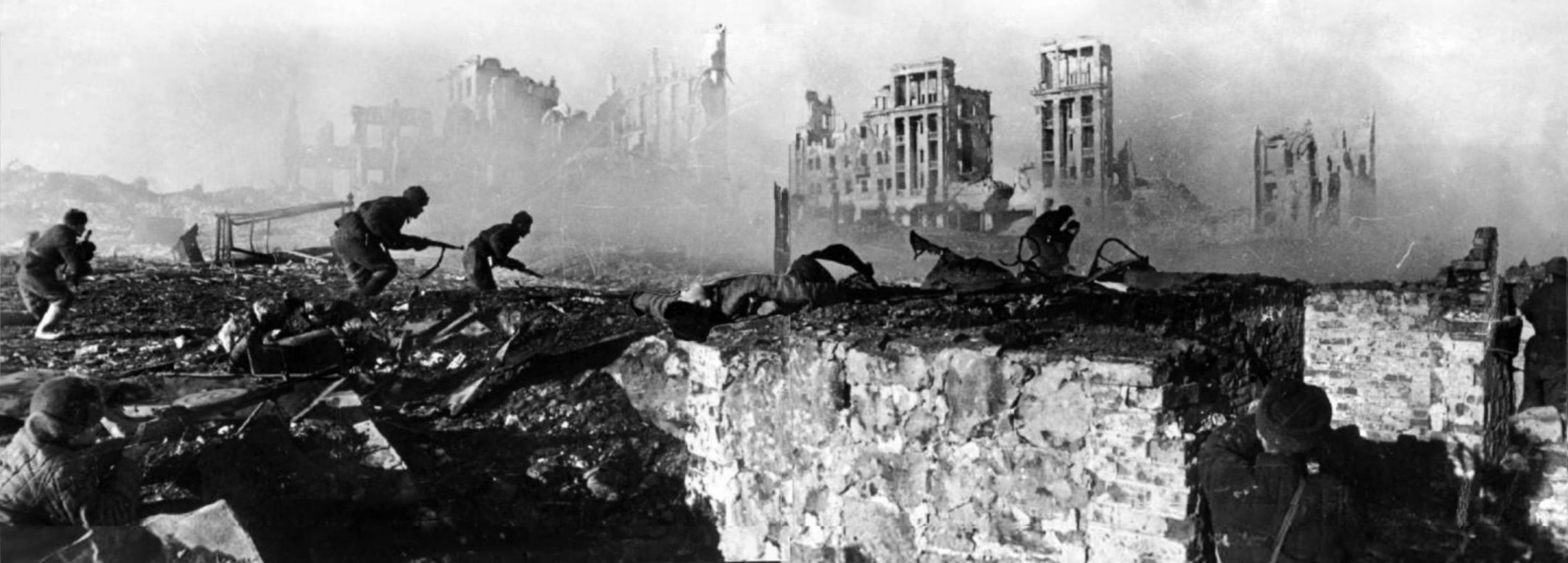
Lính Hồng Quân phản công trong trận Stalingrad, tháng 2 năm 1943

Tuy bị thiệt hại đáng kể, nhưng vào đầu năm 1942, Đức và đồng minh đã chặn đứng một cuộc tấn công quy mô lớn của Liên Xô tại miền trung và miền nam nước Nga, bảo toàn hầu hết lãnh thổ mà họ chiếm được năm trước đó. Vào tháng 6, sau khi đánh bại Liên Xô tại Bán đảo Kerch và Kharkov, Đức phát động tấn công vào phía Nam nhằm chiếm vùng sản xuất dầu mỏ chiến lược ở Kavkaz và thảo nguyên Kuban, trong khi án binh bất động tại các vị trí ở phía bắc và trung tâm của chiến tuyến. Quân Đức chia Cụm tập đoàn quân Nam thành hai tập đoàn quân: Tập đoàn quân A được lệnh tiến đến hạ lưu sông Don và đánh về hướng đông nam tới dãy Kavkaz, trong khi Tập đoàn quân B tiến về phía sông Volga. Liên Xô quyết định tử thủ tại thành phố Stalingrad bên bờ Tây sông Volga nhằm chặn đứng đường tiến quân của Đức.
Đến giữa tháng 11, khi quân Đức gần như đã chiếm được Stalingrad sau những trận giao tranh trên đường phố ác liệt và đẫm máu thì cũng là thời điểm mùa đông khắc nghiệt ập đến. Lợi dụng quân Đức đã kiệt sức, Liên Xô tung đòn phản công, bắt đầu bằng một cuộc tấn công không thành công vào "chỗ lồi" Rzhev gần Moskva và một cuộc tấn công vu hồi gồm hai gọng kìm đánh vào cạnh sườn khiến hơn 30 vạn quân Đức rơi vào vòng vây siết chặt tại Stalingrad. Đến đầu tháng 2 năm 1943, Hồng quân tiêu diệt hoàn toàn quân Đức tại Stalingrad, đẩy lùi chiến tuyến Xô – Đức về vị trí cũ trước cuộc tấn công mùa hè. Đến giữa tháng 2, khi bước tiến của Liên Xô dần khựng lại, quân Đức – với hy vọng xoay chuyển tình thế – mở một cuộc tấn công khác vào Kharkov, tạo nên một chiến tuyến hình vòng cung xung quanh thành phố Kursk của Liên Xô.

#### Tây Âu, Đại Tây Dương và Địa Trung Hải (1942–43)
Khai thác các quyết định chỉ huy kém hiệu quả của hải quân Hoa Kỳ, hải quân Đức tiến hành quấy nhiễu, tàn phá tuyến đường vận tải hàng hải của Đồng Minh ngoài khơi bờ biển Đại Tây Dương của Mỹ. Tại Bắc Phi, quân đội Khối thịnh vượng chung mở một cuộc phản công mang mật danh "Crusader" vào tháng 11 năm 1941 và đoạt lại tất cả vùng đất mà liên quân Đức – Ý chiếm được trước đó. Đáp trả, quân Đức mở cuộc tấn công vào tháng 1, đẩy quân Anh trở lại vị trí ở phòng tuyến Gazala vào đầu tháng 2. Chiến sự bước vào khoảng thời gian tạm lắng mà Đức sử dụng để chuẩn bị cho những cuộc tấn công sắp tới của họ. Lo ngại người Nhật có thể sử dụng các căn cứ ở Madagascar do chính phủ Vichy nắm giữ đã, người Anh quyết định xâm chiếm hòn đảo này vào đầu tháng 5 năm 1942. Tại Lybia, quân đội phe Trục đã buộc Đồng Minh phải rút lui sâu bên trong Ai Cập trước khi bị chặn lại ở El Alamein. Trên lục địa Âu châu, Đồng Minh tổ chức các cuộc đột kích nhằm vào các mục tiêu chiến lược, đỉnh điểm là trận Dieppe đẫm máu. Thiệt hại quá nặng nề mà không đạt được kết quả nào, cuộc tấn công tại Dieppe củng cố nhận định của các tướng lĩnh Anh rằng quân của họ sẽ không thể bám trụ nổi sau khi đổ bộ lên đất đối phương.
Đến tháng 12 năm 1941, quân Đức thất bại trong trận đánh trước cửa ngõ Moskva. Mặt trận Xô–Đức thu hút tất cả lực lượng của Đức và buộc họ cắt giảm lực lượng cho các mặt trận khác. Quân Đức ở Bắc Phi bị thiếu đạn dược, nhiên liệu nên không thể tiếp tục tấn công. Vào đầu năm 1942, việc Anh thắng lợi trong cuộc đánh bại lực lượng hải quân Ý khiến phía Đồng Minh có thêm quân nhu và vật chất. Việc này cho phép các lực lượng Anh dồn toàn lực cho trận El Alamein thứ hai và dành thắng lợi. Người Anh, tuy phải trả giá đắt, nhưng đã có thể cung ứng nguồn cung cấp cần thiết cho đảo Malta khi ấy đang bị phe Trục bao vây. Vài tháng sau, quân Đồng Minh phát động tấn công đánh bật quân đội phe Trục khỏi Ai Cập và bắt đầu tiến quân về phía tây. Vào tháng 11 năm 1942, tình trạng càng tệ hơn cho quân Trục khi Hoa Kỳ và Anh thực hiện Chiến dịch Bó Đuốc, đổ bộ vào Maroc, bao vây các lực lượng phe Trục. Ngay lập tức, các thuộc địa Pháp ở Bắc Phi đổi phe. Hitler đáp trả bằng cách ra lệnh chiếm đóng lãnh thổ Vichy. Dù quân đội Vichy không làm gì để chống lại sự vi phạm hiệp ước đình chiến này nhưng họ đã cố gắng di chuyển hạm đội để ngăn chặn nó rơi vào tay người Đức. Quân Trục tại Châu Phi rút lui về Tunisia và bị đánh bật hoàn toàn khỏi Bắc Phi vào tháng 5 năm 1943.
Tháng 6 năm 1943, Anh và Hoa Kỳ khai màn chiến dịch ném bom chiến lược nhằm vào nước Đức, mục tiêu làm suy giảm nhuệ khí, phá hủy nhà cửa của thường dân và phá vỡ nền kinh tế thời chiến của nước này. Trận oanh tạc Hamburg là một trong những cuộc tấn công đầu tiên trong chiến dịch này, gây ra thương vong đáng kể về người và thiệt hại lớn đối với cơ sở hạ tầng của trung tâm công nghiệp quan trọng này.

### Đồng Minh giành thế chủ động (1943–44)

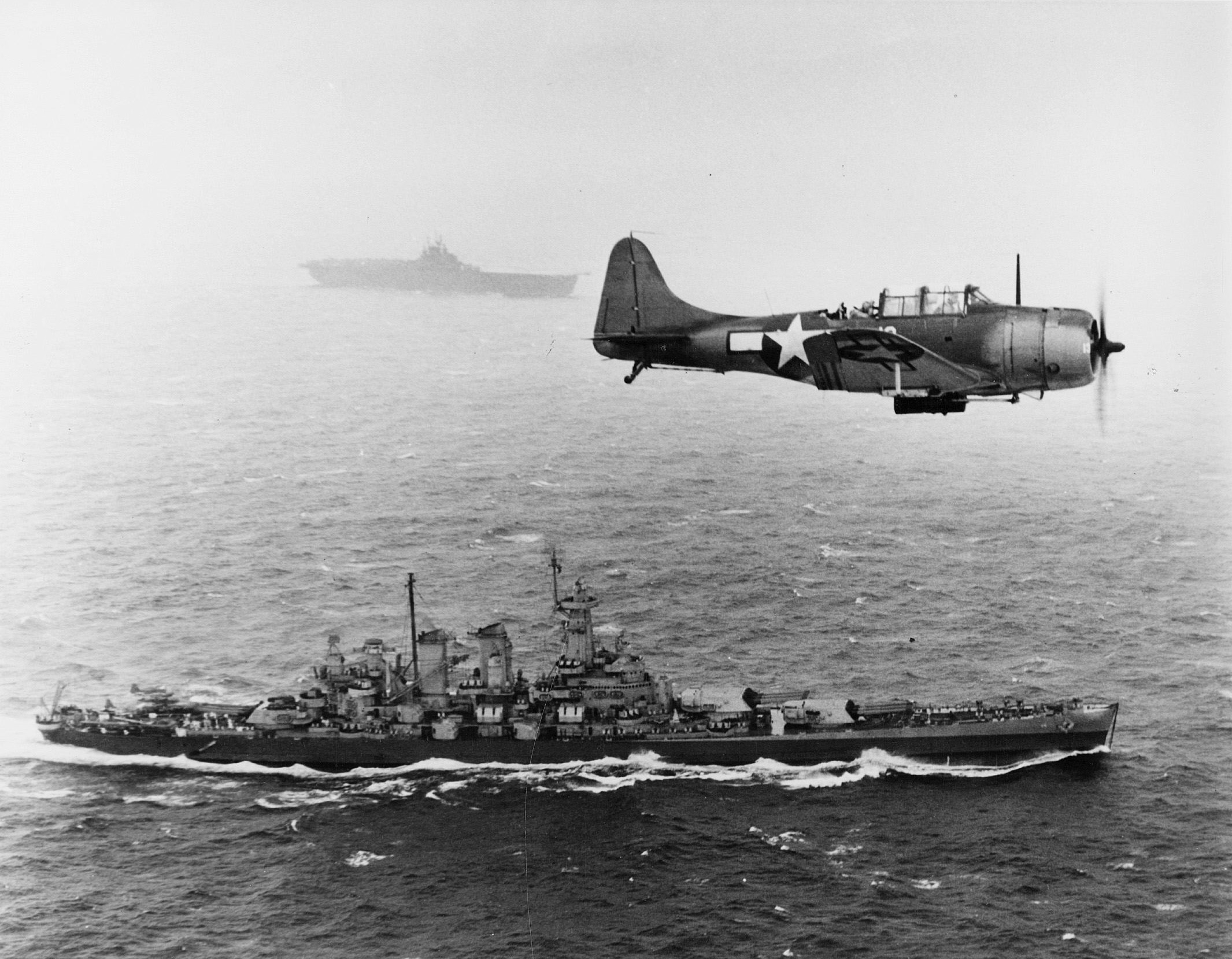
Máy bay trinh thám SBD-5 của Hải quân Hoa Kỳ trên tàu và trong Chiến dịch quần đảo Gilbert và Marshall, 1943

Sau khi chiến dịch Guadalcanal kết thúc, người Mỹ bắt đầu triển khai một loạt hoạt động quân sự chống lại Nhật Bản ở Thái Bình Dương. Tháng 5 năm 1943, liên quân Canada và Hoa Kỳ được cử đến Alaska nhằm đuổi quân Nhật khỏi quần đảo Aleutian. Ngay sau đó, Hoa Kỳ – với sự hỗ trợ từ Úc, New Zealand và các quốc đảo Thái Bình Dương – bắt đầu nhiều chiến dịch lớn trên bộ, trên biển và trên không, mục tiêu cô lập căn cứ Nhật tại Rabaul bằng cách chiếm các đảo xung quanh và phá vỡ vành đai phòng thủ ở Trung tâm Thái Bình Dương (tại quần đảo Gilbert và Marshall) của Nhật. Cuối tháng 3 năm 1944, quân Đồng Minh đã hoàn thành cả hai mục tiêu này đồng thời vô hiệu hóa được căn cứ trọng điểm của Nhật tại Truk thuộc quần đảo Caroline. Sang tháng 4, quân Đồng Minh tiếp tục triển khai một chiến dịch khác và thành công chiếm lại miền Tây New Guinea.
Tại châu Âu, cả người Đức và người Liên Xô đã dành cả mùa xuân và đầu mùa hè năm 1943 để chuẩn bị cho các cuộc tấn công lớn ở miền trung nước Nga. Ngày 4 tháng 7 năm 1943, tại trận Vòng cung Kursk, Đức đã tung ra những đơn vị thiết giáp lớn hòng xoay chuyển tình thế, Kursk trở thành "trận đấu xe tăng lớn nhất" trong lịch sử thế giới. Trong vòng một tuần, quân Đức kiệt sức trước tuyến phòng thủ được bố trí theo hình bậc thang và tổ chức tốt của Liên Xô. Lần đầu tiên trong cuộc chiến, Hitler đã hủy bỏ chiến dịch trước khi đạt được thành công về mặt chiến thuật hay tác chiến. Quyết định này bị ảnh hưởng một phần bởi tin tức miền Nam nước Ý bị Đồng Minh phương Tây tấn công vào ngày 9 tháng 7. Kết hợp với những thất bại trước đó của Ý, cuộc đổ bộ lên đảo Sicilia dẫn đến việc lật đổ và bắt giữ Mussolini vào cuối tháng đó.

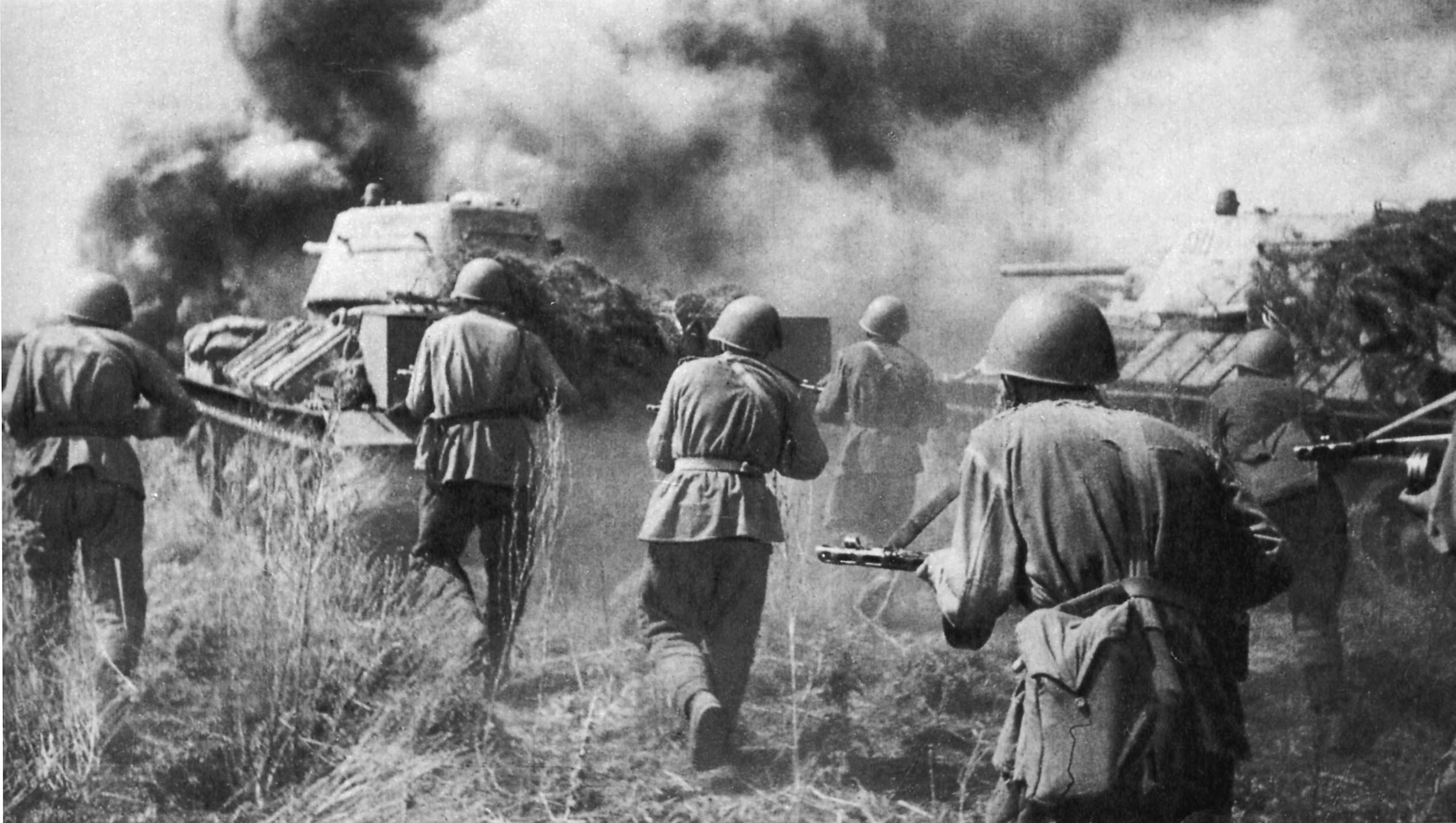
Binh sĩ Hồng quân tấn công vị trí của quân Đức trong Trận vòng cung Kursk, tháng 7 năm 1943

Vào ngày 12 tháng 7 năm 1943, Liên Xô triển khai chiến dịch Kutuzov tại khu vực phía bắc vòng cung Kursk, qua đó xóa tan bất kỳ cơ hội chiến thắng nào hoặc thậm chí là đưa chiến sự vào thế bế tắc của Đức ở phía Đông. Chiến thắng của Liên Xô tại Kursk đẩy quân Đức vào thế bị động, quân Liên Xô giữ thế chủ động và phát động tấn công liên tục trên khắp các mặt trận. Đức cố gắng ổn định mặt trận phía Đông dọc theo tuyến Panther-Wotan được gia cố gấp rút. Tuyến phòng thủ của Đức bị Liên Xô chọc thủng tại Smolensk và một đoạn ở phía bắc biển Đen trong Chiến dịch tấn công Hạ Dniepr.
Vào ngày 3 tháng 9 năm 1943, Đồng Minh phương Tây đổ bộ lên đất liền Ý. Quân đội Ý không lâu sau đó đã đơn phương ký hiệp định đình chiến với quân Đồng Minh. Đức, với sự giúp đỡ của lực lượng Phát xít Ý trung thành với Mussolini, đã đáp trả bằng cách giải giáp binh lính Ý không có cấp trên chỉ huy. Đức nhanh chóng giành quyền kiểm soát quân sự trên nhiều khu vực của Ý và nhanh chóng xây dựng một loạt tuyến phòng thủ. Lực lượng đặc biệt của Đức đã tiến hành giải cứu Mussolini, người sau đó được phía Đức dựng lên làm nguyên thủ quốc gia của nhà nước chư hầu mang tên Cộng hòa Xã hội Ý, mở ra cuộc nội chiến Ý. Đồng Minh phương Tây chọc thủng nhiều phòng tuyến của Đức ở miền nam nước Ý trước khi tiến đến tuyến phòng thủ chính vào giữa tháng 11.
Các hoạt động quân sự của Hải quân Đức ở Đại Tây Dương cũng bị ảnh hưởng. Đến tháng 5 năm 1943, khi các biện pháp đối phó của Đồng minh ngày càng có hiệu quả, đội tàu ngầm Đức phải hứng chịu tổn thất đáng kể khiến họ phải đình chỉ hoạt động tại Đại Tây Dương. Vào tháng 11 năm 1943, Franklin D. Roosevelt và Winston Churchill gặp Tưởng Giới Thạch ở Cairo và sau đó với Iosif Stalin tại Tehran. Hội nghị Cairo xác định Nhật Bản sẽ phải trả lại các lãnh thổ mà họ chiếm được sau khi chiến tranh kết thúc. Hội nghị cũng lên kế hoạch quân sự cho chiến dịch Miến Điện. Tại Tehran, các bên thỏa thuận rằng Đồng Minh phương Tây sẽ xâm lược châu Âu vào năm 1944 và Liên Xô sẽ tuyên chiến với Nhật Bản trong vòng ba tháng kể từ ngày Đức bị đánh bại.

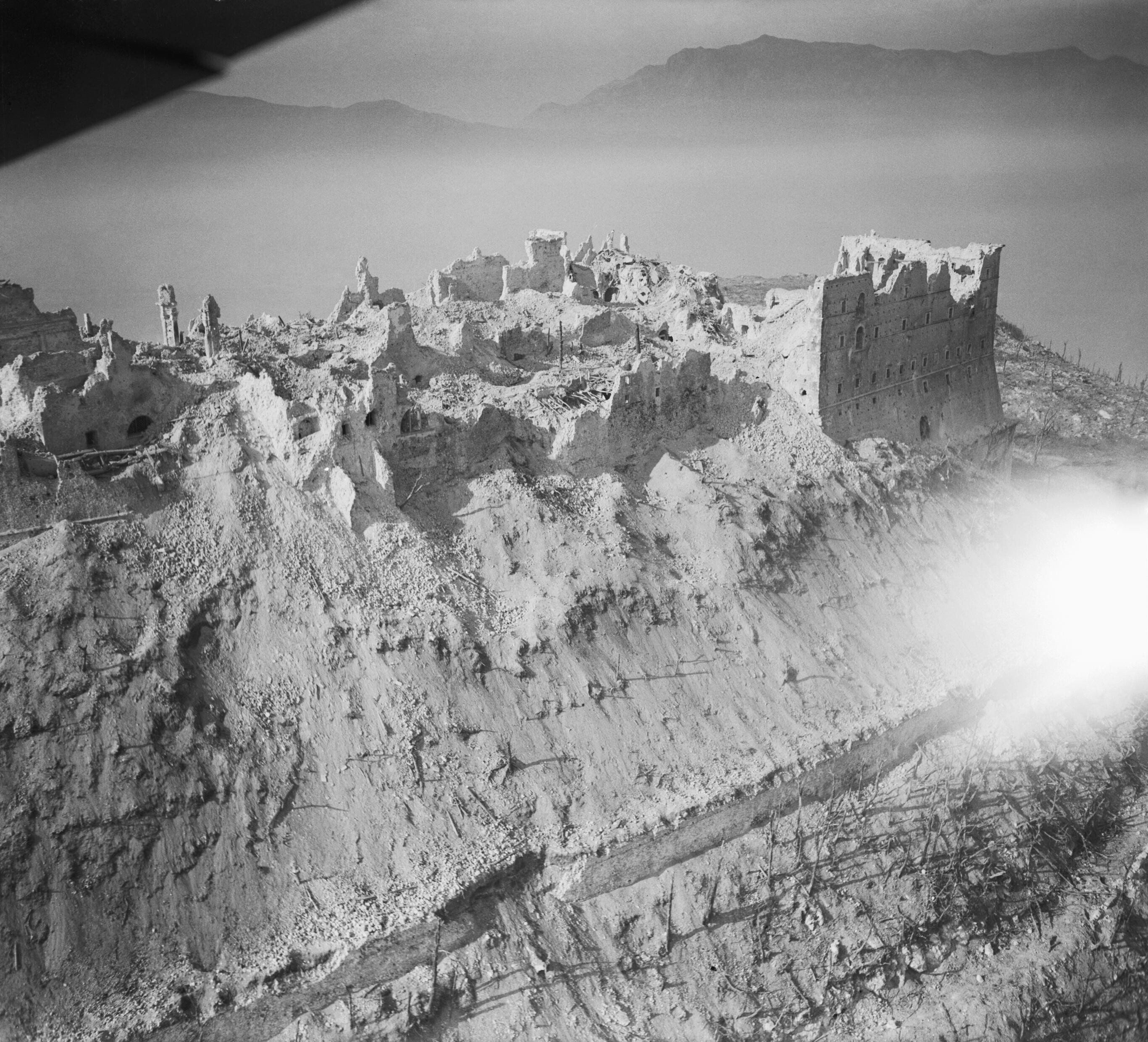
Tàn tích của tu viện dòng Thánh Biển Đức trong trận Monte Cassino, Chiến dịch Ý, tháng 5 năm 1944

Kể từ tháng 11 năm 1943, trong trận Thường Đức kéo dài bảy tuần, người Trung Quốc – trong khi chờ đợi Đồng Minh tăng viện – đã buộc Nhật Bản phải trả giá cao trong một cuộc chiến tiêu hao. Tháng 1 năm 1944, quân Đồng Minh triển khai một loạt cuộc tấn công ở Ý nhằm vào phòng tuyến của Đức tại Monte Cassino. Liên quân Hoa Kỳ, Anh, Canada và Vương quốc Ý cố gắng đánh bọc sườn phòng tuyến này bằng cách đổ bộ tại Anzio và giành thắng lợi.
Vào ngày 27 tháng 1 năm 1944, Hồng quân Liên Xô triển khai cuộc tổng tấn công đuổi quân Đức ra khỏi khu vực Leningrad, giải vây thành phố này sau 900 ngày, kết thúc cuộc bao vây đẫm máu nhất trong lịch sử chiến tranh. Cùng thời điểm, Hồng quân tiến sát tới biên giới tiền chiến của Estonia thị bị Cụm tập đoàn quân Bắc chặn lại. Người Đức được người Estonia hỗ trợ với hy vọng tái lập nền độc lập quốc gia. Sự đình trệ này đã làm chậm các hoạt động tác chiến tiếp theo của Liên Xô ở khu vực Baltic. Cuối tháng 5 năm 1944, Liên Xô giải phóng Crimea, đánh đuổi phần lớn lực lượng phe Trục khỏi Ukraina. Họ tiếp tục thực hiện các cuộc tấn công vào Romania nhưng bị quân Trục đẩy lui. Tại Ý, quân Đồng Minh thành công đánh bật người Đức khỏi phòng tuyến gần Roma dù đã để cho một số sư đoàn Đức rút lui. Vào ngày 4 tháng 6, thủ đô Roma rơi vào tay Đồng Minh.
Quân Đồng Minh thu về những kết quả thắng bại lẫn lộn trên lục địa châu Á. Tháng 3 năm 1944, quân Nhật triển khai chiến dịch tấn công vào Assam, Ấn Độ, nhanh chóng bao vây các vị trí của Anh tại Imphal và Kohima. Tháng 5 năm 1944, quân đội Anh tiến hành phản công buộc quân Nhật phải rút về Miến Điện trong tháng 7. Trước đó, vào cuối năm 1943, quân đội Trung Quốc từ Vân Nam đã tràn vào miền bắc Miến Điện và bao vây quân Nhật tại Myitkyina. Nhật Bản triển khai một cuộc tấn công khác với mục tiêu tiêu diệt các đạo quân chủ lực của Trung Quốc, bảo đảm tuyến đường sắt kết nối các lãnh thổ do Nhật Bản chiếm giữ và đánh chiếm các sân bay của quân Đồng Minh. Đến tháng 6 năm 1944, quân Nhật đã chiếm được Hà Nam và đang chuẩn bị mở một cuộc tấn công mới vào Trường Sa.

### Đồng Minh áp sát

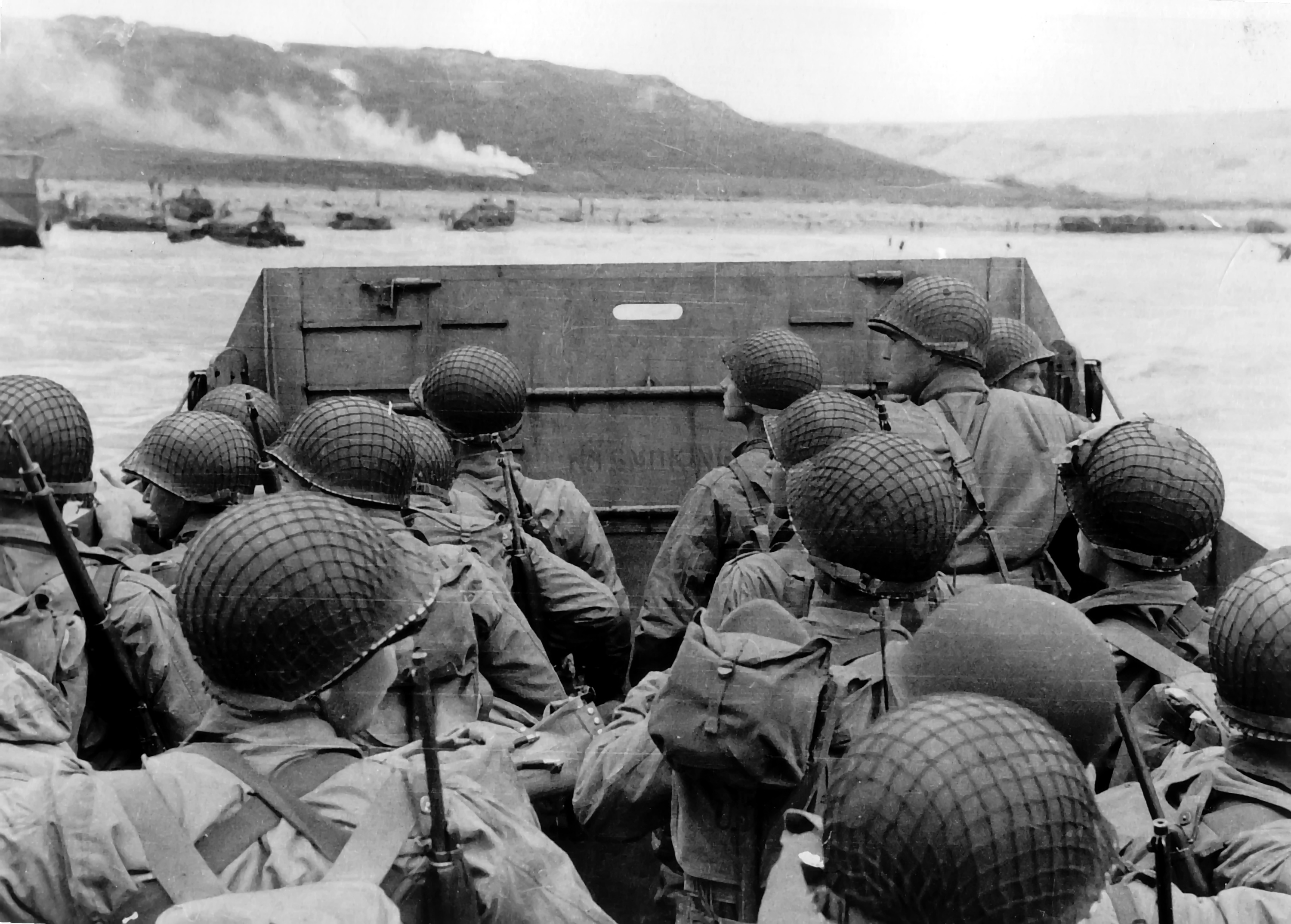
Quân đội Mỹ tiếp cận Bãi biển Omaha trong cuộc đổ bộ vào Normandie, ngày 6 tháng 6 năm 1944

Sau 3 năm chịu áp lực từ phía Liên Xô, Đồng Minh phương Tây cuối cùng cũng đã quyết định mở một mặt trận thứ hai. Vào ngày 6 tháng 6 năm 1944 (được gọi là D-Day), các lực lượng Đồng Minh phương Tây đồng loạt đổ bộ vào bờ biển Normandie. Chiến dịch diễn ra rất khốc liệt, phe Đồng Minh đã gặp rất nhiều khó khăn và phải hứng chịu tổn thất lớn dù áp đảo về quân số và trang bị. Tuy nhiên họ dần giành lấy ưu thế và buộc người Đức phải rút khỏi miền bắc nước Pháp. Quân Đồng Minh đồng thời điều động một số sư đoàn khỏi Ý để tấn công vào vùng Provence, thành công đẩy lui quân Đức ra khỏi nước Pháp. Ngày 25 tháng 8, Paris được giải phóng bởi lực lượng kháng chiến và quân đội Pháp tự do do Tướng Charles de Gaulle chỉ huy. Nhân đà thắng lợi, quân Đồng Minh phương Tây tiếp tục đẩy lùi quân Đức trên mặt trận Tây Âu cho đến hết năm. Tuy nhiên, kế hoạch xâm lược miền Bắc nước Đức, mở đầu bằng một chiến dịch hàng không tại Hà Lan, đã thất bại. Đồng minh phương Tây từ từ áp sát nước Đức nhưng không thể chọc thủng phòng tuyến cuối cùng tại sông Rur.

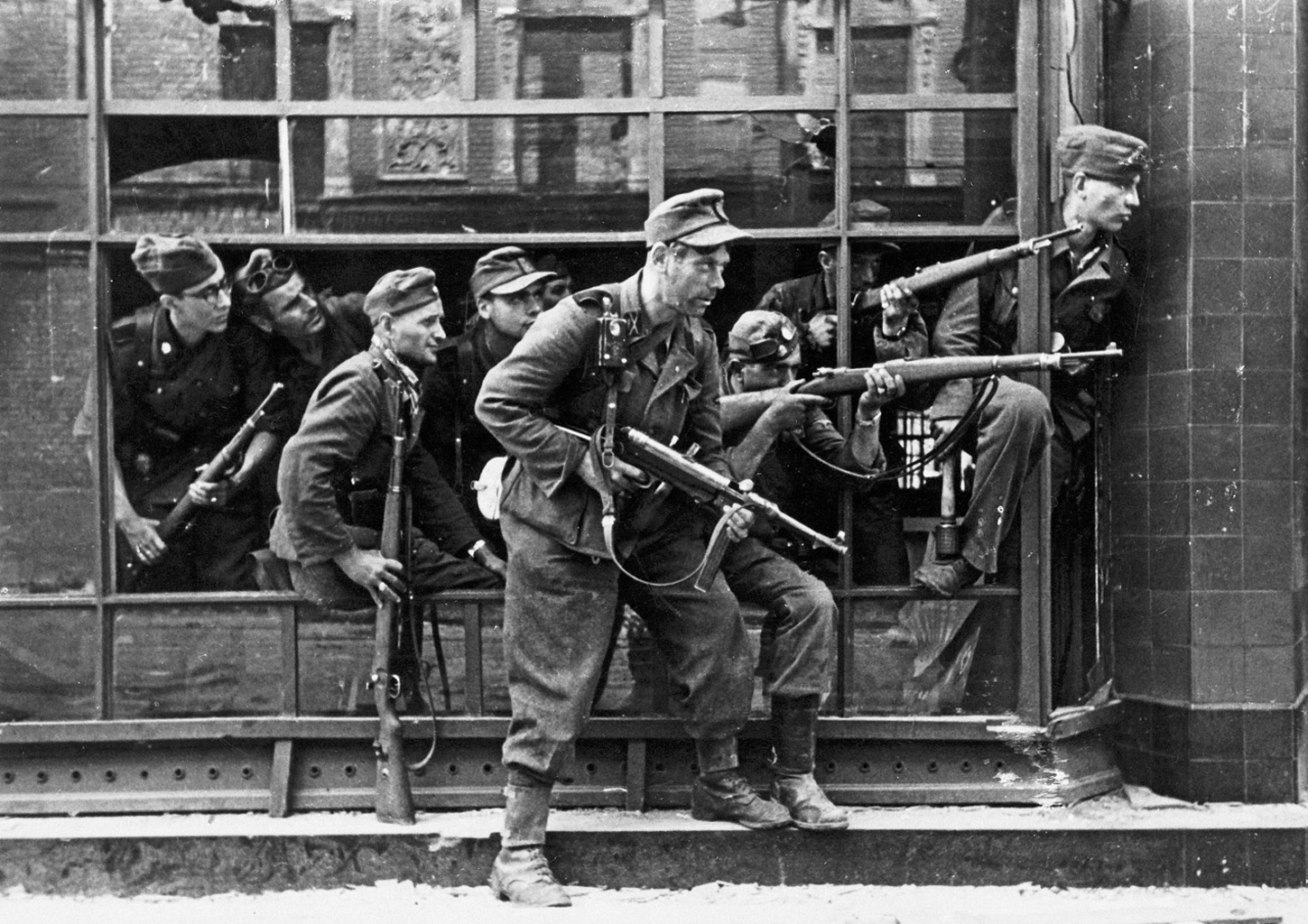
Binh sĩ SS Đức trực thuộc Lữ đoàn Dirlewanger, được giao nhiệm vụ đàn áp cuộc Khởi nghĩa Warszawa, tháng 8 năm 1944

Đến cuối năm 1944, Liên Xô đã giành lại được hầu hết số lãnh thổ bị Đức chiếm đóng và liên tục đẩy lùi lực lượng ngày càng suy yếu của Đức về phía tây. Vào ngày 22 tháng 6, Liên Xô mở một cuộc tấn công chiến lược tại Belarus ("Chiến dịch Bagration") tiêu diệt gần như hoàn toàn Cụm tập đoàn quân Trung tâm của Đức. Sau thành công này, Liên phát động liên tiếp các đòn tấn công khác buộc quân Đức phải rút khỏi miền Tây Ukraina và miền Đông Ba Lan. Liên Xô thành lập Ủy ban Giải phóng Quốc gia Ba Lan để kiểm soát lãnh thổ nước này và đối phó với lực lượng Armia Krajowa trung thành với Chính phủ Ba Lan lưu vong ở Luân Đôn. Hồng quân Liên Xô dừng lại tại quận Praga ở phía bên kia bờ sông Vistula và theo dõi quân Đức dập tắt Khởi nghĩa Warszawa do Armia Krajowa khởi xướng một cách thụ động. Cuộc nổi dậy toàn quốc ở Slovakia cũng bị quân Đức dập tắt. Tại miền đông Romania, cuộc tấn công chiến lược của Hồng quân Liên Xô đã tiêu diệt một lượng lớn quân Đức tại đó, đồng thời kích động hai cuộc đảo chính thành công tại Romania và Bulgaria dẫn đến việc hai nước này chuyển sang phe Đồng Minh.
Vào tháng 9 năm 1944, quân đội Liên Xô tiến vào Nam Tư khiến hai Tập đoàn quân E và F của Đức phải rút lui một cách gấp gáp khỏi Hy Lạp, Albania và Nam Tư để tránh bị cô lập hoàn toàn. Đến thời điểm này, lực lượng kháng chiến do Cộng sản lãnh đạo dưới sự chỉ huy của Thống chế Josip Broz Tito, đã kiểm soát phần lớn lãnh thổ của Nam Tư và tham gia cầm chân quân đội Đức ở phía nam. Tại miền bắc Serbia, Hồng quân Liên Xô, với sự giúp đỡ hạn chế từ quân đội Bulgaria, đã hỗ trợ quân kháng chiến giải phóng Beograd vào ngày 20 tháng 10. Vài ngày sau, Liên Xô mở một cuộc tấn công quy mô lớn vào Hungary. Chiến dịch kết thúc khi Budapest thất thủ vào tháng 2 năm 1945. Trái ngược với những chiến thắng ấn tượng của Liên Xô tại Balkan, sự kháng cự gay gắt của người Phần Lan tại eo đất Karelia đã ngăn chặn Liên Xô chiếm đóng nước này. Kết quả là hai nước Liên Xô-Phần Lan ký kết hiệp định đình chiến với những điều kiện tương đối nhẹ nhàng, dù nước này bị buộc phải tham gia phe Đồng Minh chống lại Đức.

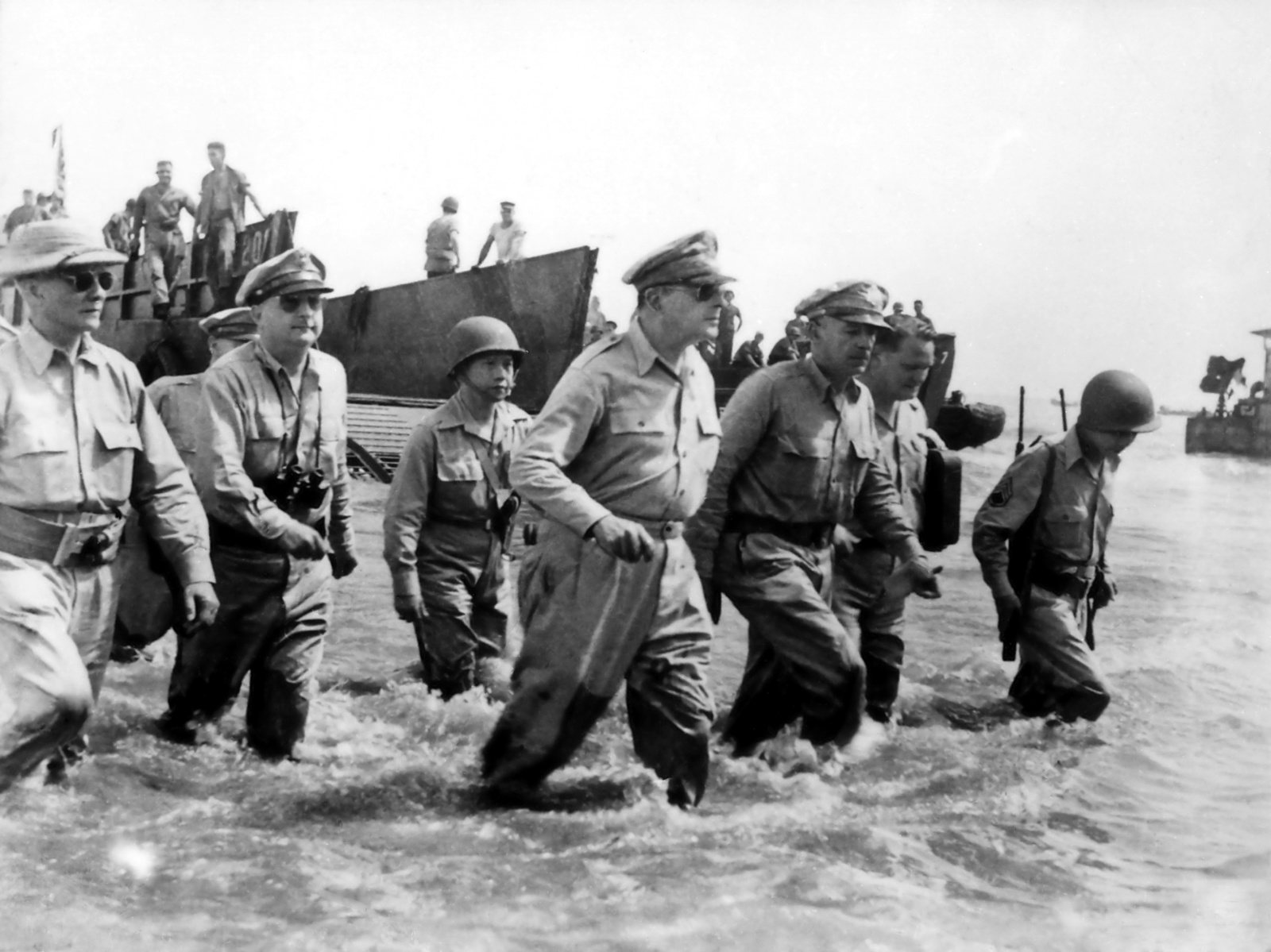
Tướng Douglas MacArthur quay trở lại Philippines trong Trận Leyte, 20 tháng 10 năm 1944

Đến đầu tháng 7 năm 1944, quân đội Khối thịnh vượng chung ở Đông Nam Á đã thành công đẩy lùi bước tiến của quân Nhật tại Assam, buộc quân Nhật phải rút lui về sông Chindwin trong khi quân Trung Quốc chiếm được Myitkyina. Tháng 9 năm 1944, quân Trung Quốc chiếm được núi Song và khai thông lại tuyến đường Miến Điện. Quân Nhật thành công hơn ở Trung Quốc khi họ cuối cùng cũng chiếm được Trường Sa vào giữa tháng 6 và Hành Dương vào đầu tháng 8. Người Nhật sau đó đã tổ chức tấn công vào tỉnh Quảng Tây, giành chiến thắng tại Quế Lâm và Liễu Châu vào cuối tháng 11, thành công liên kết lực lượng ở Trung Quốc và Đông Dương lại với nhau vào giữa tháng 12.
Tại Thái Bình Dương, người Mỹ tiếp tục đẩy lùi vành đai phòng thủ của quân Nhật. Vào giữa tháng 6 năm 1944, quân đội Hoa Kỳ đã chiếm lại Mariana và Palau từ tay Nhật với chiến thuật "nhảy cừu", đồng thời đánh bại hải quân Nhật trong trận chiến trên Biển Philippines. Những thất bại này đã buộc Thủ tướng Nhật Bản Tojo Hideki phải từ chức, đồng thời cho phép Mỹ sử dụng các căn cứ không quân để tiến hành oanh tạc bằng máy bay ném bom hạng nặng nhằm vào quần đảo Nhật Bản. Cuối tháng 10, lực lượng Hoa Kỳ đánh chiếm hòn đảo Leyte của Philippines; ngay sau đó, lực lượng hải quân Đồng Minh giành được một chiến thắng lớn khác trước lực lượng của Nhật Bản trong trận Vịnh Leyte, một trong những trận hải chiến lớn nhất trong lịch sử nhân loại.

## Ảnh hưởng đến dân thường

### Đức quốc xã
Chiến dịch tàn sát tù binh chiến tranh và thường dân điển hình nhất và có tổ chức nhất là các chương trình được vạch ra và thực hiện bởi Đức quốc xã. Ban đầu chỉ nhắm mục tiêu vào người Do Thái tại nước này, cộng thêm một số nhóm người ít người không ưa thích. Chế độ Đức quốc xã bắt đầu thành lập trại để cách ly các nhóm người này, sau đó dùng lao động cưỡng bách và cuối cùng tiêu diệt hàng loạt. Các nhóm người Do Thái, người đồng tính luyến ái và người có khuyết tật là các mục tiêu đầu tiên, nhưng những người đối lập chính trị như những người theo chủ nghĩa xã hội và các nhân vật tôn giáo (kể cả tín đồ Cơ đốc giáo) lên tiếng cũng bị bắt giữ.
Một khi chiến tranh bùng nổ và phần đất Đức xâm chiếm tăng lên, các lãnh thổ mới chiếm này cũng bị tính trong nỗ lực đó. Riêng Ba Lan đã bị ảnh hưởng rất nhiều, với gần toàn bộ dân số Do Thái tại nước này và một số đông người Cơ đốc giáo đã bị tiêu diệt. Hàng chục triệu Người Nga và các người Slav bị chinh phục khác cũng bị giam cầm tại hơn 100 trại tập trung của Đức trên khắp các vùnh lãnh thổ châu Âu bị nước Đức Quốc xã chiếm đóng. Các trại lớn nhất là Dachau, Buchenwald, Ravensbrück, Ausschwitz, Majdanek, Bergen Belsen, Gusen... Số người được giải phóng khỏi các trại này sau chiến tranh chỉ còn vài trăm nghìn.
Tổng số người đã bị giết trong các trại tập trung, trong các chương trình tiêu diệt và trong khi bị chính quyền Đức ngược đãi có lẽ không bao giờ có thể biết chính xác được. Có một số ước đoán cao hơn 10 triệu người, trong đó 5 tới 6 triệu là người Do Thái bị giết trong các chương trình tiêu diệt có mục đích.

### Liên Xô
Theo một số tài liệu phương Tây, kể từ khi tiến vào nước Đức (1944-1945), một bộ phận binh sĩ Hồng quân đã có những hành động trả thù nhằm vào tù binh hoặc dân thường Đức để trả đũa những tàn phá mà quân Đức gây ra cho đất nước mình. Ngoài việc cướp nhà dân và cửa hiệu, phương Tây cho rằng Hồng quân Liên Xô đã hãm hiếp hàng chục ngàn phụ nữ và trẻ em người Đức, từ 8 đến 80 tuổi. Theo Franz Wilhelm Seidler, riêng ở Berlin là 20 ngàn tới 100 ngàn, các tỉnh còn lại từ 100 ngàn tới nửa triệu. Rất nhiều nạn nhân trong số này bị từ 10 đến 12 lính hãm hiếp tập thể, và đa số bị hãm hiếp nhiều lần.
Tuy nhiên, giới sử học vẫn tranh cãi về tính xác thực và quy mô của những vụ hiếp dâm. Các nhà sử học Nga đã phủ nhận những cáo buộc về hiếp dâm hàng loạt, họ đưa ra bằng chứng là một lệnh từ Bộ chỉ huy tối cao ban hành ngày 19 tháng 1 năm 1945, trong đó ra lệnh cấm binh sĩ ngược đãi thường dân Đức. Một lệnh của Hội đồng quân sự của Phương diện quân Byelorussia số một, có chữ ký của Nguyên soái Rokossovsky, đã ra lệnh xử bắn những binh lính phạm tội trộm cướp và hiếp dâm ngay tại hiện trường của vụ án. Một lệnh ban hành bởi Stavka (Bộ Tổng tư lệnh Tối cao Hồng quân) vào ngày 20 tháng 4 năm 1945 phổ biến tới binh sĩ rằng cần phải duy trì quan hệ tốt với người dân Đức để giảm kháng cự và để chiến sự kết thúc nhanh hơn.
Trong khu vực chiếm đóng của Liên Xô, các thành viên của SED đã báo cáo cho Stalin biết hành động cướp bóc và hãm hiếp của binh lính Liên Xô có thể dẫn đến một phản ứng tiêu cực của dân Đức đối với Liên Xô và hướng tới tương lai của chủ nghĩa xã hội ở Đông Đức. Stalin đã phản ứng một cách giận dữ: "Tôi sẽ không tha thứ bất cứ ai kéo danh dự của Hồng quân qua vũng bùn."
Các nhà lãnh đạo Liên Xô rất bất bình với truyền thông của các nước phương Tây, khi họ vừa mới là đồng minh của Liên Xô trên mặt trận chống phát xít thì nay lại quay sang công kích Liên Xô. Bộ trưởng dân ủy ngoại giao Liên Xô V. M. Molotov đã gọi những cáo buộc của Phương Tây là một "chiến dịch hèn hạ" nhằm phá hoại uy tín của Hồng quân và trút lên đầu những người lính Hồng quân tất cả những gì xảy ra do sự hỗn loạn trước đó tại những vùng do Liên Xô chiếm đóng. Ông nói: "Liên Xô và những bạn bè của chúng tôi trên thế giới đã có những thông tin cần thiết để chống lại chiến dịch tuyên truyền này".
Tướng Gareyev, chủ tịch của Học viện Khoa học Quân sự Nga, nhận xét:
Tư lệnh tối cao Stalin đã ký một quyết định ngày 19 tháng 1 năm 1945, theo đó binh sĩ bị cấm tất cả các hành vi bạo lực chống lại dân thường Đức. Tất nhiên, sự trả thù, bao gồm cả bạo lực tình dục, đã xảy ra. Một số binh sĩ chỉ đơn giản là không thể kiềm chế tức giận sau những gì Đức quốc xã đã làm trên đất nước chúng tôi. Nhưng các trường hợp này đã bị trừng phạt nghiêm khắc. Và việc trả thù đã không trở nên phổ biến. Bởi vì ngay khi chúng tôi chiếm đóng các thành phố, kỷ luật đã được thắt chặt. Chúng tôi cung cấp cho người dân Đức thực phẩm, chăm sóc y tế, tuần tra an ninh. Cá nhân tôi đã tham gia giải phóng Đông Đức. Tôi cam đoan, việc lạm dụng tình dục thậm chí không hề được nghe thấy.
Theo Oleg Rzheshevsky người đứng đầu Viện Hàn lâm Khoa học Nga, mặc dù có nhiều trường hợp đã xảy ra những hành vi thái quá thì "đa số binh sĩ và quan chức của Liên Xô cũng như quân Đồng minh đã đối xử với người dân địa phương một cách nhân đạo" . Ông cũng cho rằng những tội ác như hành động tấn công tình dục là một phần không thể tránh khỏi của chiến tranh .
Một phụ nữ Berlin, Elizabeth Shmeer, cho biết:
Đức quốc xã nói rằng nếu người Nga đến đây, họ sẽ tàn phá và hãm hiếp khủng khiếp. Nhưng thực tế sau đó rất khác: dù là những người bại trận, quân đội Đức đã gây ra rất nhiều đau khổ cho nước Nga, nhưng những người chiến thắng đã cho chúng tôi thực phẩm còn nhiều hơn những gì chính quyền cũ phân phát. Đối với chúng tôi điều đó rất khó hiểu. Một cách cư xử nhân đạo như vậy dường như chỉ người Nga làm được.

### Mỹ
Nhiều trận ném bom rải thảm của không quân Mỹ đánh thẳng vào các thành phố đông dân cư đã khiến cho hàng trăm nghìn thường dân Đức và Nhật bị thiệt mạng. Nhiều thành phố đông dân ở Đức, Nhật bị máy bay ném bom của Mỹ phá hủy gần như hoàn toàn. Riêng trong một trận oanh tạc thành phố Dresden, có tới vài chục ngàn dân thường Đức thiệt mạng. Các vụ ném bom Tokyo cũng khiến ít nhất 100.000 thường dân Nhật Bản thiệt mạng.
Đặc biệt, Mỹ đã để lại một dấu ấn kinh hoàng cho cả thế giới cho tới ngày hôm nay. Đó là vụ ném bom nguyên tử xuống Hiroshima và Nagasaki lúc chiến tranh gần kết thúc. Theo lệnh của Tổng thống Harry S Truman, ngày 6 tháng 8 năm 1945, quả bom nguyên tử thứ nhất mang tên "Little Boy" đã được thả xuống thành phố Hiroshima, Nhật Bản. Sau đó 3 hôm, ngày 9 tháng 8 năm 1945, quả bom thứ hai mang tên "Fat Man" đã phát nổ trên bầu trời thành phố Nagasaki.
Các số liệu khác nhau bởi được thống kê vào các thời điểm khác nhau. Rất nhiều nạn nhân chết sau nhiều tháng, thậm chí nhiều năm bởi hậu quả của phóng xạ. Theo ước tính, 140.000 người dân Hiroshima đã chết bởi vụ nổ cũng như bởi hậu quả của nó. Số người thiệt mạng ở Nagasaki là 74.000. Ở cả hai thành phố, phần lớn người chết là thường dân.
Các công dân của các nước Đồng Minh cũng phải chịu đau khổ trong các trường hợp họ là con cháu của những người đến từ các nước phe Trục. Điển hình là việc 120.000 người Mỹ gốc Nhật đã bị chính phủ Mỹ ra lệnh niêm phong tài sản và bị giam giữ ở các trại tập trung giữa sa mạc trong thời kỳ chiến tranh (từ 1942 tới 1945), với lý do để đề phòng nguy cơ gián điệp.
Theo J. Robert Lilly thì khi tiến quân vào Đức, binh lính Mỹ cũng đã nhiều lần hãm hiếp những người phụ nữ địa phương. Ông ước tính số vụ hãm hiếp của binh lính Mỹ tại Đức là 11.000 vụ . Carol Huntington thì lại cho rằng đa số những vụ tấn công tình dục của lính Mỹ đối với phụ nữ Đức có vẻ giống hành vi mua dâm hơn là cưỡng hiếp, ông cũng ghi nhận nhiều trường hợp những phụ nữ Đức quan hệ tình dục với người lính Mỹ để được họ phân phát cho đồ ăn hoặc tiền mặt.

### Anh
Vương quốc Liên hiệp Anh và Bắc Ireland đã bị thất bại nặng nề trong cuộc chiến với quân đội Nhật Bản tại Trận Singapore năm 1942, quân Nhật cũng đang tiến hành xâm lược Miến Điện thuộc Anh trong năm đó. Giới chức Anh sợ rằng một cuộc xâm lược Ấn Độ thuộc Anh tiếp theo của Nhật Bản có thể thực hiện bằng cách thích hợp thông qua lối Bengal (xem British Raj), và các biện pháp khẩn cấp đã được áp dụng để tích trữ lương thực cho lính Anh, bao gồm cả việc giành lấy lương thực của nhân dân Ấn Độ. Hậu quả là Nạn đói Bengal năm 1943 thảm khốc năm 1943 khiến 5 triệu người Ấn Độ thiệt mạng.
Dấu ấn kinh hoàng về nạn đói này cũng khiến tinh thần phản kháng của người dân Ấn Độ chống sự cai trị của thực dân Anh ngày càng dâng cao, góp phần buộc Anh phải trao trả độc lập cho Ấn Độ vào năm 1947.

### Trung Quốc
Ví dụ về các tội ác chiến tranh của các lực lượng Trung Quốc bao gồm:
- Vào năm 1937 gần Thượng Hải, vụ giết hại, tra tấn và tấn công tù binh Nhật Bản và các thường dân Trung Quốc bị cáo buộc hợp tác với Nhật, được ghi lại trong tấm ảnh được chụp bởi doanh nhân Thụy Sĩ Tom Simmen.[234] (Năm 1996, con trai của Simmen phát hiện hình ảnh, hiển thị những người lính Trung Hoa Quốc Dân Đảng đã hành quyết dân chúng và binh lính Nhật bằng cách chém đầu và xử bắn, cũng như tra tấn công khai)[cần dẫn nguồn]
- Cuộc nổi loạn Tungchow tháng 8 năm 1937, lính Trung Quốc tuyển mộ bởi chính Nhật Bản đã nổi loạn và chuyển vào bên trong Tongzhou, Bắc Kinh, trước khi tấn công thường dân Nhật Bản và giết chết 280 người.[cần dẫn nguồn]
- Quân Quốc Dân đảng ở tỉnh Hồ Bắc, vào tháng 5 năm 1943, ra lệnh cho toàn bộ thị trấn chuyển đi và sau đó "cướp bóc" của cải còn lại, bất kỳ dân thường đã từ chối hoặc không chuyển đi, đều bị sát hại.[cần dẫn nguồn]

### Nhật
Trong khi Holocaust do Đức gây ra rất có tổ chức và được nhiều người biết đến, số người bị giết có thể sánh được với số thường dân bị lực lượng Nhật tàn sát tại Trung Quốc. Tương tự như cách nhìn của Đức đối với các dân tộc sống ở vùng Đông Âu, người Nhật xem người Trung Quốc và Đông Nam Á là "mọi rợ" và giới lãnh đạo chẳng những xem các tội ác chiến tranh là lẽ thường mà còn khuyến khích việc đó. Một trong những tội ác tàn bạo nhất của quân Nhật trong cuộc chiến với Trung Quốc là vụ Thảm sát Nam Kinh vào năm 1937 trong đó có khoảng 50.000- 300.000 thường dân Trung Quốc đã bị hãm hiếp và giết hại.
Các ước tính số người bị chết do các hành vi này còn rất thiếu chính xác, nhưng có thể cao hơn 10 triệu, cộng thêm một số lượng lớn phụ nữ bị hãm hiếp có thể nhiều hơn các thống kê hiện tại. Một số khu vực dưới sự kiểm soát của Nhật bị nạn đói thảm khốc do quân Nhật cướp lương thực của người bản địa để chuyển về Nhật (do nước Nhật vào cuối chiến tranh đã lâm vào tình trạng thiếu lương thực), như Nạn đói năm Ất Dậu 1945 tại miền Bắc Việt Nam.

## Kết quả
Hậu quả trực tiếp của chiến tranh này là sự chiến thắng của phía Đồng Minh. Mỗi nước trong phe Trục đều phải đầu hàng vô điều kiện. Đức bị các lực lượng từ Mỹ, Anh, Liên Xô và Pháp chiếm đóng, trong khi Áo bị chia cắt từ Đức và cũng bị chiếm đóng một cách tương tự. Nhật bị quân Mỹ chiếm đóng trong khi Liên Xô chiếm đóng các nước Đông Âu.

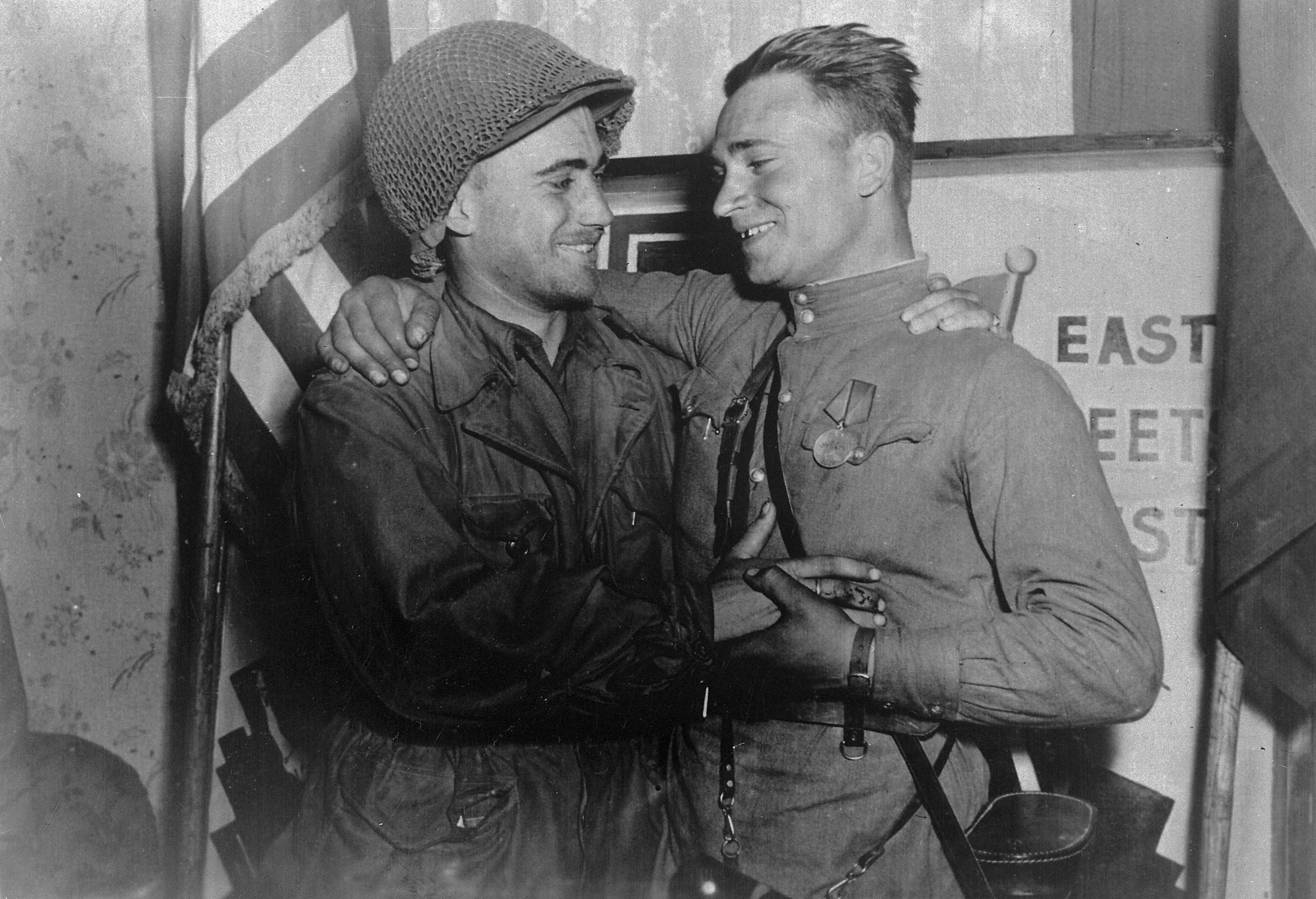
Quân Mỹ và Liên Xô gặp nhau tại Torgau bên bờ sông Elbe

Trái với Chiến tranh thế giới thứ nhất, khi các giới hạn làm suy yếu các nước và các nước thua cuộc bị ngăn chặn việc tái hội nhập cộng đồng quốc tế, các nước thua cuộc đã được cung cấp viện trợ để phục hồi và hội nhập cộng đồng thế giới như các quốc gia hoà bình khác. Vì lẽ đó, Đức và Nhật đã trở thành hai nước quan trọng và có nhiều ảnh hưởng mà không cần phải khiêu chiến.
Sự thất bại của Hội Quốc Liên trong việc ngăn chặn chiến tranh đã dẫn đến việc thành lập Liên Hiệp Quốc, một tổ chức quốc tế mới và có nhiều sửa đổi, cho đến nay vẫn là tổ chức quan trọng nhất trong việc thúc đẩy hoà bình và hợp tác.

### Số người chết

#### Tại châu Âu
Thống kê năm 1965 của Liên Hợp Quốc cho biết chỉ riêng số người thiệt mạng do chiến tranh ở châu Âu đã lên đến 49.257.000 người. Những nước chịu thiệt hại lớn nhất gồm:
- Liên Xô: 21.000.000 người (theo tài liệu nghiên cứu của Krivosheev năm 2005, con số này có thể lên tới 26.600.000 người, bao gồm 8,7 triệu quân nhân và hơn 18 triệu thường dân[235])
- Đức: 9.700.000 người (theo tài liệu nghiên cứu năm 2000 của tiến sĩ Rüdiger Overmans, con số này bao gồm 5.300.000 quân nhân, 3.170.000 thường dân và 1.400.000 người Đức ở các quốc gia khác)
- Ba Lan: 6.028.000 người (theo tài liệu của Viện IPN - Ba Lan năm 2000, con số này là 5.600.000 đến 5.800.000 người, trong đó có khoảng 3.000.000 người Do Thái)
- Nam Tư: 1.600.000 người
- Pháp: 620.000 người
- Italia: 890.000 người [236]
- Tiệp Khắc: 364.000 người
- Hoa Kỳ: 325.000 người
- Anh: 320.000 người.

#### Tại châu Á - Thái Bình Dương
- Hoa Kỳ: khoảng 300.000 người
- Nhật Bản: khoảng 2.200.000 người
- Trung Quốc: ước tính 15-20.000.000 người[237]
- Hai miền Triều Tiên: khoảng 1.000.000 người
- Ấn Độ: 2.587.000 người, chưa kể 5 triệu người chết do Nạn đói Bengal năm 1943
- Việt Nam: gần 2.000.000 người (chủ yếu do Nạn đói năm Ất Dậu, năm 1944-1945)
- Indonesia: khoảng 3.000.000 đến 4.000.000 người

### Hậu quả lâu dài
Chiến tranh thế giới thứ II làm thay đổi căn bản tư duy chính trị quốc tế của các cường quốc trên thế giới. Sau cuộc chiến này, nhiều quốc gia từ bỏ tư duy bá quyền, dùng sức mạnh để xâm chiếm lãnh thổ của quốc gia khác. Quan hệ quốc tế từ dựa trên sức mạnh, "cá lớn nuốt cá bé", chuyển sang quan hệ bình đẳng, cùng tồn tại hòa bình. Đồng thời ngay sau chiến tranh, phe Đồng Minh đã bị rạn nứt khi có xung đột về hệ tư tưởng. Mỗi phía đã giành một khu vực khác nhau trong các lãnh thổ phe Trục. Tại châu Âu, mỗi phía liên minh với nhau trong khu vực ảnh hưởng. Về phía tây, các nước Mỹ, Anh và Pháp đã lập ra Liên minh Bắc Đại Tây Dương (NATO). Về phía đông, Liên Xô lập ra liên minh với các nước Đông Âu khác bằng Hiệp ước Warszawa. Xung đột giữa hai phe sau này là một trong những hậu quả của cuộc chiến tranh thế giới thứ hai.
Khắp mọi nơi, các phong trào chống thực dân phát triển mạnh hơn khi chiến tranh kết thúc. Điều này xuất phát từ hệ quả của Chiến tranh thế giới thứ hai:
- Những thiệt hại của các cường quốc châu Âu trong cuộc chiến này khiến họ mất đi rất nhiều năng lực quân sự và kinh tế khả dĩ có thể duy trì hệ thống thuộc địa. Trong khi đó các dân tộc thuộc địa đã chống lại một cách sống còn, quyết không nhân nhượng (như trường hợp Việt Nam, Algérie).[cần dẫn nguồn]
- Thời kỳ bị Đức chiếm đóng đã gây nên tác động sâu sắc đến tâm lý các dân tộc châu Âu. Họ biết đến mất mát của chiến tranh và nỗi khổ đau khi phải chịu ách thống trị. Điều này ít nhiều đã ảnh hưởng đến quyết tâm muốn trở lại cai trị các dân tộc thuộc địa của họ. Đồng thời họ cũng nhận thức rằng sự tồn tại của chủ nghĩa thực dân và tư duy bá quyền trong quan hệ chính trị quốc tế chính là một trong những nguyên nhân dẫn đến cuộc chiến này. Các nước Đồng Minh đã ký Hiến chương Đại Tây Dương cam kết giải phóng cho các thuộc địa và giải trừ quân bị sau khi thế chiến thứ II kết thúc nhằm xây dựng một thế giới mới tốt đẹp hơn và tránh lặp lại những cuộc chiến tương tự trong tương lai.[cần dẫn nguồn]
- Các cuộc chiếm đóng của Đức Quốc xã ở Bắc Phi và Nhật Bản ở châu Á đã tàn phá uy tín của Anh, Pháp, Hà Lan đối với hệ thống thuộc địa của họ. Các dân tộc thuộc địa đã nhận thức được rằng những cường quốc cai trị mình vẫn có thể bị đánh bại.[cần dẫn nguồn]
- Sự trỗi dậy của Mỹ và việc mở rộng ảnh hưởng của Liên Xô cũng tạo ra sự ủng hộ cho phong trào giải phóng dân tộc vì hai nước này muốn xóa bỏ chủ nghĩa thực dân, thiết lập một trật tự thế giới mới, lôi kéo các nước thuộc địa mới giành được độc lập trở thành đồng minh, thâm nhập thị trường và khai thác tài nguyên tại các nước từng là thuộc địa. Các đế quốc tại Tây Âu phải phụ thuộc vào viện trợ Mỹ để tái thiết nên chịu áp lực chính trị của Mỹ phải phóng các thuộc địa. Hơn nữa Mỹ và Liên Xô đều hình thành dựa trên hệ tư tưởng chống chủ nghĩa thực dân. Mỹ từng là thuộc địa của Anh và đã chiến đấu để giành độc lập còn Liên Xô là liên minh các quốc gia từng là các tỉnh, các chư hầu của Đế quốc Nga đã giành độc lập sau khi chế độ Sa hoàng sụp đổ.[cần dẫn nguồn]
- Phong trào giải phóng dân tộc xảy đến là sự tất yếu. Những điều kiện vào cuối cuộc Thế chiến thật sự là cơ hội lớn cho các nước thuộc địa.[cần dẫn nguồn]

Một vài cuộc xung đột đã trở thành chiến trường cho các cường quốc trong Chiến tranh Lạnh, thậm chí có nhiều cuộc đã xảy ra trước khi Chiến tranh Lạnh bắt đầu. Hai nước Anh và Pháp đã phải từ bỏ phần lớn các thuộc địa sau chiến tranh. Ấn Độ giành được độc lập từ Anh và Philippines giành độc lập từ Mỹ. Tại Đông Dương và nhiều thuộc địa tại châu Phi, các lực lượng kháng chiến phải chiến đấu mới giành được độc lập từ Anh, Pháp, Hà Lan.
Một quốc gia quan trọng đã xuất hiện là Israel. Sau cuộc thảm sát Holocaust, dân Do Thái trên thế giới rất khao khát có được một quốc gia riêng. Nhiều người Do Thái đã có kinh nghiệm chiến đấu trong chiến tranh (họ là cựu quân nhân Mỹ, Anh, Liên Xô), đây là điều thuận lợi khi quốc gia này luôn phải đương đầu để được độc lập và tồn tại.

## Các nước tham chiến và hậu quả

### Sự đóng góp của các quốc gia
Quân số và sản lượng vũ khí của các nước tham chiến: (Thống kê hiện tại vẫn chưa đầy đủ)
| Quốc gia                                                       | Xe tăng, pháo tự hành | Xe thiết giáp   | xe vận tải | Đại bác    | Súng cối | Súng máy                                     | Quân số                                        |
| -------------------------------------------------------------- | --------------------- | --------------- | ---------- | ---------- | -------- | -------------------------------------------- | ---------------------------------------------- |
| Đế chế Anh và các thuộc địa (Ấn Độ, Úc, Miến Điện, Ireland...) | 47.862                | 47.420          | 1.475.521  | 226.113    | 239.540  | 1.090.410                                    | 14.247.343 (gồm 7.602.718 người Anh)           |
| Hoa Kỳ                                                         | 108.410               | Không rõ        | 2.382.311  | 257.390    | 105.055  | 2.679.840                                    | 16.100.000                                     |
| Liên Xô                                                        | 119.769               | Không rõ        | 197.100    | 516.648    | 200.300  | 7.477.400                                    | 34.401.807                                     |
| Pháp                                                           | Vài trăm              | Vài trăm        | Vài nghìn  | Không rõ   | Không rõ | Không rõ                                     | Gần 2,5 triệu (phần lớn đầu hàng từ giữa 1940) |
| Trung Quốc                                                     | 0                     | 0               | 0          | Không rõ   | Không rõ | Không rõ                                     | Gần 10 triệu                                   |
| Các nước khác                                                  |                       |                 |            |            |          |                                              | Vài trăm nghìn                                 |
| Tổng số của Đồng Minh                                          | 270.041+              | Hàng trăm nghìn | 4.054.932+ | 1.000.151+ | 544.895+ | 11.247.650+                                  | Khoảng 80 triệu                                |
|                                                                |                       |                 |            |            |          |                                              |                                                |
| Đức và các vùng Đức chiếm đóng                                 | 67.429                | 345.914         | 159.147    | 73.484     | 674.280  | 1.000.730 (chưa kể 1,5 triệu súng tiểu liên) | 21.449.535                                     |
| Hungary                                                        | 908                   |                 |            | 447        | Không rõ | 4.583                                        | Không rõ                                       |
| Romania                                                        | 91                    | 251             | Không rõ   | 2.800      | Không rõ | 10.000                                       | Không rõ                                       |
| Italia                                                         | 3.368                 | Không rõ        | 83.000     | 7.200      | 22.000   | Không rõ                                     | 4.065.000 (phần lớn đã đầu hàng từ giữa 1943)  |
| Nhật Bản và các vùng Nhật chiếm đóng                           | 4.524                 | Không rõ        | 165.945    | 13.350     | 29.000   | 380.000                                      | Khoảng 9 triệu                                 |
| Các nước khác                                                  |                       |                 |            |            |          |                                              | Không rõ                                       |
| Tổng số của Phe Trục                                           | 76.320+               | 346.165+        | 408.092+   | 97.281+    | 725.280+ | 2.895.313+                                   | Khoảng 35 triệu                                |

Xét về sản lượng vũ khí, Liên Xô là nước sản xuất nhiều vũ khí lục quân nhất trong thế chiến 2 (bao gồm xe tăng, đại bác, súng cối, súng máy, đạn pháo...), còn Mỹ là nước sản xuất nhiều máy bay và tàu chiến nhất trong Thế chiến 2.
Xét về nhân lực, Liên Xô là nước có đóng góp lớn nhất, chiếm gần 50% quân số của toàn bộ khối Đồng minh. Trong toàn cuộc chiến, Liên Xô huy động được 34,4 triệu quân nhân, số quân này còn lớn hơn tổng quân số của cả khối phát xít cộng lại. Trong khi đó, Mỹ huy động 12,4 triệu quân nhân, Vương quốc Anh (và các thuộc địa của Anh) huy động 14,25 triệu quân nhân, Trung Quốc huy động gần 10 triệu quân nhân.
Số sư đoàn của những nước tham chiến:
| Quốc gia | 1939 | 1940 | 1941 | 1942 | 1943 | 1944 | 1945 | Kết thúc chiến tranh |
| -------- | ---- | ---- | ---- | ---- | ---- | ---- | ---- | -------------------- |
| Pháp     | 86   | 105  | 0    | 0    | 5    | 7    | 14   | 14                   |
| Đức      | 78   | 189  | 235  | 261  | 327  | 347  | 319  | 375                  |
| Anh      | 9    | 34   | 35   | 38   | 39   | 37   | 31   | 31                   |
| Ý        | 6    | 73   | 64   | 89   | 86   | 2    | 9    | 10                   |
| Ba Lan   | 43   | 2    | 2    | 2    | 2    | 5    | 5    | 5                    |
| Romania  | 11   | 28   | 33   | 31   | 33   | 32   | 24   | 24                   |
| Liên Xô  | 194  | 200  | 220  | 250  | 350  | 400  | 488  | 491                  |
| Mỹ       | 8    | 24   | 39   | 76   | 95   | 94   | 94   | 94                   |

Số sư đoàn của Đức đóng tại các mặt trận:
| Mặt trận           | Đầu 1941 | 6/1942 | 6/1943 | 6/1944 |
| ------------------ | -------- | ------ | ------ | ------ |
| Liên Xô            | 34       | 171    | 179    | 157    |
| Pháp, Bỉ và Hà Lan | 38       | 27     | 42     | 56     |
| Na Uy, Phần Lan    | 13       | 16     | 16     | 16     |
| Vùng Balkans       | 7        | 8      | 17     | 20     |
| Italy              | 0        | 0      | 0      | 22     |
| Đan Mạch           | 1        | 1      | 2      | 3      |
| Bắc Phi            | 2        | 3      | 0      | 0      |

Trong giai đoạn 1941-1943, hầu hết các sư đoàn Đức được bố trí tại mặt trận Liên Xô. Từ giữa năm 1943, khi quân Anh-Mỹ đổ bộ lên Ý và sau đó là Pháp, quân Đức phải chia bớt lực lượng cho mặt trận Tây Âu, nhưng vẫn bố trí 2/3 số sư đoàn tại mặt trận Liên Xô.

### Khối Đồng Minh
Ở mặt trận châu Âu, nước Đồng Minh tham chiến chủ yếu là Liên Xô, nơi mà phe Trục tập trung 80% binh lực cho mặt trận này. Từ tháng 7 năm 1944, quân Mỹ-Anh đổ bộ lên Tây Âu, mở mặt trận thứ 2 ở phía Tây Âu, nhưng phe Trục cũng chỉ dành ra 1/3 lực lượng để tác chiến ở mặt trận này. Ngoài ra, so với Liên Xô, Mỹ-Anh có điểm thuận lợi hơn: lãnh thổ của họ không bị lục quân đối phương tấn công (do được ngăn cách với Đức bởi đại dương), nên họ có thể sản xuất vũ khí một cách tương đối an toàn, trong khi Liên Xô phải sơ tán hàng loạt nhà máy ngay từ đầu chiến tranh để tránh lọt vào tay quân Đức. Như vậy, trong các nước Đồng Minh, Liên Xô phải gánh chịu áp lực chiến tranh nặng nề nhất.
Nước Anh thì không bị lực lượng trên bộ của Đức tấn công, nhưng đây là một quốc đảo có diện tích nhỏ, phụ thuộc phần lớn vào tài nguyên được chở đến bằng đường biển, nhưng đường biển lại thường xuyên bị tàu ngầm Đức đánh phá. Ngoài ra, quy mô nền công nghiệp và tiềm lực dân số của Anh đều nhỏ hơn so với Mỹ và Liên Xô. Trung Quốc cũng là một nước đồng minh quan trọng, có dân số và diện tích rất lớn, nhưng khi đó nước này vẫn còn đang trong tình trạng lạc hậu, quy mô công nghiệp nhỏ, sản lượng vũ khí thấp. Nhiều lãnh thổ và thành phố quan trọng của Trung Quốc cũng đã bị Nhật đánh chiếm.
Trong 3 nước Đồng Minh chủ chốt (Mỹ, Anh, Liên Xô), chỉ đó Mỹ là có lãnh thổ an toàn bởi nằm cách xa chiến trường, không hề bị đối phương đánh phá. Mỹ cũng không phải huy động hầu hết nam giới ra mặt trận như Anh và Liên Xô. Vì vậy, Mỹ có thể rảnh tay sản xuất vũ khí trong những điều kiện thuận lợi hơn rất nhiều các nước đồng minh khác. Để giảm bớt gánh nặng cho đồng minh, Mỹ thực hiện chương trình "Lend-lease" ("cho vay - cho thuê"). Đúng như tên gọi của chương trình này, đây không phải là viện trợ miễn phí, mà thực tế là Mỹ sẽ chuyển hàng hóa cho các nước đồng minh, đổi lại thì các nước này sẽ cho phép quân đội Mỹ đóng quân tại các căn cứ quân sự, hải cảng chủ chốt nằm trên lãnh thổ của các nước Đồng Minh, và phải trả nợ cho Mỹ sau khi chiến tranh kết thúc. Trong chương trình này, lượng hàng hóa trị giá 50,1 tỷ USD (tương đương 543 tỷ đô la thời giá năm 2016, hoặc 11% ngân sách chiến tranh của Mỹ trong thế chiến 2) đã được cung cấp cho các nước đồng minh. Trong số đó, 31,4 tỷ đôla đã được chuyển cho Liên hiệp Vương quốc Anh, 11 tỷ đôla cho Liên Xô, 3,2 tỷ đôla cho Pháp, 1,63 tỷ đôla cho Trung Quốc và 2,6 tỷ đô la còn lại cho các đồng minh khác. Tuy nhiên, Hoa Kỳ cũng nhận được "Lend-lease ngược", tức là việc các nước đồng minh cung cấp thiết bị, tài nguyên và dịch vụ cho Hoa Kỳ. Gần 8 tỷ đôla (tương đương với 124 tỷ đôla ngày nay) những hàng hóa gồm vật liệu chiến tranh, tài nguyên thiên nhiên đã được cung cấp cho các lực lượng Hoa Kỳ bởi các nước đồng minh, 90% số tiền này đến từ Liên hiệp Vương quốc Anh. Ngoài ra, thông qua "Lend-lease", Mỹ còn thu được những lợi ích khác không thể tính bằng tiền: nước Anh phải trao cho Mỹ một số lãnh thổ thuộc địa, các nước đồng minh phải chuyển giao cho Mỹ một số công nghệ mật như radar, ngư lôi, máy giải mật mã, phi cơ, công nghệ hạt nhân... Liên Xô cũng đã cung cấp 300.000 tấn crôm và 32.000 tấn quặng mangan, cũng như nhiều chuyến tàu chở gỗ, vàng và bạch kim cho Hoa Kỳ. Trong chiến tranh, Liên Xô đã cung cấp một số lượng lớn các lô hàng khoáng sản quý hiếm (vàng và bạch kim) cho Kho bạc Hoa Kỳ như một hình thức trả nợ không dùng tiền mặt cho Lend-lease.
Trong quá trình chiến tranh, Liên Xô đã nhận được khoảng 17,5 triệu tấn hàng hóa của Mỹ-Anh (trong đó bao gồm 4.478.116 tấn thực phẩm (thịt đóng hộp, đường, bột, muối, v.v.) và 2.670.371 tấn sản phẩm xăng dầu), tương đương 11 tỷ USD (thời giá 1941-1945). Tính theo năm: 1941: 360.800 tấn, 1942: 2.453.000 tấn, 1943: 4.795.000 tấn, 1944: 6.218.000 tấn, 1945: 3.674.000 tấn. 
Một số quan điểm cho rằng Phương Tây đã thổi phồng quá mức vai trò của khoản viện trợ cho Liên Xô. Tổng giá trị viện trợ chỉ bằng 4% tổng lượng sản xuất của Liên Xô trong những năm chiến tranh (trong khi Liên Xô phải chống đỡ 70% binh lực của Đức và chư hầu). Do vậy, những quan điểm này cho rằng viện trợ lend-lease đóng góp không đáng kể vào chiến thắng của các lực lượng vũ trang Xô viết. Ngoài ra, viện trợ trong năm 1941 (khi Liên Xô đang cần nhất) lại khá nhỏ giọt, trong khi tới 56,5% giá trị viện trợ lend-lease chỉ đến Liên Xô vào năm cuối cùng của cuộc chiến tranh (từ tháng 1 năm 1944 tới tháng 5 năm 1945), khi đó mức sản xuất của Liên Xô đã vượt xa Đức nhiều lần.
Nhà ngoại giao Vyacheslav Molotov tuyên bố năm 1945 rằng "đất nước ta đã cung cấp tất cả các yếu tố cần thiết cho quân đội anh hùng của chúng ta". Các nhà sử học khác như Roger Munting đã lập luận rằng sự viện trợ của Đồng minh (Lend-Lease) không bao giờ chiếm hơn 4% sản lượng công nghiệp thời chiến của Liên Xô Các số liệu cho thấy vũ khí Lend-Lease chỉ cung cấp một đóng góp nhỏ cho nỗ lực chiến tranh của Liên Xô (chiếm chưa đầy 2% pháo binh, 12% số máy bay, 10% số xe tăng mà Liên Xô sử dụng)
Harry Lloyd Hopkins, cố vấn của Tổng thống Roosevelt, nhận định: “Chúng tôi chưa bao giờ cho rằng sự giúp đỡ của chúng ta dưới hình thức lend-lease là yếu tố chính trong thắng lợi của Liên Xô trước Hitler ở mặt trận phía đông. Chiến thắng đó đạt được bằng sự dũng cảm và máu của quân đội Nga”. Nhà sử học Mỹ George C. Herring thẳng thắn hơn: “Lend-lease không phải là hành động vô tư. Đây là một hành động có tính toán, vị kỷ và người Mỹ luôn hình dung rõ ràng những món lợi mà họ có thể thu được từ hành động đó”. Tổng thống Mỹ Franklin D. Roosevelt đã khẳng định rằng việc giúp đỡ Liên Xô cũng chính là vì lợi ích của Mỹ, bởi nếu Liên Xô thất bại thì chính Mỹ sẽ là mục tiêu kế tiếp, Roosevelt so sánh rằng "một vòi cứu hỏa nên được trao cho một người hàng xóm để ngăn chặn lửa cháy lan đến nhà riêng của chính mình". Trong và sau chiến tranh, Liên Xô đã phải trả nợ (tính kèm lãi suất) cho những hàng hóa, vũ khí mà Mỹ đã viện trợ cho họ, hình thức trả nợ gồm nhiều tàu chở kim loại quý như bạch kim trị giá hàng tỷ USD. Mỹ là nước duy nhất trong khối Đồng minh hầu như không bị tàn phá mà còn thu được những nguồn lợi kinh tế khổng lồ từ cuộc chiến tranh.
Một số ý kiến khác lại cho rằng Lend-Lease thực sự quan trọng trong chiến thắng của Liên Xô. Vào thời đó việc vận tải của Liên Xô phụ thuộc rất nhiều vào đường sắt, nhưng Liên Xô đã chấm dứt sản xuất các thiết bị đường sắt kể từ năm 1941 để chuyển sang sản xuất xe tăng. Lend-Lease đã cung cấp 92% tổng số các thiết bị đường sắt cho Liên Xô bao gồm 1.911 đầu máy xe lửa và 11.225 toa tàu lửa. Khoảng 400 ngàn xe vận tải được Mỹ cung cấp cho Liên Xô, bao gồm cả những dòng xe như Dodge hay Studebaker. Vào năm 1945, gần 1/3 số xe tải vận tải của quân Liên Xô được sản xuất ở Mỹ.. Các nước Đồng minh cũng đã cung cấp 2,586 triệu tấn nhiên liệu máy bay cho không quân Liên Xô, gấp 1,4 lần so với lượng nhiên liệu máy bay mà Liên Xô tự sản xuất. Alexander Pokryshkin (một trong những phi công chiến đấu xuất sắc nhất của không quân Liên Xô) đã có tổng cộng 65 lần bắn hạ máy bay địch, 47 lần trong số đó là với loại Bell P-39 Airacobras do Mỹ cung cấp. Mỹ còn viện trợ một số lượng lớn các phương tiện liên lạc, thức ăn đóng hộp và quần áo cho Liên Xô trong cuộc chiến. Joseph Stalin tại hội nghị Tehran đã công nhận: "Nếu không có nền công nghiệp sản xuất của Mỹ, phe Đồng minh có lẽ sẽ không bao giờ thắng được cuộc chiến này". Nguyên soái Liên Xô Georgi Konstantinovich Zhukov trả lời trong một cuộc phỏng vấn năm 1963 rằng: "...chúng ta không thể phủ nhận được rằng người Mỹ đã cung cấp cho chúng tôi những thứ thiết yếu [thông qua Lend-Lease]", ông cho rằng khoản viện trợ Lend-Lease là một bước ngoặt trong Thế chiến 2.. Lãnh đạo Liên Xô Nikita Khrushchev viết trong hồi ký: "Stalin đã nói thẳng thừng rằng nếu Hoa Kỳ không giúp đỡ chúng ta [Liên Xô], chúng ta sẽ không thể giành được chiến thắng [...] ". Theo nhà sử học Nga Boris Vadimovich Sokolov, người đã sống 30 năm dưới thời Xô viết, Lend-Lease đã đóng một vai trò rất quan trọng, thậm chí là quyết định trong chiến thắng của Hồng quân Trong cuộc chiến tranh, chính phủ Liên Xô đã cố gắng hạ thấp vai trò của các khoản viện trợ nước ngoài, điều này khiến Đại sứ Mỹ tại Liên Xô lúc đó là William Standley tức giận: "Rõ ràng là họ muốn người dân tin rằng Hồng quân đang chiến đấu một mình trong cuộc chiến này". Cơ quan kiểm duyệt của Nga sau đó đã cho phép phát biểu này của Standley được đăng lên các tờ báo trong cả nước
Một số sử gia khác thì dung hòa 2 quan điểm trên, theo đó "lend - lease" không phải là quan trọng sống còn với Liên Xô, nhưng cũng không phải là vô ích. Một số sử gia như M. Harison tin rằng nếu không có "lend - lease", Liên Xô vẫn sẽ chiến thắng, bởi thực tế hầu hết vũ khí của Liên Xô là do họ tự sản xuất (vũ khí "lend - lease" chỉ chiếm khoảng 4% số vũ khí mà Liên Xô sử dụng), tuy nhiên chiến thắng của Liên Xô sẽ đến chậm hơn vài tháng (là quãng thời gian để sản xuất thêm 4% số vũ khí đó). Ngược lại, nếu không có sự tham gia của Liên Xô (chống đỡ 70% lực lượng Đức và chư hầu) thì các nước Đồng Minh còn lại cũng sẽ rất khó có thể đánh bại được khối Phát xít ở châu Âu. Chuyên gia quân sự Nga Andrey Chaplygin tin rằng Liên Xô vẫn sẽ chiến thắng trong cuộc thế chiến dù không có lend - lease, nhưng chương trình này cũng giúp Liên Xô giảm thiểu tổn thất trên con đường đi đến Chiến thắng. Còn đối với Mỹ thì lend-lease trước hết, như chính Tổng thống Mỹ Franklin D. Roosevelt đã từng nói: “Đó là một khoản đầu tư sinh lời”.
Một chuyên gia Nga đã nói: "Chúng ta đã hy sinh hàng triệu người (để góp phần cho chiến thắng của Đồng Minh), và họ (Mỹ) muốn chúng ta phải cúi rạp trước mặt họ chỉ vì họ gửi thịt đóng hộp cho chúng ta sao. Một kẻ thực dụng có bao giờ làm bất cứ điều gì mà không đem lại lợi ích cho ông ta? Đừng nói với tôi rằng Lend - lease là một khoản tiền từ thiện". Sau chiến tranh, Mỹ đã yêu cầu Liên Xô trả khoản nợ 1,3 tỷ USD còn lại từ chương trình Lend-Lease, nhưng chính phủ Liên Xô cho biết họ chỉ có thể trả 170 triệu USD. Chính phủ Hoa Kỳ không chấp nhận điều kiện này, dẫn đến các cuộc đàm phán vào năm 1972 và kết quả đã đi tới một thỏa thuận giữa 2 nước, theo đó Liên Xô có nghĩa vụ phải trả đủ 722 triệu USD cho Mỹ cho đến năm 2001. Năm 1990, Mỹ và Liên Xô trở lại đàm phán. Hai bên đã đi đến quyết định rằng đến năm 2030, Liên Xô sẽ trả đủ cho Mỹ khoản tiền là 674 triệu USD. Tuy vậy chỉ 1 năm sau, Liên Xô sụp đổ. Vào năm 1993, chính phủ Nga đã tuyên bố họ sẽ kế thừa các khoản nợ của Liên Xô và sẽ sớm thanh toán khoản nợ cho tất cả số hàng hóa mà Liên Xô đã nhận được theo dự luật Lend-Lease.
Cùng với việc nhận hàng lend-lease từ các nước đồng minh, Liên Xô cũng viện trợ ngược cho các nước này. Trong các năm chiến tranh, các nước đồng minh cũng đã nhận từ Liên Xô 300.000 tấn quặng crom, mangan, gỗ, vàng và bạch kim. Liên Xô đã cung cấp một số lượng không rõ các lô hàng khoáng sản quý hiếm cho Hoa Kỳ như một hình thức chi trả cho các chuyến hàng lend-lease do Mỹ cung cấp, điều này đã được thỏa thuận trước khi ký kết nghị định thư đầu tiên vào ngày 1 tháng 10 năm 1941. Một số trong những lô hàng này đã bị phát hiện bởi người Đức. Vào tháng 5 năm 1942, tàu HMS Edinburgh bị chìm trong khi mang theo 4,5 tấn vàng của Liên Xô chở đến cho Hoa Kỳ. Vào tháng 6 năm 1942, tàu SS Port Nicholson bị chìm trên đường từ Halifax, Nova Scotia đến New York, trên tàu chở rất nhiều bạch kim, vàng và kim cương công nghiệp của Liên Xô, xác tàu được phát hiện năm 2008.

### Phe Trục
Ở châu Âu, cường quốc phe Trục tham chiến chủ yếu là Đức. Đức Quốc xã nhận được sự hỗ trợ từ 9 nước đồng minh tại châu Âu (phát xít Ý, Romania, Bulgaria, Hungary, Phần Lan, Slovakia, Croatia, Vichy Pháp, Tây Ban Nha) và một số vùng lãnh thổ chiếm đóng, 9 nước này đã cung cấp cho Đức khoảng 20% quân số, 1/3 số lao động và hơn một nửa lượng nguyên vật liệu để sản xuất vũ khí. Trên thực tế, Đức Quốc xã không tham chiến riêng lẻ mà đã huy động nguồn nhân lực, toàn bộ các kho vũ khí, dự trữ kim loại, các nguyên liệu chiến lược, huy động gần như toàn bộ nền công nghiệp quân sự của toàn Tây Âu và Trung Âu vào cuộc chiến, trong đó 75% binh lực được dùng để chống Liên Xô Nếu không có sự trợ giúp của 9 nước này, Đức Quốc xã sẽ không thể có đủ nhân lực và tài nguyên để tiến hành chiến tranh tổng lực lâu dài với khối Đồng Minh (ví dụ, sau khi Romania bị Liên Xô đánh bại vào tháng 8/1944 thì Đức cũng bị mất một nửa nguồn cung dầu mỏ, điều này khiến sản lượng vũ khí của Đức sụt giảm nhanh chóng kể từ cuối năm 1944 và quân đội Đức cũng thua chung cuộc chỉ nửa năm sau đó).
Khi Đức chiếm được lãnh thổ mới (bằng cách đánh chiếm trực tiếp hoặc bằng cách thiết lập chính phủ bù nhìn ở các nước bị đánh bại), những lãnh thổ mới này buộc phải bán tài nguyên và nông sản cho Đức với giá cực thấp. Một lượng lớn hàng hóa chảy vào Đức từ những vùng bị chinh phục ở phía Tây. Ví dụ, 2/3 trong tất cả các chuyến tàu hỏa ở Pháp vào năm 1941 đã được sử dụng để vận chuyển hàng hóa sang Đức. Na Uy mất 20% thu nhập quốc dân vào năm 1940 và 40% vào năm 1943 để cung cấp cho Đức
Do bị thiếu lương thực bởi nhiều nông dân nam đã nhập ngũ, Đức bù đắp sự thiếu hụt đó bằng cách lấy hàng triệu tấn ngũ cốc từ Nam Tư, Hungary và Romania. Nguồn cung cấp dầu của Đức, vốn rất quan trọng cho nỗ lực chiến tranh, phụ thuộc phần lớn vào việc nhập khẩu 1,5 triệu tấn dầu hàng năm, chủ yếu từ Romania. Đức cũng chiếm giữ luôn nguồn cung cấp dầu của các nước bị chinh phục - ví dụ như Pháp Về mặt sản xuất, Đức trưng dụng mọi nhà máy tại các lãnh thổ chiếm đóng, các nhà máy này đã cung cấp rất nhiều vũ khí cho Đức. Ví dụ như loại xe tăng Panzer 38(t) và các biến thể của nó đã được sản xuất tại các nhà máy ở Tiệp Khắc với số lượng lên tới trên 6.600 chiếc
Ở châu Á, cường quốc phe Trục tham chiến chủ yếu là Nhật Bản. Tuy nhiên, tiềm năng kỹ nghệ của Nhật yếu hơn so với các nước Đức, Liên Xô, Anh, Mỹ do nước này thiếu các nguồn tài nguyên một cách trầm trọng. Nhật buộc phải nhập khẩu các nguyên liệu như sắt, dầu hoả và than đá vì thiếu các tài nguyên thiên nhiên ở trong nước để duy trì sản xuất công nghiệp vũ khí. Vì vậy, Nhật Bản thành lập một loạt chính phủ bù nhìn ở các vùng chiếm đóng để hỗ trợ quân Nhật khai thác tài nguyên phục vụ chiến tranh. Tiêu biểu như Mãn Châu quốc, Chính phủ Uông Tinh Vệ, chính phủ Thái Lan dưới thời thống chế Plaek Pibulsonggram, chính phủ đệ nhị Cộng hòa tại Philipines, chính phủ Đế quốc Việt Nam....

### Hậu quả
Tất cả mọi quốc gia trên thế giới đều bị Chiến tranh thế giới thứ hai ảnh hưởng ít nhiều. Phần lớn đã tham chiến theo phía Đồng Minh hay phe Trục, và một số đã theo cả hai. Một số nước được thành lập vì chiến tranh, và một số không tồn tại được.
8 Cường Quốc tham chiến quan trọng nhất được liệt kê sau đây:
- Đức: Cường quốc chính của phe Trục tại châu Âu và nước cầm đầu trong chủ nghĩa phát xít, chiến tranh bắt đầu khi Đức xâm lược Ba Lan, và chiến tranh chấm dứt tại chiến trường châu Âu sau khi Đức đầu hàng.[cần dẫn nguồn]
- Pháp: Lực lượng chính của Đồng Minh tại lục địa châu Âu, Pháp đã tuyên chiến với Đức sau việc xâm lược Ba Lan. Pháp không hăng hái trong việc tham chiến và không chống cự nổi lực lượng Đức sau khi bị xâm lược vào năm 1940. Khi chính quyền Pháp đầu hàng nhục nhã, đất nước bị mất vào tay Phát Xít, một chính quyền bù nhìn thân Đức được thành lập ở miền nam với danh nghĩa cai quản phần còn lại của nước Pháp không bị Đức chiếm đóng, nhưng một số thuộc địa của Pháp vẫn trung thành với lực lượng Pháp Tự do vốn đứng về phía Đồng minh.Thống chế Wilheim Keitel thay mặt nước Đức Quốc xã ký giấy chấp nhận đầu hàng Đồng Minh Liên Xô, Mỹ, Anh, Pháp ngày 9 tháng 5 năm 1945 tại Karlshorst, Berlin[cần dẫn nguồn]

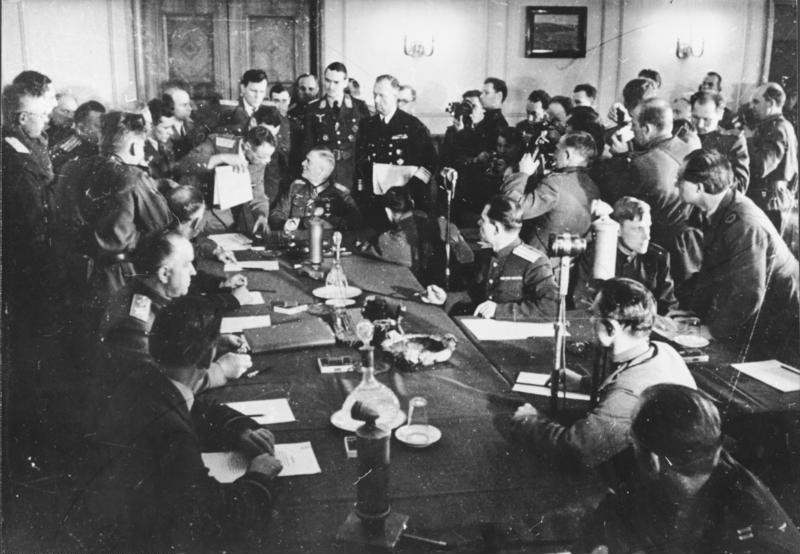
Thống chế Wilheim Keitel thay mặt nước Đức Quốc xã ký giấy chấp nhận đầu hàng Đồng Minh Liên Xô, Mỹ, Anh, Pháp ngày 9 tháng 5 năm 1945 tại Karlshorst, Berlin

- Anh: Trong khi Anh không có khả năng sản xuất và nhân lực to lớn như Mỹ hay Liên Xô, họ vẫn là một cường quốc quan trọng, có nhiều đóng góp trong chiến thắng của lực lượng Đồng Minh trên các chiến trường. Đế quốc Anh cũng là lực lượng Đồng Minh duy nhất chiến đấu chống lại quân Phát Xít trên toàn bộ các mặt trận chủ chốt từ ngày đầu tiên của cuộc chiến. Sau thế chiến thứ hai nước Anh suy yếu, mất phần lớn thuộc địa và mất luôn vai trò là cường quốc hàng đầu thế giới. Anh phải dựa vào sự hỗ trợ của Mỹ để tái thiết đất nước.[cần dẫn nguồn]
- Ý: Một đồng minh của Đức vào ban đầu, Ý có rất nhiều tham vọng lãnh thổ. Họ chỉ tham chiến sau khi số phận của Pháp đã an bài. Nỗ lực chiếm Hy Lạp và Ai Cập thất bại, thêm vào đó nhiều thất bại hải quân tại vùng Địa Trung Hải đã cho thấy Ý không đủ chuẩn bị cho cuộc chiến tranh này. Sức chiến đấu kém, tinh thần bạc nhược ngay cả khi chiến đấu trên lãnh thổ của mình cũng như sự lãnh đạo yếu kém đã khiến Ý thất bại. Sau khi bị quân Đồng Minh xâm chiếm, nước Ý phát xít bị sụp đổ, một chính quyền mới thành lập theo phía Đồng Minh và đánh lại đồng minh Đức của họ.[cần dẫn nguồn]
- Liên Xô: Ban đầu họ muốn lập liên minh với Anh, Pháp nhưng không thành, nên sau đó chuyển sang ký hòa ước với Đức. Tuy nhiên, sau khi Đức thình lình tấn công vào năm 1941, Liên Xô theo phía Đồng Minh. Liên Xô bị nhiều tổn thất trước quân đội Đức, nhưng cuối cùng cũng thay đổi chiều hướng và chiếm đóng Berlin để chiến thắng tại châu Âu. Chính tại mặt trận Xô - Đức, quân đội phe Trục đã phải gánh chịu những tổn thất to lớn nhất: theo số liệu gần đây thì tổng số quân Đức bị chết, bị thương hoặc bị bắt làm tù binh trong chiến tranh thế giới lần thứ hai là gần 14 triệu người, trong đó riêng ở mặt trận Xô - Đức là 11,3 triệu người, chưa kể hơn 1 triệu quân Nhật và đồng minh châu Á của Nhật bị Liên Xô tiêu diệt hoặc bắt giữ trong Chiến dịch Mãn Châu. Liên Xô được coi là lực lượng có đóng góp lớn nhất trong chiến thắng của phe Đồng Minh tại Châu Âu. Sau thế chiến thứ hai, Liên Xô nổi lên thành siêu cường có tiềm lực kinh tế và quân sự mạnh nhất châu Âu và đủ sức cạnh tranh với Hoa Kỳ.[cần dẫn nguồn]
- Nhật Bản: Một trong những cường quốc phe Trục, Nhật Bản có lý do tham chiến riêng. Do không đủ tài nguyên để phục vụ cho nền công nghiệp ngày càng phát triển, Nhật đã nỗ lực giành tài nguyên từ khu vực tây Thái Bình Dương và Đông Á. Nhưng họ không đủ tiềm lực để đánh bại quân Đồng Minh, bị đẩy lùi và cuối cùng bị thả bom nguyên tử. Cuối cùng Nhật Bản phải đầu hàng không điều kiện.[cần dẫn nguồn]

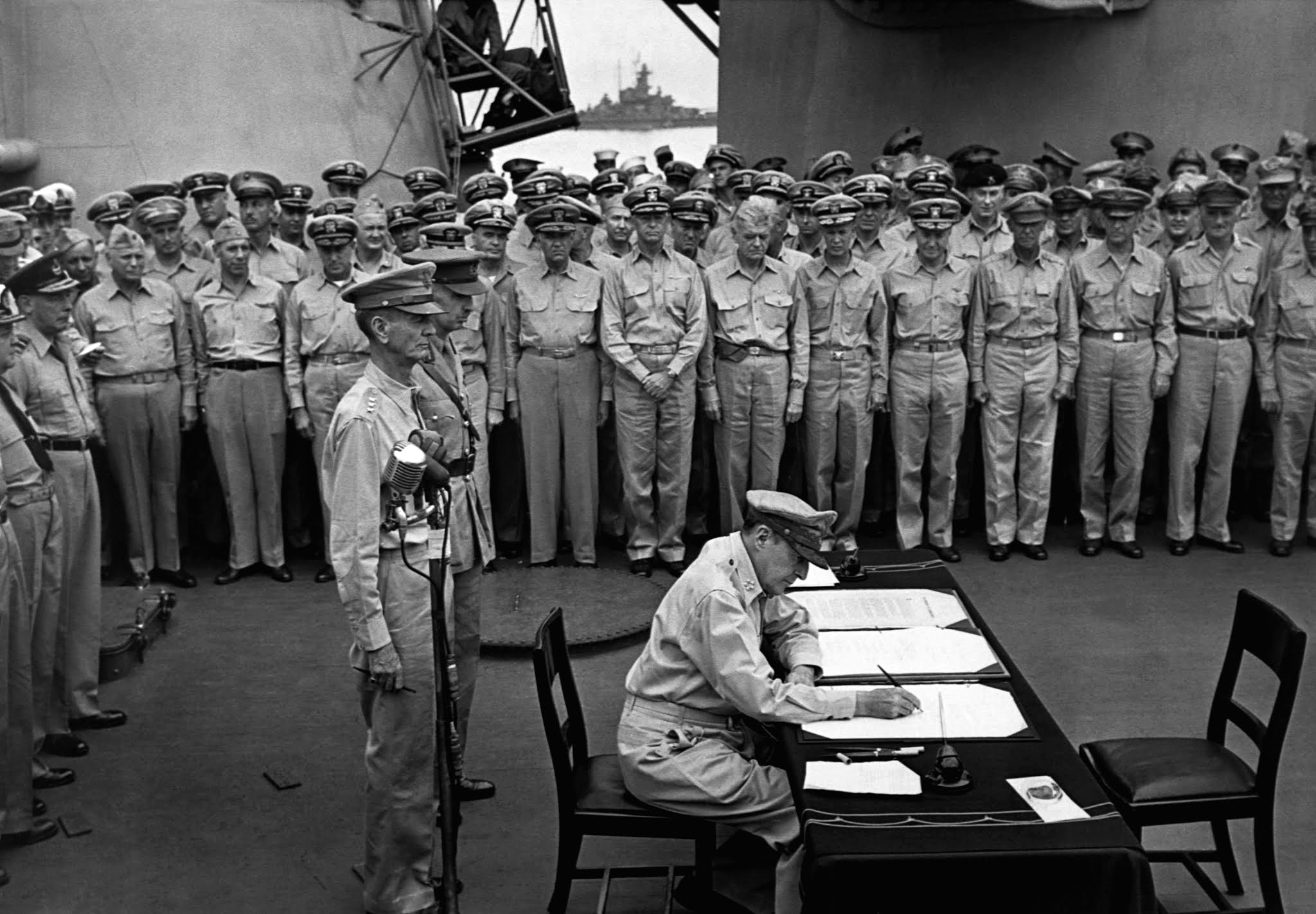
Tướng Mỹ Douglas McArthur ký nhận đầu hàng vô điều kiện của Nhật trên chiến hạm USS Missouri

- Trung Quốc: quốc gia Đông Á này từng là nền văn minh hàng đầu thế giới nhưng tụt hậu trước sự phát triển mạnh mẽ của nền văn minh phương Tây nên bị các đế quốc phương Tây và Nhật Bản chèn ép. Sau 10 năm phát triển (Nam Kinh thập kỷ) cũng như có sự giúp đỡ của Hoa Kỳ, năm 1941, Trung Quốc gia nhập phe Đồng minh và trở thành một trong ngũ cường chủ chốt lãnh đạo phe Đồng minh cùng với Hoa Kỳ, Liên Xô, Anh và Pháp. Họ đã khống chế thành công hơn 1 triệu quân Nhật ở vùng Đông Bắc cũng như cầm chân quân Nhật ở các tỉnh phía Đông. Trung Quốc quá rộng lớn nên người Nhật không đủ quân cũng như khả năng hậu cần để tiếp tục tiến sâu vào lãnh thổ Trung Quốc. Tuy vậy, nội bộ Trung Quốc bị chia rẽ giữa hai phe Quốc - Cộng, giữa chính quyền trung ương và các quân phiệt địa phương nên Trung Quốc không thể tập trung toàn lực chống phát xít Nhật.[cần dẫn nguồn]
- Hoa Kỳ: Ban đầu Hoa Kỳ theo Chủ nghĩa không can thiệp và duy trì chính sách trung lập do vẫn còn chịu ảnh hưởng của các cuộc Đại khủng hoảng kinh tế và Quốc hội lo sợ về một cuộc chiến tốn người tốn của như Chiến tranh thế giới thứ nhất. Sau nhiều lời đề nghị của Thủ tướng Anh Winston Churchill và mối lo ngại về vấn đề "Một sự trung lập hoàn toàn là không thể", Quốc hội Hoa Kỳ phê duyệt chính sách Cash and Carry của Tổng thống Franklin Roosevelt, cho phép khối Đồng Minh vay mượn trang thiết bị có sẵn của người Mỹ và thanh toán chi phí ngay lập tức. Tuy nhiên vào cuối năm 1941, Hoa Kỳ bị cuốn vào chiến tranh khi Nhật tấn công bất ngờ và Đức tuyên chiến. Hoa Kỳ dùng khả năng kinh tế và công nghiệp an toàn để tiếp tế cho tất cả các nước Đồng Minh và đã tạo lực lượng và duy trì nỗ lực tại châu Âu và Thái Bình Dương. Hoa Kỳ cũng là nước tham gia trên nhiều mặt trận nhất và viện trợ nhiều nhất cho các nước Đồng Minh. Hoa Kỳ là nước duy nhất tham chiến mà lãnh thổ và nền kinh tế hầu như không bị chiến tranh tàn phá. Hoa Kỳ được coi là lực lượng có vai trò quan trọng nhất trong chiến thắng của phe Đồng minh tại Châu Á và Thái Bình Dương. Sau thế chiến thứ hai, Hoa Kỳ là nước duy nhất không bị tổn thất nặng mà còn thu được nhiều món lợi và nổi lên thành siêu cường có tiềm lực kinh tế và quân sự mạnh nhất thế giới.[cần dẫn nguồn]

## Tóm tắt

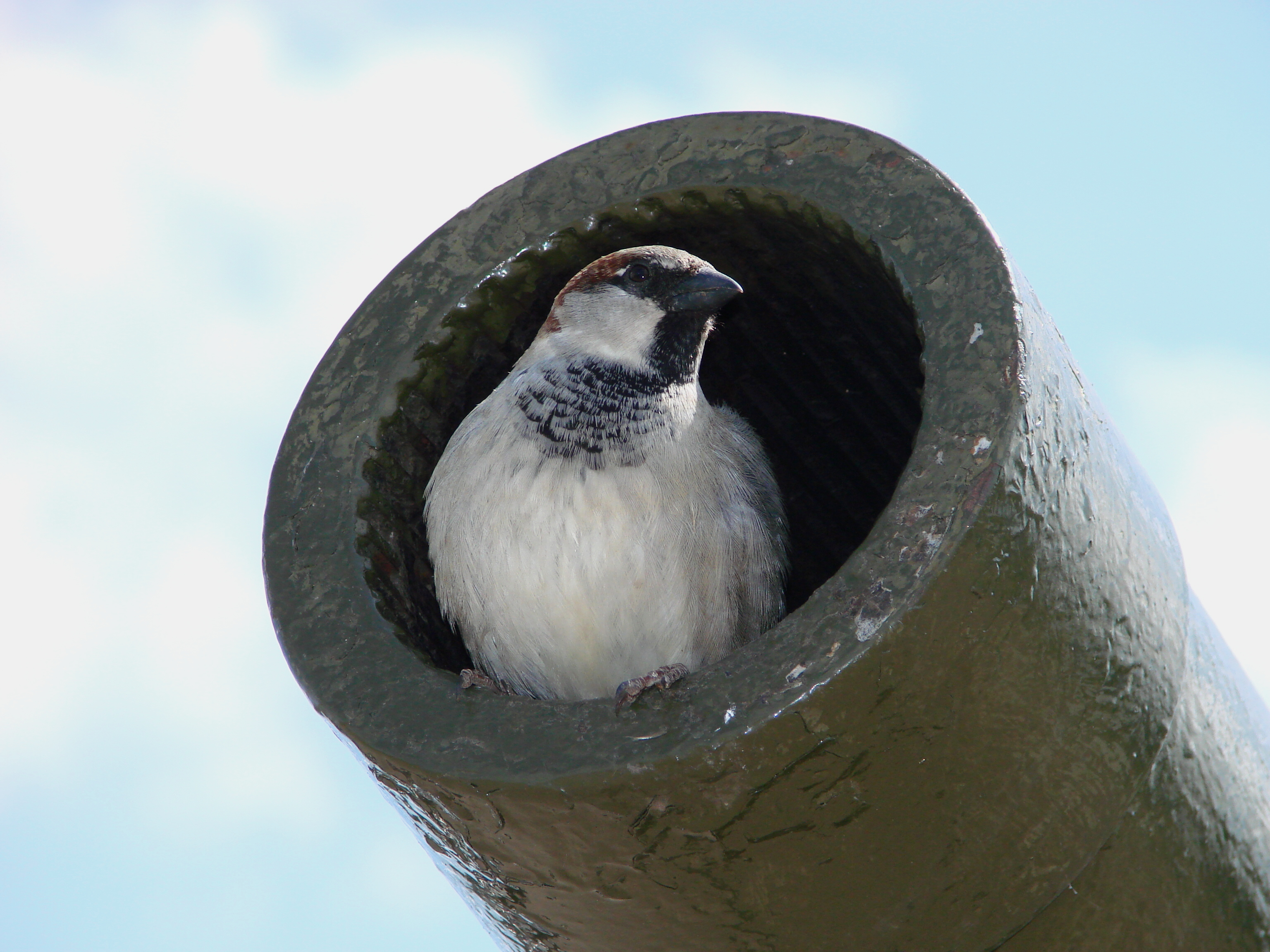
Chim bồ câu trong nòng pháo tại Prokhorovka (Nga) năm 2008, biểu tượng cho số phận mong manh của sự sống trước hiểm họa chiến tranh

Chiến tranh thế giới thứ hai là một cuộc xung đột vũ trang lớn nhất lịch sử. Không cuộc xung đột nào trước đó hay sau đó bao gồm số nước tham gia nhiều hơn, ảnh hưởng diện tích đất lớn hơn, hay giết nhiều mạng người và phá hoại nhiều hơn. Tuy nhiên, sự lớn lao của cuộc chiến này chỉ là một trong nhiều khía cạnh nổi bật nhất của nó. Một số khía cạnh khác đáng được chú ý là:
- Ảnh hưởng thế giới lâu dài: Hầu hết các quốc gia đã theo phía này hay phía kia trong chiến tranh. Một số quốc gia theo cả hai phía vào các thời điểm khác nhau. Mọi lục địa có người ở, trừ Nam Mỹ, đều có chiến sự. Ngay cả các nước trung lập cũng bị ảnh hưởng sâu sắc trong chiến tranh và sau chiến tranh.[cần dẫn nguồn]
- Phát triển kỹ thuật: Trong nhiều lĩnh vực kỹ thuật, sự tiến triển rất nhanh chóng vì chiến trường có nhu cầu cải tiến kỹ thuật. Diễn tiến này có rất rõ trong các lĩnh vực kỹ thuật quân sự, từ máy bay đến xe cộ và máy tính.[cần dẫn nguồn]
- Bom nguyên tử: Chiến tranh thế giới thứ hai đã dẫn đến một cuộc cạnh tranh giữa một số nước để khai thác năng lượng nguyên tử và phát triển vũ khí hạt nhân. Lần đầu tiên, con người nắm được trong tay mình một thứ vũ khí có thể hủy diệt cả nhân loại và thế giới. Nước Mỹ thắng cuộc trong cạnh tranh này và đã sử dụng vũ khí nguyên tử lần đầu tiên trên thế giới để tạo ra ưu thế trong việc phân chia thế giới sau chiến tranh. Nhưng sau khi Liên Xô cũng sở hữu vũ khí hạt nhân, loài người lại đứng trước một nguy cơ tiềm ẩn cực kỳ đáng sợ bởi hai siêu cường này luôn nằm trong sự đối đầu với nhau.[cần dẫn nguồn]
- Chiến tranh tổng lực: Chiến tranh này đã diễn ra theo cách thức chiến tranh tổng lực như Thế chiến I (strategic warfare). Chiến tranh này không những chỉ là để đánh bại quân địch và xâm chiếm lãnh thổ, mà còn phải tấn công thẳng vào các khu dân cư và công nghiệp để phá hủy khả năng sản xuất và ý chí của đối phương.[cần dẫn nguồn]
- Kháng cự của người dân: Chiến tranh du kích không phải mới, nhưng trong hầu hết những nước bị quân địch (đặc biệt là Đức và Nhật) chiếm giữ, nhiều cuộc nổi dậy kháng chiến đã nổ ra. Mặc dù các phong trào này thường không tự giải phóng được đất nước, họ cũng đã làm quân chiếm đóng phải hao tổn công sức, và lãnh thổ không bao giờ bị chiếm giữ toàn bộ. Việc này đã chứng minh rằng, việc chinh phục và lôi kéo một dân tộc đối nghịch bằng vũ lực là một chuyện không dễ dàng.[cần dẫn nguồn]